# Freie Demokratische Partei
| Bundesregierungen |
|                   |

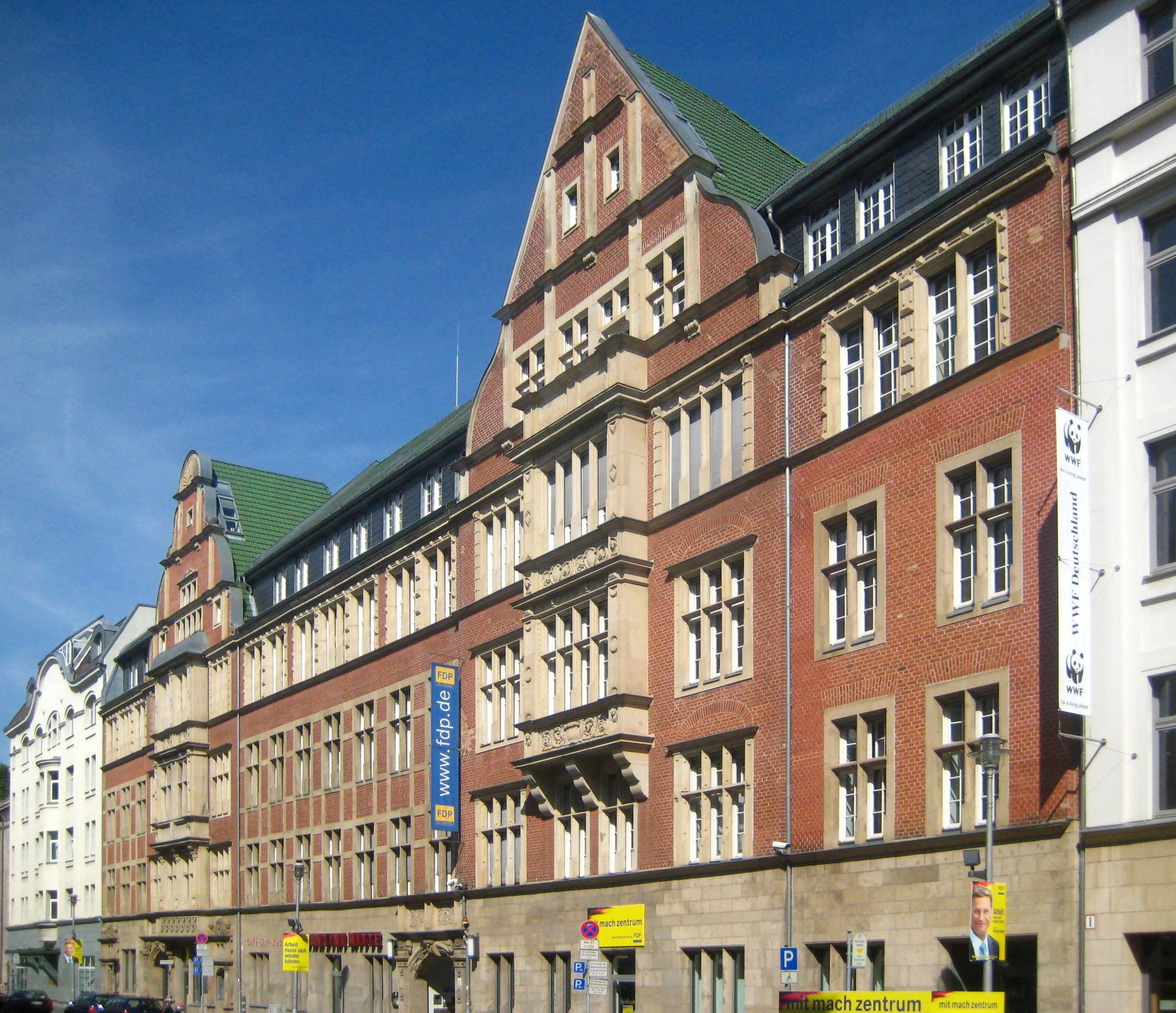
Hans-Dietrich-Genscher-Haus in der Reinhardtstraße in Berlin-Mitte, Bundesgeschäftsstelle/Parteizentrale der FDP

Die Freie Demokratische Partei (Kurzbezeichnung: FDP, von 1968 bis 2001 F.D.P.; Eigenbezeichnung: Freie Demokraten, bis 2015 Die Liberalen) ist eine liberale Partei in Deutschland, die im politischen Spektrum im Bereich Mitte bis Mitte-rechts eingeordnet wird.
Die FDP war 1949 bis 1956, 1961 bis 1966, 1969 bis 1998, 2009 bis 2013 und von 2021 bis 2024 als jeweils kleinerer Koalitionspartner an der Bundesregierung beteiligt (siehe Liste der deutschen Bundesregierungen). Von 1949 bis 2025 war sie mit Ausnahme der 18. Legislaturperiode (2013–2017) als Fraktion der Freien Demokraten im Deutschen Bundestag vertreten. Bei der Bundestagswahl 2025 scheiterte die Partei an der Fünfprozenthürde und befindet sich seither auf Bundesebene erneut in der außerparlamentarischen Opposition. Sie ist in acht deutschen Landesparlamenten vertreten (Baden-Württemberg, Bremen, Hessen, Mecklenburg-Vorpommern, Nordrhein-Westfalen, Rheinland-Pfalz, Sachsen-Anhalt, Schleswig-Holstein) und an zwei Landesregierungen (Rheinland-Pfalz, Sachsen-Anhalt) beteiligt. Zudem stellt sie eine Reihe von Oberbürgermeistern (darunter in Dresden und Jena) und über 3000 weitere kommunale Mandatsträger. Auf Landesebene stellte die FDP bislang zwei Ministerpräsidenten (1945–1953 in Württemberg-Baden/Baden-Württemberg mit Reinhold Maier sowie Anfang 2020 für 27 Tage in Thüringen mit Thomas Kemmerich).
Historische Vorläufer der FDP fallen in die Frühzeit der demokratischen Bewegung in Deutschland Anfang des 19. Jahrhunderts. Die unmittelbare Linie der Partei geht zurück auf die vor der Märzrevolution abgehaltene Heppenheimer Tagung vom 10. Oktober 1847 und die am 6. Juni 1861 gegründete Deutsche Fortschrittspartei, die erste deutschlandweite Partei. Das alljährliche Dreikönigstreffen der FDP am 6. Januar im Staatstheater Stuttgart geht auf die Tagung liberaler Volksvereine am Dreikönigstag 1866 in Stuttgart zurück. Die FDP wurde am 12. Dezember 1948 auf dem Gründungsparteitag in Heppenheim gegründet und wirkte im Anschluss entscheidend an der Ausgestaltung des freiheitlich demokratischen Grundgesetzes und der ersten Bundesregierung mit. Beim Vereinigungsparteitag am 12. August 1990 erfolgte der Zusammenschluss mit den ostdeutschen Verbänden.

## Inhaltliches Profil
Der inhaltliche Grundgedanke der FDP ist der Liberalismus, den sie seit jeher traditionell in Deutschland vertreten hat. Ihr fundamentales Ideal besteht somit in der Freiheit des Einzelnen, insbesondere vor staatlicher Gewalt. Dem Ideal der FDP liegt damit ein negativer Freiheitsbegriff zugrunde. Die Ausrichtung der FDP wird wie in einigen zweidimensionalen Modellen des politischen Spektrums vorkommend als nahezu durchgängig wirtschaftsliberal bzw. marktliberal beschrieben.
Die gegenwärtigen Leitlinien der FDP sind in den Karlsruher Freiheitsthesen verankert. Diese wurden auf dem 63. Ordentlichen Bundesparteitag am 22. April 2012 in Karlsruhe beschlossen. Vorher galten die Wiesbadener Grundsätze, die auf dem 48. Ordentlichen Bundesparteitag am 24. Mai 1997 in Wiesbaden beschlossen wurden.

### Wirtschaftspolitik
Eigenen Aussagen zufolge orientiert sich die Wirtschaftspolitik der FDP an einer liberalen und sozialen Marktwirtschaft.
Sie fordert eine staatliche Ordnungspolitik, die dafür die entsprechenden Rahmenbedingungen schaffe, aber den Markt nicht durch Interventionen verzerren solle.
Zentrales Ziel ist der Anreiz von Wirtschaftswachstum durch Verbesserung des Investitionsklimas. Erreicht werden soll dies unter anderem durch Bürokratieabbau, Privatisierungen, Deregulierung, Abbau von Subventionen und eine Reform des Tarifrechts. Entsprechend sprach sich im Bundestagswahlkampf 2021 Parteichef Christian Lindner für ein „Comeback“ der Angebotspolitik aus. In der Globalisierung sieht die Partei vor allem Chancen.
Die Staatsverschuldung soll reduziert werden. Es wird ein ausgeglichener Haushalt ohne Neuverschuldungen angestrebt.
In der Steuerpolitik wird ein einfacheres Steuerrecht gefordert. Das Modell der Einkommensteuer sieht einen Stufentarif vor. Langfristig wird eine sogenannte Flat Tax angestrebt. Durch Steuersenkungen soll die Kaufkraft der Arbeitnehmer erhöht und die Wirtschaft belebt werden.
Die FDP lehnte im Bundestagswahlkampf 2013 den bundesweiten Mindestlohn ab. Die Partei wollte dagegen Lohnuntergrenzen einführen, die auf Besonderheiten der jeweiligen Regionen und Branchen Rücksicht nehmen.
Eine Analyse des Wahlprogramms zur Bundestagswahl 2025, durchgeführt durch das Zentrum für Europäische Wirtschaftsforschung (ZEW) in Mannheim, ergab, dass einer Familie mit zwei Kindern und niedrigem Einkommen durch die Reformvorschläge der FDP 1520 Euro im Jahr weniger zur Verfügung stünden. Eine Familie mit einem Brutto-Jahreseinkommen von 180.000 Euro würde durch die Pläne der Partei hingegen um 11.990 Euro entlastet. Das Zentrum für Europäische Wirtschaftsforschung berechnete, dass die Pläne der FDP zu ungedeckten Mindereinnahmen für Bund, Länder und Kommunen von 116 Milliarden führten. Die FDP kritisiert die Studie des ZEW und bemängelt methodische Annahmen sowie Berechnungen als fehlerhaft und irreführend. Hintergrund der Kritik ist die Annahme des ZEW, dass die FDP eine Abschaffung des Wohngeldes plane, was die Partei zurückweist.

### Sozialpolitik
In der Sozialpolitik wird die Einführung eines Bürgergeldes angestrebt, in dem alle steuerfinanzierten sozialen Hilfen des Staates unbürokratisch zusammengefasst werden. Dabei handelt es sich um ein Modell einer negativen Einkommensteuer. Es wäre wie die jetzige Regelung an eine Arbeitsverpflichtung gebunden. Zusätzlich fordert die Partei bessere Hinzuverdienstgrenzen für Sozialhilfeempfänger und will Einkommen von Jugendlichen aus Familien, welche Sozialhilfe beziehen, bis zur Höhe des Minijobs nicht mehr anrechnen.
In der Rentenpolitik sieht die FDP aufgrund des demographischen Wandels akuten Handlungsbedarf. Hier schlägt sie vor, das umlagefinanzierte Rentensystem durch eine kapitalgedeckte Aktienrente nach dem Beispiel Schwedens zu ergänzen, um so mittelfristig zu einem steigenden Rentenniveau zu gelangen. Die Partei plädiert ebenfalls für einen flexiblen Renteneintritt ab 60 Jahren.

### Gesundheitspolitik
Im Bereich der Gesundheitspolitik spricht sich die FDP für einen Abbau bürokratischer Regulierungen aus. Die FDP schlägt eine Bepreisung von Bürokratie- und Berichtspflichten vor. Derjenige, der sie anfordert, soll sie auch bezahlen.
Die Digitalisierung im Gesundheitswesen und die Einführung robotischer Assistenzsysteme soll gefördert werden. Die Entwicklung der Digitalisierung soll internationale technische Standards berücksichtigen, um die Interoperabilität in der Zukunft zu gewährleisten.
Die Freien Demokraten fordern eine Verbesserung der Investitionsfinanzierung von maximal versorgenden, sowie von kleineren, spezialisierten Krankenhäusern. Fehlanreize für eine Überversorgung im Krankenhausbereich sollen vermieden werden. Eine Ungleichbehandlung von privaten, öffentlichen und konfessionellen Trägern wird ebenso abgelehnt wie die Planungshoheit der gesetzlichen Krankenkassen für die Versorgungsstrukturen.
Die körperliche Selbstbestimmung wird besonders hervorgehoben. So soll jeder Mensch auch im Rahmen medizinischer Behandlungen das Recht haben, frei über seinen Körper zu bestimmen. Ein liberales Sterbehilfegesetz wird gefordert.
Auch sprechen sich die Freien Demokraten für die Gleichberechtigung Homosexueller und Transsexueller bei der Blutspende aus. Die FDP ist dagegen, dass homosexuelle Männer generell für einen längeren Zeitraum auf die Blutspende warten müssen als heterosexuelle Männer und will dementsprechend das generelle Blutspendeverbot bei homosexuellen Männern beenden.
Im Bereiche der Fortpflanzungsmedizin fordert die FDP, dass der Zugang zur künstlichen Befruchtung sehr stark vereinfacht werden soll. So wird von den Freien Demokraten eine Legalisierung der Eizellenspende befürwortet. Auch will die FDP die Finanzierung von Kinderwunschbehandlungen deutlich stärken und die Unterstützungsangebote bei den Erfüllungen von Kinderwünschen viel umfassender ausbauen. Unter anderem soll die Kryokonservierung (etwa zum Zweck des „Social Freezing“) gefördert werden und die Altersbegrenzung (derzeit zwischen 25 und 40 Jahren) soll an die „Lebenswirklichkeit in Deutschland“ angepasst werden.
Ebenso spricht sich die FDP dafür aus, dass geschlechtsangleichende Operationen an intersexuellen Kindern ohne medizinische Notwendigkeit strengstens verboten sein müssen. Auch setzt sich die FDP für ein Verbot von Konversionstherapien in Bezug auf die Abänderungen der sexuellen Orientierungen ein.
Ferner strebt die FDP eine kontrollierte Freigabe von Marihuana an. Die FDP will die Freigabe von Tetrahydrocannabinol-haltigen Hanfblüten für Erwachsene in Apotheken nach gesundheitlicher Aufklärung für den Eigenbedarf zugänglich machen.

### Gesellschaftspolitik
Ein gemeinsamer Nenner der Freien Demokraten ist die kritische Einstellung zum Einfluss des Staates und zu konservativen oder egalitären Gesellschaftsentwürfen. Nach dem Motto „So viel Staat wie nötig, so wenig Staat wie möglich!“ versucht die FDP, die Eingriffe des Staates in das Leben des Einzelnen so weit wie möglich zu beschränken.
Die Freien Demokraten lehnen alle Elemente eines Überwachungsstaates ab. Verbindendes Element ist für sie der Gedanke der „Schaffung und Wahrung der Freiheit des Einzelnen“. So trug sie nahezu alle gesellschaftlichen Liberalisierungen mit, die in der Bundesrepublik realisiert wurden.

### Familienpolitik
Die FDP setzt sich für die rechtliche Gleichstellung verschiedener Formen des Zusammenlebens ein. Die Ehe zwischen Mann und Frau dürfe gegenüber anderen Formen des Zusammenlebens nicht bevorzugt werden. Gleichgeschlechtliche Paare sollen die gleichen Rechte wie heterosexuelle Paare erhalten. Beispielsweise befürwortet die FDP das Recht auf die Simultanadoption von Kindern durch gleichgeschlechtliche Paare. So setzt sich die FDP auch dafür ein, dass zum Beispiel im Falle einer Sukzessivadoption durch ein rein weibliches Elternpaar die Frau der leiblichen Mutter ohne Eignungsnachweis als zweiter Elternteil anerkannt werden können muss. Die Öffnung der Ehe für gleichgeschlechtliche Paare wurde unterstützt, auch wenn die Bundestagsfraktion noch 2012 während der CDU-FDP-Koalition Kabinett Merkel II fast geschlossen gegen diese gestimmt hatte. Das Ehegattensplitting soll beibehalten werden. Der Ausbau von Kindergartenplätzen soll bundesweit verstärkt werden.
Die FDP möchte Werbung für ungesunde Lebensmittel, die sich speziell an Kinder richtet, nicht einschränken, da Werbebeschränkungen die Freiheit der Konsumenten beschneiden würde.

### Innenpolitik
Die FDP spricht sich u. a. gegen die anlasslose Vorratsdatenspeicherung von Verbindungsdaten bei Telefon und Internet aus.
Umstritten war auch der „Große Lauschangriff“: 1995 führte die FDP dazu eine Urabstimmung durch, bei der sich eine Mehrheit von 63,6 Prozent für die Möglichkeit aussprach, nach Zustimmung eines Richters eine Privatwohnung abhören zu lassen. Als Reaktion auf das Ergebnis trat die damalige Bundesjustizministerin Sabine Leutheusser-Schnarrenberger (FDP) von ihrem Amt zurück. Als 1998 der Bundestag das betreffende Gesetz verabschiedete, erhoben einige prominente FDP-Mitglieder aus dem linksliberalen Flügel der Partei teilweise erfolgreich Verfassungsbeschwerde. Der Bundesparteitag im Mai 2005 in Köln hat inzwischen wieder die Abschaffung des Großen Lauschangriffs gefordert.
Der Bundesvorstand der FDP sprach sich in seiner Sitzung am 12. Dezember 2006 außerdem gegen die Möglichkeit zu Online-Durchsuchungen aus, da diese einen schwerwiegenden Eingriff in das Recht auf informationelle Selbstbestimmung darstellten.
Die Freien Demokraten stehen einer Verschärfung der Strafgesetze kritisch gegenüber. Das jetzige Recht reiche aus, um die innere Sicherheit zu gewährleisten. Sie fordert stattdessen die Einstellung von mehr Polizeibeamten, Richtern und Staatsanwälten, um die Sicherheit zu erhöhen und die Gerichtsverfahren zu beschleunigen. Außerdem wird eine bessere Resozialisierung insbesondere für jugendliche Straftäter gefordert.
Die FDP fordert zudem, dass eine doppelte Staatsbürgerschaft zukünftig problemlos möglich sein soll.

### Bildungspolitik
Ein Ziel der FDP ist die vorschulische Förderung der Kinder. So soll es ab dem vierten Lebensjahr verbindliche Sprachtests geben, um mögliche sprachliche Schwächen, z. B. von Kindern mit Migrationshintergrund, zu erkennen und diese rechtzeitig vor der Schule in einer sogenannten Startklasse trainieren zu können. Kinderbetreuung soll entsprechend dem Rechtsanspruch auf einen Kindergartenplatz, halbtags zwischen dem dritten Lebensjahr und der Einschulung (oder der Startklasse), für Kinder und Eltern kostenlos sein. Schon in der ersten Klasse soll spielerisch mit Fremdsprachenunterricht als festem Bestandteil des Unterrichtplans begonnen werden.
Außerdem stehen die Freien Demokraten zum gegliederten Schulsystem und lehnen eine Einheitsschule ab, da sie ihrer Meinung nach zu wenig leistungsorientiert und individuelle Förderung nicht ausreichend gewährleistet sei. In Regionen mit besonderen sozialen und regionalen Herausforderungen fordert die FDP Talentschulen. So soll ein Ausgleich der sozialen Nachteile im Sinne der Chancengerechtigkeit stattfinden. Zudem fordert die FDP stärkere Autonomie für Schulen und möchte künftig 1 Prozent des Mehrwertsteueraufkommens zusätzlich in Bildung investieren.
Zusammen mit weiteren Bundestagsfraktionen hat die FDP das im Grundgesetz verankerte Kooperationsverbot gelockert. Seitdem ist es dem Bund erlaubt, sowohl Investitionen in die Infrastruktur als auch in qualitätsfördernde Maßnahmen von Bildung zu tätigen.
Die FDP tritt für nachlaufende Studiengebühren zur Finanzierung der Hochschulen ein. Das bedeutet, dass der betroffene Student vor allem nach dem Absolvieren des Studienfachs die Studiengebühren bezahlen soll. Außerdem fordert sie, forschungsfeindliche Gesetze und Verordnungen zu ändern oder abzuschaffen, um damit den Forschungsstandort und die Freiheit von Forschung und Lehre Deutschland zu sichern. Die Stammzellenforschung soll gefördert werden.
Im Bereiche des schulischen Unterrichts will die FDP mit Hilfe einer naturwissenschaftlich technischen Bildungsoffensive verstärkt die Kompetenzen von Grundschülern und Gymnasiasten in den MINT-Fächern fördern.

### Medienpolitik
Der Umfang des öffentlich-rechtlichen Rundfunk und die Rundfunkbeiträge sollen nach dem Konzept der FDP reduziert werden. Diese Position stößt auf Kritik etwa von Seiten des Deutschen Journalisten-Verbandes, der darin eine „populistische“ Forderung sieht.
Die FDP will Computerspiele als Kulturgut stärker fördern. In einem FDP-Antrag aus dem Oktober des Jahres 2019 werden Computerspiele als Treiber für Innovation und Kreativität von der FDP bezeichnet. Ebenso setzt sich die FDP dafür ein, dass E-Sports als Sport anerkannt werden.

### Europapolitik
Die FDP bezeichnet sich selbst als die Europapartei. Sie will eine politisch integrierte Europäische Union mit gemeinsamer Außen- und Sicherheitspolitik. Über den Vertrag von Lissabon hätte nach FDP-Sicht in einer Volksabstimmung entschieden werden sollen. Sie tritt für eine politisch handlungsfähige Union ein. Ein Beitritt der Türkei zur EU wird abgelehnt, stattdessen treten die Liberalen für enge Beziehungen im Rahmen der Militär- und Wirtschaftspolitik ein. Die Vertiefung der EU habe Vorrang vor der Erweiterung. Die Partei befürwortet außerdem das transatlantische Freihandelsabkommen (TTIP) mit den USA.

### Klima- und Energiepolitik
Die Bekämpfung des Klimawandels ist laut Partei Menschheitsaufgabe. In der Umweltpolitik fordert die FDP ein strenges CO2-Limit über den Emissionsrechtehandel. Der Handel mit Emissionsrechten soll dabei auf alle emittierenden Sektoren ausgeweitet werden, die Anzahl der ausgegebenen Zertifikate jährlich sinken. Über eine jährlich an die Bürger auszuzahlende Klimadividende will die Partei Klimaschutz zudem sozial verträglich gestalten.
In der Energiepolitik fordert die Partei Versorgungssicherheit sowie den marktwirtschaftlichen Ausbau erneuerbarer Energien. Der schnelle Ausstieg aus der Kernenergie wurde lange kritisch gesehen. Seit den Ereignissen im Kernkraftwerk Fukushima gab es eine parteiinterne Diskussion um einen beschleunigten Ausstieg aus der Kernenergie; inzwischen wird dieser genauso wie der mittelfristige Umstieg auf erneuerbare Energien unterstützt.
Die FDP beschäftigt seit 2018 einen Referenten für Umwelt- und Klimapolitik, welcher 2019 sagte, dass er nicht davon ausgehe, „dass wir eine Klimakrise oder einen Klimanotstand haben“. Das Problem sei hingegen, dass die Politik von Aktivisten getrieben würde. Zu Studien zu den Folgen der globalen Erwärmung sagte er: „So wie ich die Studien lese, werden wir selbst in den Worst-Case-Szenarien in einer Welt mit viel mehr Wohlstand leben.“ Der Klimaforscher Stefan Rahmstorf nennt diese und weitere Aussagen „Ladenhüter aus der Klimaskeptikerszene“. 2013 trat der Referent bei einer Veranstaltung neben Fred Singer auf einer Veranstaltung der Lobbyorganisation EIKE auf.
Die FDP beauftragte Alexander Eisenkopf und Andreas Knorr mit einem Gutachten zum Tempolimit, welches 2023 veröffentlicht wurde. Beide Autoren sind dafür bekannt, Zweifel am menschengemachten Klimawandel in Veröffentlichungen zu suggerieren, und verwenden als Quellen auch EIKE und Gerd Ganteför. Innerhalb der Partei vertraten außerdem Frank Schäffler, Nicola Beer und Rainer Brüderle offen klimaskeptische Positionen (siehe auch Klimawandelleugnung in Deutschland).

### Verkehrspolitik
Die FDP spricht sich dafür aus, Verkehrswege weiter auszubauen und die dafür erforderlichen Haushaltsmittel bereitzustellen. Eine staatlich verordnete Verkehrswende weg vom Verbrennungsmotor hin zur Elektromobilität lehnt die Partei derzeit ab. Auch ein generelles Tempolimit auf Autobahnen oder eine Absenkung der allgemeinen Höchstgeschwindigkeiten wird abgelehnt.

### Außenpolitik
Die FDP steht Bundeswehreinsätzen kritisch gegenüber und sieht sie lediglich als Ultima Ratio – und nur mit einem UN-Mandat – für gerechtfertigt an. Die Bundeswehr soll ein starker NATO-Partner sowie eine Parlaments- und Berufsarmee sein. Unter anderem deshalb setzten die Freien Demokraten die Aussetzung der Wehrpflicht durch. Zukünftig strebt die FDP den Aufbau einer Europäischen Armee unter gemeinsamen Oberbefehl und parlamentarischer Kontrolle an.
International fordert die FDP eine entschiedenere Durchsetzung und Förderung der Menschen- und Freiheitsrechte, die weitere Vorantreibung von Abrüstungsbemühungen sowie eine Reform der Vereinten Nationen. Die von der Kommunistischen Partei Chinas vorangetriebene Politik in Hongkong kritisierte die Partei als Völkerrechtsbruch. Um Verstöße gegen Menschen- und Völkerrecht zu sanktionieren, setzt sich die Partei unter anderem für einen personenbezogenen Sanktionsmechanismus nach Vorbild des Magnitsky Acts ein.

### Einwanderungs- und Asylpolitik
In der Zuwanderungspolitik fordern die Freien Demokraten eine klare Trennung von Einwanderung und Asyl bzw. Flucht, wobei über ein neu zu schaffendes Einwanderungsgesetz qualifizierte Einwanderung erleichtert und beim humanitären Schutz schnellere und klarere Verfahren geschaffen werden sollen: So soll etwa ein neuer, temporärer Schutzstatus für Bürgerkriegsflüchtlinge geschaffen werden. Die Arbeitserlaubnispflicht von Asylbewerbern soll ebenso wie die als ungerechtfertigten Freiheitseingriff angesehene Residenzpflicht für Flüchtlinge abgeschafft werden. Weiterhin fordert die FDP, dass die Kommunen entlastet werden und der Bund mehr Kosten übernimmt.
Mittelfristig soll ein gemeinsames EU-Asylrecht mit einem europäischen Quotensystem geschaffen werden, welches Asylbewerber auf die Mitgliedsstaaten verteilt.
Flüchtlingen soll bereits in ihren Herkunftsländern geholfen werden, indem in den betroffenen Ländern Hilfe vor Ort geleistet wird (Fluchtursachenbekämpfung). Für akut bedrohte Menschen soll ein humanitäres Visum eingeführt und die Asyl-Antragstellung im Ausland ermöglicht werden, um ihnen eine lebensgefährliche Flucht zu ersparen. Die Westbalkanstaaten sollen zu sicheren Herkunftsstaaten erklärt werden, um den Andrang aus diesen Staaten einzudämmen.
Bezüglich der Einwanderung von Fachkräften setzt sich die FDP dafür ein, „die Regelungen für die Fachkräftezuwanderung stark zu vereinfachen“, beispielsweise die Mindestverdienstgrenze massiv abzusenken und bereits nach zwei Jahren den Anspruch auf eine Niederlassungserlaubnis (ein dauerhaftes Aufenthaltsrecht) bei Nachweis von Sprachkenntnissen zu begründen.

## Geschichte

Das Dreikönigstreffen der Freien Demokraten hat sich aus seinen liberalen Anfängen in den 1860er Jahren zu einer Großveranstaltung mit bundespolitischer Bedeutung entwickelt, Stuttgart, 6. Januar 2015

Der Liberalismus ist die älteste der modernen politischen Bewegungen. Er entstammt der Epoche der Aufklärung. Die „Freie Demokratische Partei“ (FDP) steht in der Tradition des klassischen Liberalismus, sie ist als politisch-liberale Wiedergründung der Nachkriegszeit in den drei westlichen Besatzungszonen der sozialen Marktwirtschaft verbunden.
Die Partei wurde 1948 von ehemaligen Mitgliedern der DDP und der DVP gegründet. Die LDPD und die NDPD, als ehemalige DDR-Blockparteien, sowie die DFP und die F.D.P. der DDR, welche der Bürgerbewegung in der DDR entstammten, gingen 1990 in der gesamtdeutschen FDP auf.
Das traditionelle Dreikönigstreffen der FDP am 6. Januar im Staatstheater Stuttgart geht auf die erste Landesvertretertagung der Volksvereine der württembergischen Demokratischen Volkspartei (DVP) von 1866 zurück. Am 6. Januar 1946 wurde die DVP in Stuttgart erneut gegründet. Nach einer zwölfjährigen Zwangsunterbrechung während des Nationalsozialismus nahm sie damit die Tradition des Dreikönigstreffens wieder auf und beteiligte sich 1948 an der Gründung der FDP. Heute ist das Dreikönigstreffen der FDP eine Großveranstaltung mit bundespolitischer Bedeutung.
Die FDP trug bis 15. Juni 2014 von allen Parteien am längsten Regierungsverantwortung in der Bundesrepublik Deutschland, nämlich insgesamt 46 Jahre, jedoch immer als kleinerer der Koalitionspartner. In der Opposition war sie nur von 1956 bis 1961, von 1966 bis 1969, 1998 bis 2009 und von 2017 bis 2021. Sie stellte acht Vizekanzler in insgesamt 15 verschiedenen Kabinetten sowie mit Walter Scheel, Hans-Dietrich Genscher, Klaus Kinkel und Guido Westerwelle vier deutsche Außenminister. Weitere klassische FDP-Ministerressorts sind Justiz und Wirtschaft. Mit Theodor Heuss (1949–1959) und Walter Scheel (1974–1979) stellte sie zudem bisher zwei Bundespräsidenten. Das bisher beste Wahlergebnis bei Bundestagswahlen erzielte sie 2009 mit Guido Westerwelle als Spitzenkandidat. Bei den darauf folgenden Bundestagswahlen konnte die FDP die Fünf-Prozent-Hürde nicht überwinden, was den erstmaligen Nichteinzug der FDP in den Bundestag für eine Legislaturperiode bedeutete.
Ein Archiv an Programmen und zeitgeschichtlich bedeutenden Dokumenten auf Europa-, Bundes- und Landesebene, die die deutschen Liberalen seit 1945 hervorgebracht haben, findet sich auf der Website der Friedrich-Naumann-Stiftung für die Freiheit.

### Wurzeln des Liberalismus

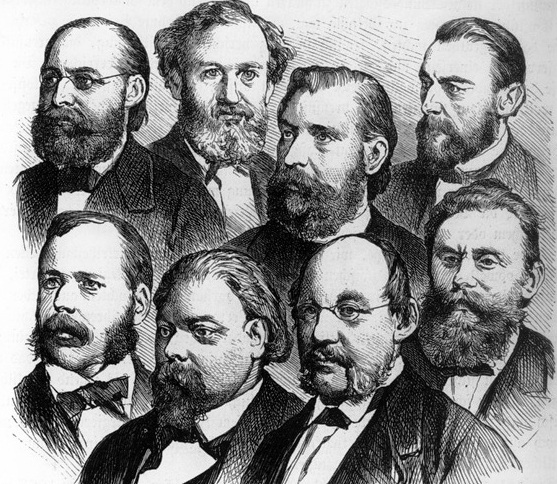
Führende Köpfe der nationalliberalen Partei, Holzschnitt um 1878

Die liberale Bewegung setzte sich am Anfang des 19. Jahrhunderts im Zuge der Aufklärung für mehr Rechte der unteren Schichten und die nationale Einigung ein. Liberale Gruppen, die zum großen Teil aus Studenten und anderen Intellektuellen bestanden, protestierten für „Einheit und Freiheit“. Darauf folgten Gegenmaßnahmen der reaktionären Kräfte Deutschlands, besonders durch Kanzler Metternich, den die liberale Märzrevolution im Jahr 1848 zum Rücktritt zwang. Ab 1849 jedoch war die Revolution mangels Strukturen und Organisation im Lager der Liberalen erschöpft und die Monarchie setzte sich wieder durch, wenn auch das liberale Gedankengut fest verwurzelt blieb und zum Beispiel dem preußischen König bei der Durchführung seiner Politik bis zu Bismarcks Einspringen Probleme bereitete.
Die 1861 gegründete Deutsche Fortschrittspartei war die erste Partei im modernen Sinne, mit einem Parteiprogramm und klaren politischen Zielen. Ihr rechter Flügel spaltete sich 1867 ab und bildete fortan die Nationalliberale Partei, während sich der verbliebene linke Flügel zur Zeit des Deutschen Kaiserreichs mehrfach umbenannte und neu formierte. Zusammen mit der Liberalen Vereinigung, einer Abspaltung am linken Rand der Nationalliberalen, schloss sich die Fortschrittspartei 1884 zur Deutschen Freisinnigen Partei zusammen. Die Fusion endete 1893, als sich die Freisinnigen wieder in zwei eigenständige Parteien, die Freisinnige Volkspartei und die Freisinnige Vereinigung, spalteten. Beide Parteiengruppen gingen 1910 unter Einschluss der Deutschen Volkspartei in der Fortschrittlichen Volkspartei auf.
In der Weimarer Republik knüpften die nationalliberale Deutsche Volkspartei und die linksliberale Deutsche Demokratische Partei (ab 1930 Deutsche Staatspartei) an die Vorgängerorganisationen aus der Kaiserzeit an. Ihre Mitglieder waren später maßgeblich an den Gründungen der liberalen Parteien in der Nachkriegszeit beteiligt.

### Liberale Parteien nach 1945

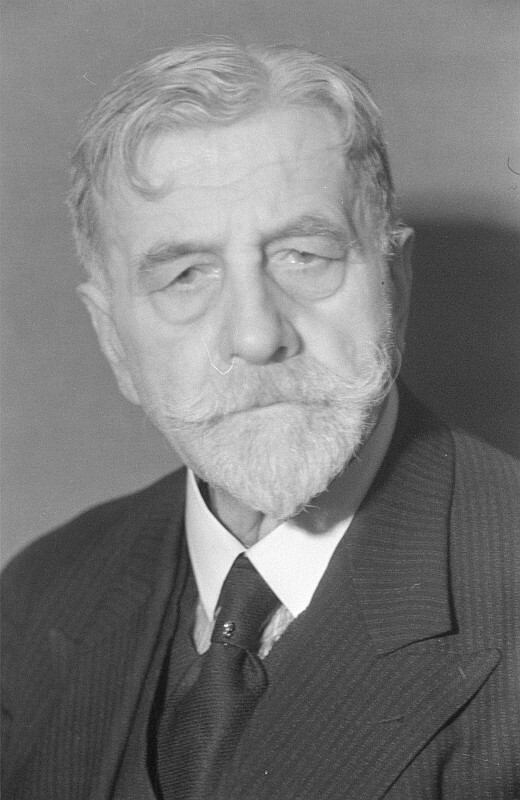
Wilhelm Külz (1946), Gründer der Liberal-Demokratischen Partei Deutschlands

Bald nach Kriegsende forcierte die Sowjetische Militäradministration die Gründung von Parteien. Daraufhin riefen Anfang Juli 1945 die ehemaligen DDP-Mitglieder Wilhelm Külz, Eugen Schiffer sowie dessen Schwiegersohn Waldemar Koch zur Gründung der Liberal-Demokratischen Partei Deutschlands (LDP) als gesamtdeutscher Organisation auf, die jedoch aufgrund der zögerlichen Genehmigung in den drei Westzonen lediglich in der Ostzone konstituiert wurde. Im Oktober 1946 erreichten die Liberaldemokraten bei den einzigen freien Landtagswahlen in den sowjetisch besetzten Gebieten zwischen 7,8 Prozent in Groß-Berlin (Ost) und 29,9 Prozent in Sachsen-Anhalt, wo sie mit Erhard Hübener sogar den einzigen nichtkommunistischen Ministerpräsidenten stellten. Die LDP musste sich jedoch als „Blockpartei“ bald dem Führungsanspruch der SED unterordnen und konnte dementsprechend keine eigenständige Politik mehr betreiben.
Unterdessen gründete sich im September 1945 in Hamburg die Partei Freier Demokraten (PFD) als bürgerliche Linkspartei und erste liberale Partei in den Westzonen. Im Oktober 1946 erreichte die nunmehr FDP genannte Partei bei den ersten Hamburgischen Bürgerschaftswahlen 18,2 Prozent. Des Weiteren wurde im Januar 1946 im Südwesten die Demokratische Volkspartei (DVP) wiederbegründet, die 1946/47 bei den ersten württemberg-badischen bzw. württemberg-hohenzollerischen Landtagswahlen ähnlich stark abschnitt. Auch in den übrigen Ländern erfolgten Neugründungen liberaler Parteien. Unter anderem erzielte die FDP Hessen, die bei ihrer Gründung im Dezember 1945 noch als Liberaldemokratische Partei firmiert hatte, durch eine Listenverbindung mit den Heimatvertriebenen, die seinerzeit noch nicht eigenständig kandidieren durften, im November 1950 bei den hessischen Landtagswahlen mit 31,8 Prozent das beste Landtagswahlergebnis ihrer Geschichte.
In den Zonen und Ländern traten die Liberalen zunächst teilweise unter verschiedenen Namen auf:
Hamburg: Partei Freier Demokraten (PFD) 1945–1946;
Bremen: Bremer Demokratische Volkspartei (BDV) 1945–1952;
Bremen: Freie Demokratische Partei Bremen (FDP) 1946–1947;
Bayern: Deutsche Demokratische Partei (DDP) 1945–1946;
Bayern: Freie Demokratische Partei (FDP);
Hessen: Deutsche Demokratische Partei (DDP) 1945–1946;
Hessen: Liberal-Demokratische Partei Hessen (LDP) 1946–1948;
Hessen-Pfalz: Sozialer Volksbund (SV) 1946–1947;
Rheinland: Liberale Partei des Rheinlands (LP) 1945–1947;
Rheinland-Pfalz: Demokratische Partei (DP) 1947–1948;
Württemberg-Baden: Demokratische Volkspartei (DVP) 1945–1952;
Baden: Demokratische Partei (DemP) 1946–1948;
Württemberg-Hohenzollern: Demokratische Volkspartei (DVP) 1946–1953;
Saarland: Demokratische Vereinigung des Saarlands (DVS) 1945–1947;
Saarland: Demokratische Partei Saar (DPS) 1947–1951 und 1955–1957;
Britische Zone: Freie Demokratische Partei (FDP);
SBZ: Deutsche Demokratische Partei (DDP) 1945;
SBZ/DDR: Liberal-Demokratische Partei Deutschlands (LDP; ab 1951 LDPD) 1945–1990;
Deutschland: Demokratische Partei Deutschlands (DPD) 1947–1948
Am 17. März 1947 wurde in Rothenburg ob der Tauber die Demokratische Partei Deutschlands (DPD) als gesamtdeutsche Partei gegründet. Als gleichberechtigte Vorsitzende wählten die Delegierten Theodor Heuss (DVP) und Wilhelm Külz (LDP). Die Geschäftsstellen der Partei wurden in Frankfurt am Main, als Sitz der Bizonenverwaltung, und Berlin, als Sitz der Ostzonenverwaltung, eingerichtet. Aufgrund von Auseinandersetzungen wegen des konzilianten politischen Kurses von Külz gegenüber den sowjetischen Militärbehörden konnte sich dieses Projekt jedoch nicht dauerhaft etablieren. Im Januar 1948 fand die letzte Gesamtvorstandssitzung statt, eine formale Auflösung erfolgte nicht.

### Parteigründung

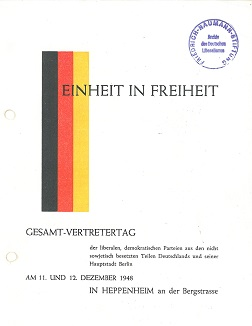
Einladung zum FDP-Gründungsparteitag 1948 in Heppenheim

Die FDP wurde auf dem Gründungsparteitag am 11./12. Dezember 1948 in Heppenheim an der Bergstraße als ein Zusammenschluss aller 13 liberalen Landesverbände der drei westlichen Besatzungszonen ins Leben gerufen. Der Name Liberaldemokratische Partei konnte sich dabei nicht durchsetzen, der Name Freie Demokratische Partei wurde von den Delegierten der Landesverbände mit 64 gegen 25 Stimmen gebilligt. Erster Vorsitzender war Theodor Heuss, dessen Stellvertreter Franz Blücher. Der Ort der Parteigründung war mit Bedacht gewählt worden, denn am 10. Oktober 1847 hatte hier mit der Heppenheimer Versammlung ein Treffen führender süd- und westdeutscher Liberaler stattgefunden, das den Auftakt zur deutschen Revolution 1848/49 bilden sollte.
Bis in die 1950er Jahre hinein standen einige Landesverbände der FDP rechts von den Unionsparteien, die ihrerseits anfänglich noch Konzepten eines christlichen Sozialismus nachhingen. Mit national orientierten Grundwerten wurde um Stimmen auch ehemaliger Nationalsozialisten und Beamter des NS-Staates geworben. So ist es dann für die damalige Einordnung bezeichnend, dass die FDP im Deutschen Bundestag stets „rechts außen“ zu finden war, indem ihr die Plätze rechts von der Union zugewiesen werden.

### 1949–1969: Wiederaufbau Deutschlands

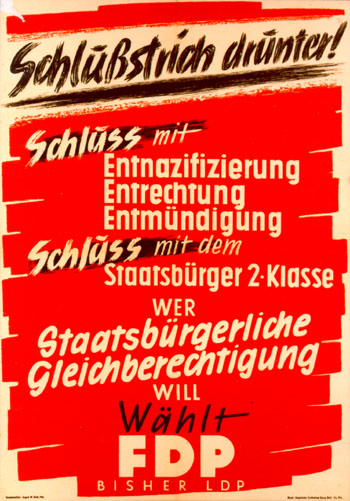
FDP-Wahlplakat zur Bundestagswahl 1949 mit der Forderung nach Beendigung der Entnazifizierung

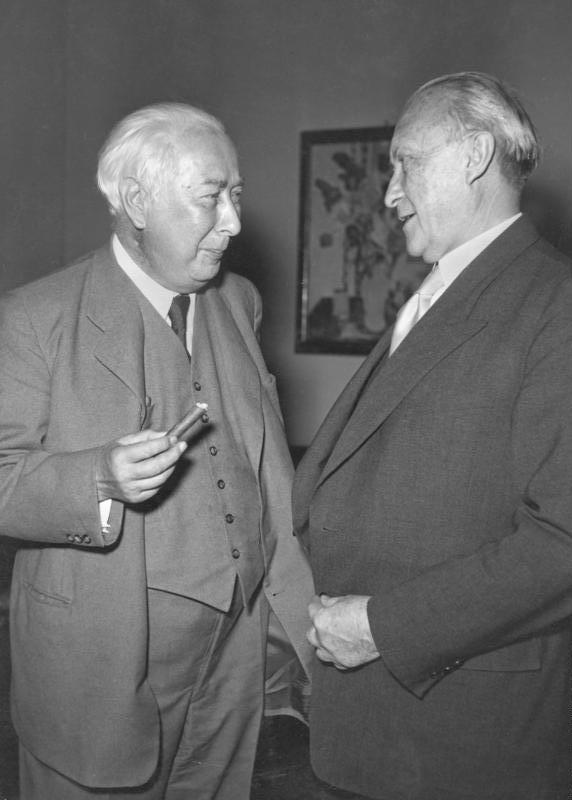
FDP-Bundespräsident Theodor Heuss (links) mit Bundeskanzler Adenauer, 1953

Bei den ersten Wahlen zum Bundestag am 14. August 1949 errang die FDP einen Stimmenanteil von 11,9 Prozent (bei 12 Direktmandaten, vor allem in Württemberg-Baden und Hessen) und erhielt somit 52 von 402 Sitzen. Im September desselben Jahres wurde der FDP-Vorsitzende Theodor Heuss zum ersten Bundespräsidenten der Bundesrepublik Deutschland gewählt. Bei seiner Wiederwahl 1954 erhielt er mit 871 von 1.018 Stimmen (85,6 Prozent) der Bundesversammlung das bis heute beste Wahlergebnis eines Bundespräsidenten. Zugleich wurde Adenauer auf Vorschlag des neuen Bundespräsidenten mit äußerst knapper Mehrheit zum ersten Bundeskanzler gewählt. Die FDP beteiligte sich mit CDU/CSU und DP an Adenauers Koalitionskabinett und stellte mit Franz Blücher (Vizekanzler, Minister für Angelegenheiten des Marshallplanes), Thomas Dehler (Justiz) und Eberhard Wildermuth (Wohnungsbau) drei Minister.
In den bedeutendsten Fragen der Wirtschafts-, Sozial- und Deutschlandpolitik stimmte die FDP mit ihren Koalitionspartnern CDU/CSU überein. Allerdings empfahl sich die FDP den bürgerlichen Wählern als laizistische Partei, die die Konfessionsschulen ablehnte und den Unionsparteien Klerikalisierung vorwarf. Die FDP bekannte sich auch als konsequente Vertreterin der Marktwirtschaft, während die CDU damals nominell vom Ahlener Programm geprägt war, das einen dritten Weg zwischen Kapitalismus und Sozialismus erlaubte; Ludwig Erhard, der „Vater“ der sozialen Marktwirtschaft, hatte seine Anhänger in den ersten Jahren der Bundesrepublik eher in der FDP als in der Union.
Die FDP setzte sich von Anbeginn für die Abschaffung der von den alliierten Besatzungsmächten verfügten Verfahren zur „Entnazifizierung“ ein. Auf einem ihrer Plakate hieß es: „Bestraft Verbrechen aber nicht einen politischen Irrtum“. Auf ihrem Bundesparteitag 1951 in München verlangte sie die Freilassung aller „so genannten Kriegsverbrecher“ und begrüßte die Gründung des Verbands deutscher Soldaten aus ehemaligen Wehrmachts- und SS-Angehörigen, um die Integration der nationalistischen Kräfte in die Demokratie voranzubringen. Die nach Werner Naumann benannte Naumann-Affäre (1953) kennzeichnet den Versuch alter Nationalsozialisten, die Partei zu unterwandern, die in Hessen, Nordrhein-Westfalen und Niedersachsen viele rechtskonservative und nationalistische Mitglieder hatte. Nachdem die britischen Besatzungsbehörden sieben prominente Vertreter des Naumann-Kreises verhaftet hatten, setzte der FDP-Bundesvorstand eine Untersuchungskommission unter dem Vorsitz von Thomas Dehler ein, die insbesondere die Zustände in der nordrhein-westfälischen FDP scharf rügte. In den folgenden Jahren verlor der rechte Flügel an Kraft, die extreme Rechte suchte sich zunehmend Betätigungsfelder außerhalb der FDP. Bei der Bundestagswahl 1953 erhielt die FDP 9,5 Prozent der Zweitstimmen, 10,8 Prozent der Erststimmen (bei 14 Direktmandaten, vor allem in Hamburg, Niedersachsen, Hessen, Württemberg und Oberfranken) und 48 von 487 Mandaten.
In der zweiten Legislaturperiode des Bundestages gewannen Kräfte der süddeutschen Liberaldemokratie in der Partei an Einfluss. Mit Thomas Dehler übernahm ein Vertreter eines eher linksliberalen Kurses den Partei- und Fraktionsvorsitz. Der ehemalige Justizminister Dehler, der nach 1933 unter der Verfolgung durch die Nationalsozialisten zu leiden hatte, wurde bekannt durch seine rhetorische Schärfe. Generell waren die verschiedenen Landesverbände sehr eigenständig und setzten so von Land zu Land unterschiedliche Akzente innerhalb der liberalen Politik. Nachdem die FDP Anfang 1956 die Koalition mit der CDU in Nordrhein-Westfalen verlassen und mit SPD und Zentrum eine neue Landesregierung gebildet hatte, traten insgesamt 16 Bundestagsabgeordnete, darunter die vier Bundesminister, aus der FDP aus und gründeten die kurzlebige Freie Volkspartei, die dann bis zum Ende der Legislaturperiode anstelle der FDP an der Bundesregierung beteiligt war. Die FDP ging damit erstmals in die Opposition.
Als einzige der kleineren Nachkriegsparteien überlebte die FDP trotz vieler Probleme. 1957 erreichte sie noch 7,7 Prozent der Stimmen und ihr bis 1990 letztes Direktmandat, womit sie im Bundestag 41 von 497 Sitzen innehatte. Allerdings blieb sie trotzdem in der Opposition, weil die Union die absolute Mehrheit errang. Im Folgenden setzte sich die FDP beispielsweise für eine atomwaffenfreie Zone in Mitteleuropa ein.
Bereits vor der Wahl war Dehler als Parteivorsitzender abgetreten. Auf dem Bundesparteitag in Berlin Ende Januar 1957 löste ihn Reinhold Maier ab. Dehlers Funktion als Fraktionsvorsitzender übernahm nach der Bundestagswahl der sehr national eingestellte Erich Mende. 1960 wurde Mende auch Parteivorsitzender.
Nach der Bundestagswahl 1961 (bei der sie mit 12,8 Prozent ihr bis dahin bestes bundesweites Ergebnis erzielte) beteiligte sich die FDP nach schwierigen Verhandlungen wiederum an einer Koalition mit der CDU. Obwohl man sich vor der Wahl darauf verständigt hatte, auf keinen Fall weiterhin zusammen mit Adenauer in einer Regierung zu sitzen, wurde Adenauer erneut Kanzler, jedoch unter der Maßgabe, nach zwei Jahren zurückzutreten. Diese Ereignisse brachten der FDP den Spottnamen der „Umfallerpartei“ ein.
In der Spiegel-Affäre zog die FDP ihre Minister aus der Bundesregierung ab. Zwar wurde die Koalition unter Adenauer 1962 noch einmal erneuert, doch unter der Bedingung, dass dieser im Oktober 1963 zurücktritt. Das trat auch ein, neuer Kanzler wurde Ludwig Erhard. Dies war für Erich Mende wiederum der Anlass, ins Kabinett einzutreten: Er übernahm das eher unbedeutende Bundesministerium für gesamtdeutsche Fragen.
Bei der Bundestagswahl 1965 erlangte die FDP 9,5 Prozent. Die Koalition mit der CDU zerbrach 1966 am Thema Steuererhöhungen, und es folgte eine Große Koalition zwischen CDU und SPD. In der Opposition bahnte sich auch ein Kurswechsel an: Die bisherige Außenpolitik und auch die Haltung zu den Ostgebieten wurden diskutiert. Zum neuen Vorsitzenden wählten die Delegierten 1968 Walter Scheel, einen europäisch ausgerichteten Liberalen, der zwar aus dem nationalliberalen Lager kam, aber mit Willi Weyer und Hans-Dietrich Genscher die neue Mitte der Partei anführte, die sich darum bemühte, die FDP koalitionsfähig mit beiden Großparteien zu machen. Dabei näherten sich die Liberalen durch ihre Neuorientierung in der Ost- und Deutschlandpolitik besonders der SPD an.

### 1969–1982: Zeit in der sozialliberalen Koalition

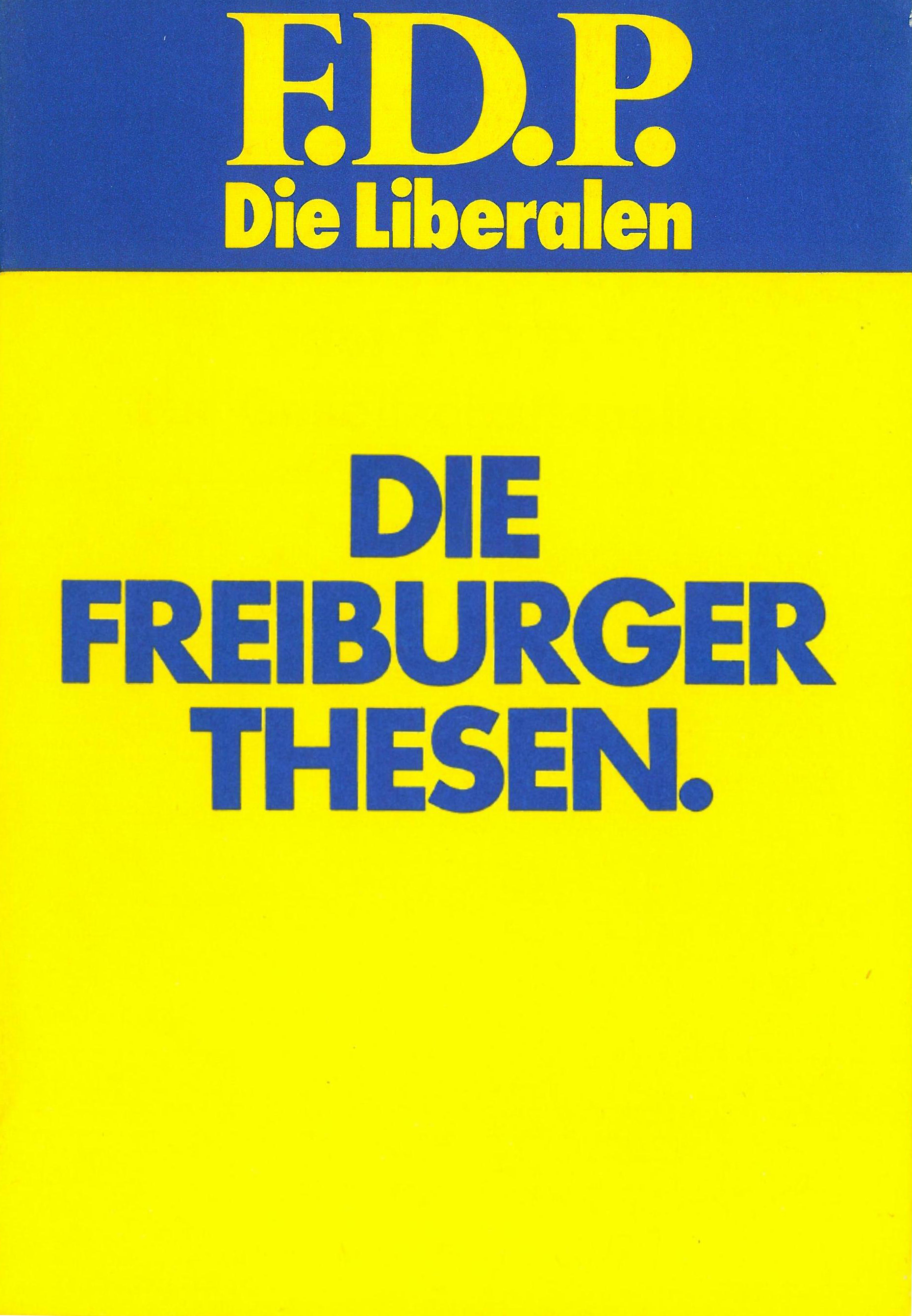
Freiburger Thesen, FDP-Grundsatzprogramm von 1971

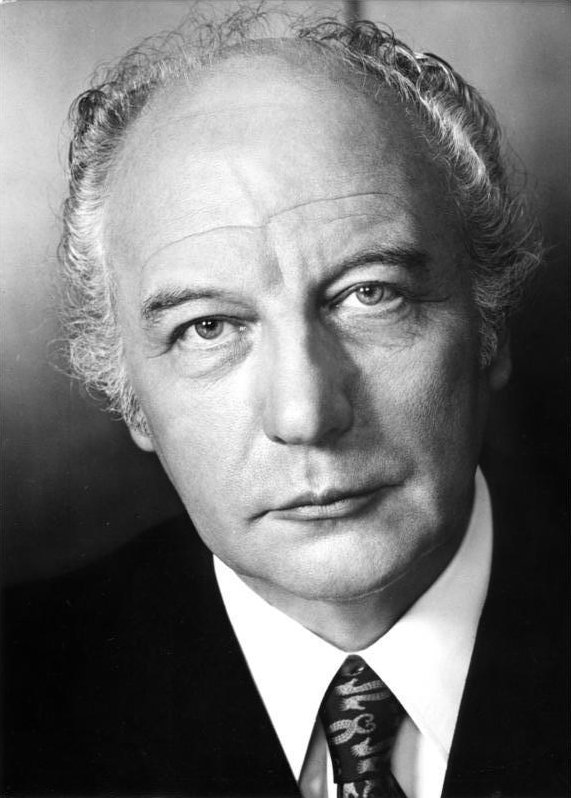
Zweiter FDP-Bundespräsident Walter Scheel, 1974

Sozialstruktur der FDP, 1976

Nach der Bundestagswahl 1969 begann am 21. Oktober die Periode einer sozialliberalen Koalition mit der SPD und dem Bundeskanzler Willy Brandt. Walter Scheel war es, der die außenpolitische Wende einleitete. Trotz einer sehr knappen Mehrheit setzten er und Willy Brandt die umstrittene Neue Ostpolitik durch. Diese Politik war innerhalb der FDP durchaus umstritten, zumal dem Eintritt in die Bundesregierung Niederlagen bei den Landtagswahlen in Nordrhein-Westfalen, Niedersachsen und dem Saarland am 14. Juni 1970 folgten. In Hannover und Saarbrücken schied die Partei aus dem Landtag aus.
Nachdem der Bundesparteitag in Bonn nur eine Woche später die Politik der Parteiführung gestützt und Scheel im Amt bestätigt hatte, gründeten Parteirechte um Siegfried Zoglmann am 11. Juli 1970 auf der Hohensyburg einen „überparteilichen“ Verein namens Nationalliberale Aktion mit dem Ziel, den linksliberalen Kurs der Partei zu beenden und Scheel zu stürzen. Dies gelang jedoch nicht. Zoglmann unterstützte im Oktober 1970 einen Missbilligungsantrag der Opposition gegen Finanzminister Alex Möller; Erich Mende und Heinz Starke verfuhren ebenso. Wenig später erklärten alle drei ihren Austritt aus der FDP; Mende und Starke traten der CDU bei, Zoglmann gründete später die Deutsche Union, die über den Status einer Splitterpartei nicht hinauskam.
Die außenpolitische sowie die gesellschaftspolitische Wende wurden 1971 durch die Freiburger Thesen auf eine theoretische Grundlage gestellt, die FDP verpflichtete sich darin auf „Sozialen Liberalismus“ und gesellschaftliche Reformen. Walter Scheel war zunächst Außenminister und Vizekanzler, 1974 wurde er der zweite der FDP angehörende Bundespräsident und machte damit den innerparteilichen Weg für den bisherigen Innenminister Hans-Dietrich Genscher frei. Von 1969 bis 1974 stützte die FDP Bundeskanzler Willy Brandt, danach regierte sie an der Seite Helmut Schmidts.
Im Jahre 1977 vollzog sich erneut eine programmatische Wende. Die Freiburger Thesen wurden durch die Kieler Thesen abgelöst, die eine Abkehr von sozialliberalen Themen beinhalteten. Die Partei wandte sich verstärkt dem Wirtschaftsliberalismus zu und positionierte sich als Korrektiv zur Wirtschafts- und Sozialpolitik des linken SPD-Flügels. Bereits am Ende der 1970er Jahre schienen die Übereinstimmungen zwischen FDP und SPD nicht mehr für eine Koalition ausreichend zu sein, aber die beiderseits abgelehnte Kanzlerkandidatur von Franz Josef Strauß für die CDU/CSU bei der Bundestagswahl 1980 schweißte SPD und FDP noch einmal zusammen. Die sozialliberale Koalition wurde in der Wahl bestätigt, auch wegen eines starken Wahlergebnisses der FDP (10,6 %). Die FDP sah jedoch immer mehr Differenzen zur SPD, vor allem in der Wirtschaftspolitik. In der Haltung zur Frage des NATO-Doppelbeschlusses hatte Kanzler Schmidt seine eigene Partei immer weniger hinter sich. Auch wurden Widersprüche innerhalb der FDP immer größer.

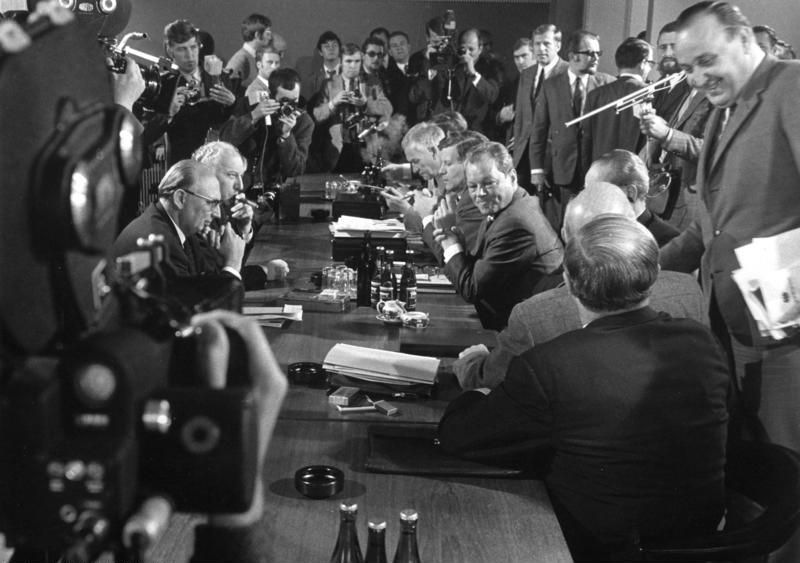
Koalitionsverhandlungen von FDP und SPD 1969
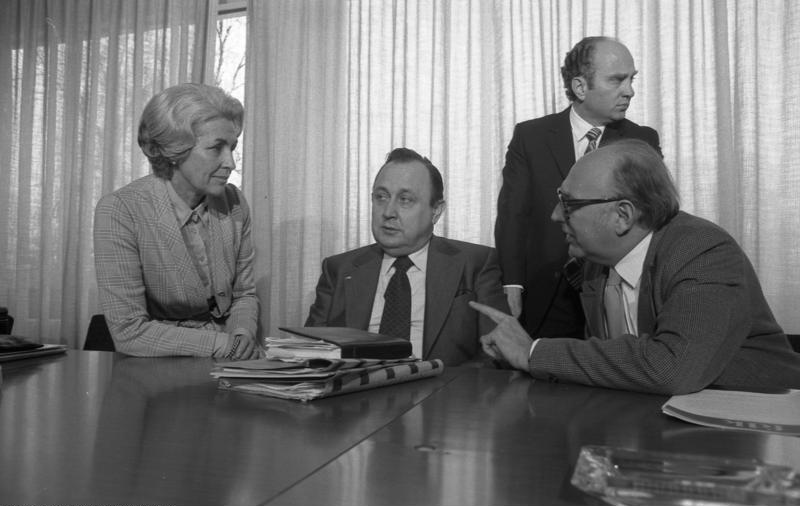
Auf einer Tagung des FDP-Vorstandes 1974
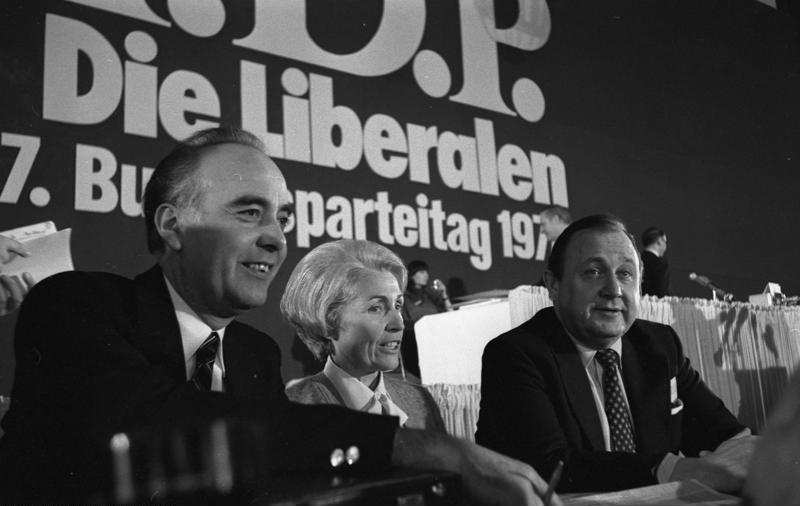
FDP-Bundesparteitag 1976 in Frankfurt
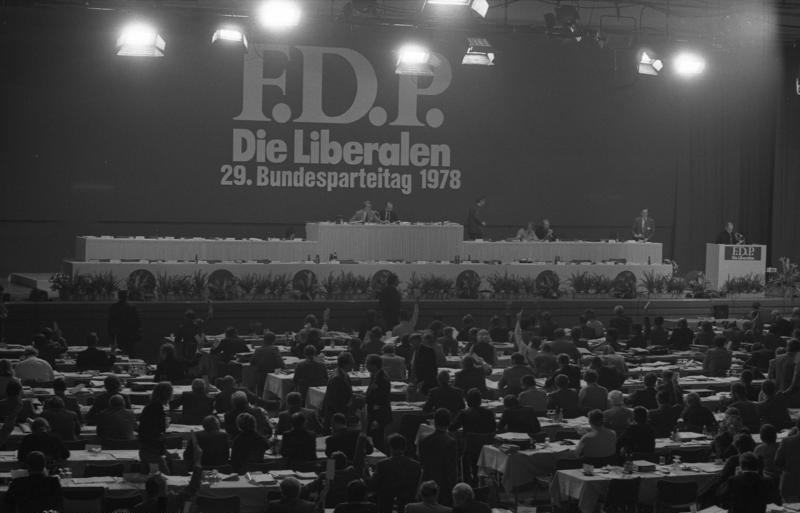
FDP-Bundesparteitag 1978 in Mainz
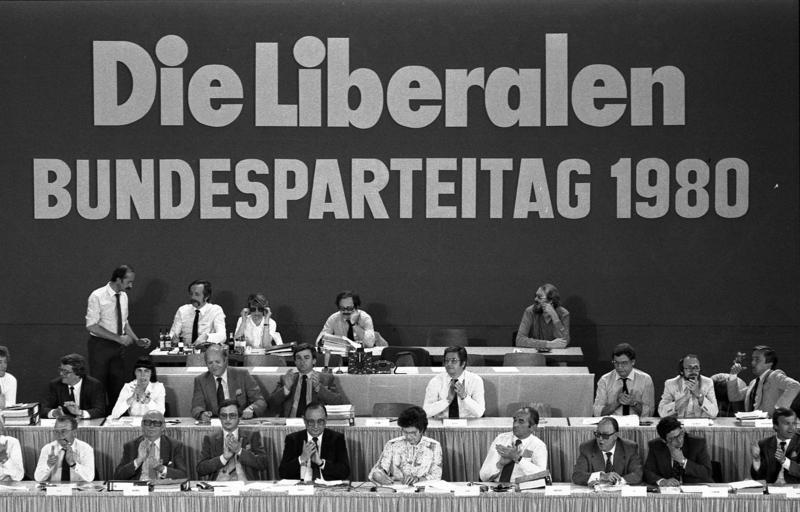
FDP-Bundesparteitag 1980 in Freiburg

Schon bald nach der Regierungsbildung 1980 zeigten sich die Risse der beiden Koalitionspartner immer deutlicher. Im Sommer 1981 forderte FDP-Parteichef Hans-Dietrich Genscher in einem Brief an die FDP-Mitglieder indirekt die SPD zu einem notwendigen Politikwechsel auf. Zu dieser Zeit traf sich Hans-Dietrich Genscher auch zu geheimen Gesprächen mit dem CDU-Vorsitzenden Helmut Kohl. Am 9. September 1982 veröffentlichte FDP-Wirtschaftsminister Otto Graf Lambsdorff ein wirtschaftspolitisches Konzept, das mit SPD-Forderungen unvereinbar war und als „Scheidepapier“ bezeichnet wurde. Am 17. September 1982 zerbrach die Koalition schließlich offiziell: Bundeskanzler Helmut Schmidt erklärte, dass er das politische Vertrauen in den Koalitionspartner verloren habe. Daraufhin traten alle FDP-Minister zurück, womit sie einer Entlassung durch den Bundeskanzler zuvor kamen. Nach 13 Regierungsjahren endete die sozialliberale Koalition. Am 1. Oktober, also rund zwei Wochen später, initiierten die CDU/CSU-Fraktion und die FDP-Fraktion im Deutschen Bundestag ein konstruktives Misstrauensvotum, in dessen Folge Helmut Kohl zum neuen Bundeskanzler gewählt wurde und die Zeit von Helmut Schmidt nach acht Jahren endete.

### 1982–1990: Schwarz-gelbe Koalition, wirtschaftliche Neuorientierung und Wiedervereinigung

Bundestagswahl 1987 mit dem FDP-Spitzenkandidaten Martin Bangemann

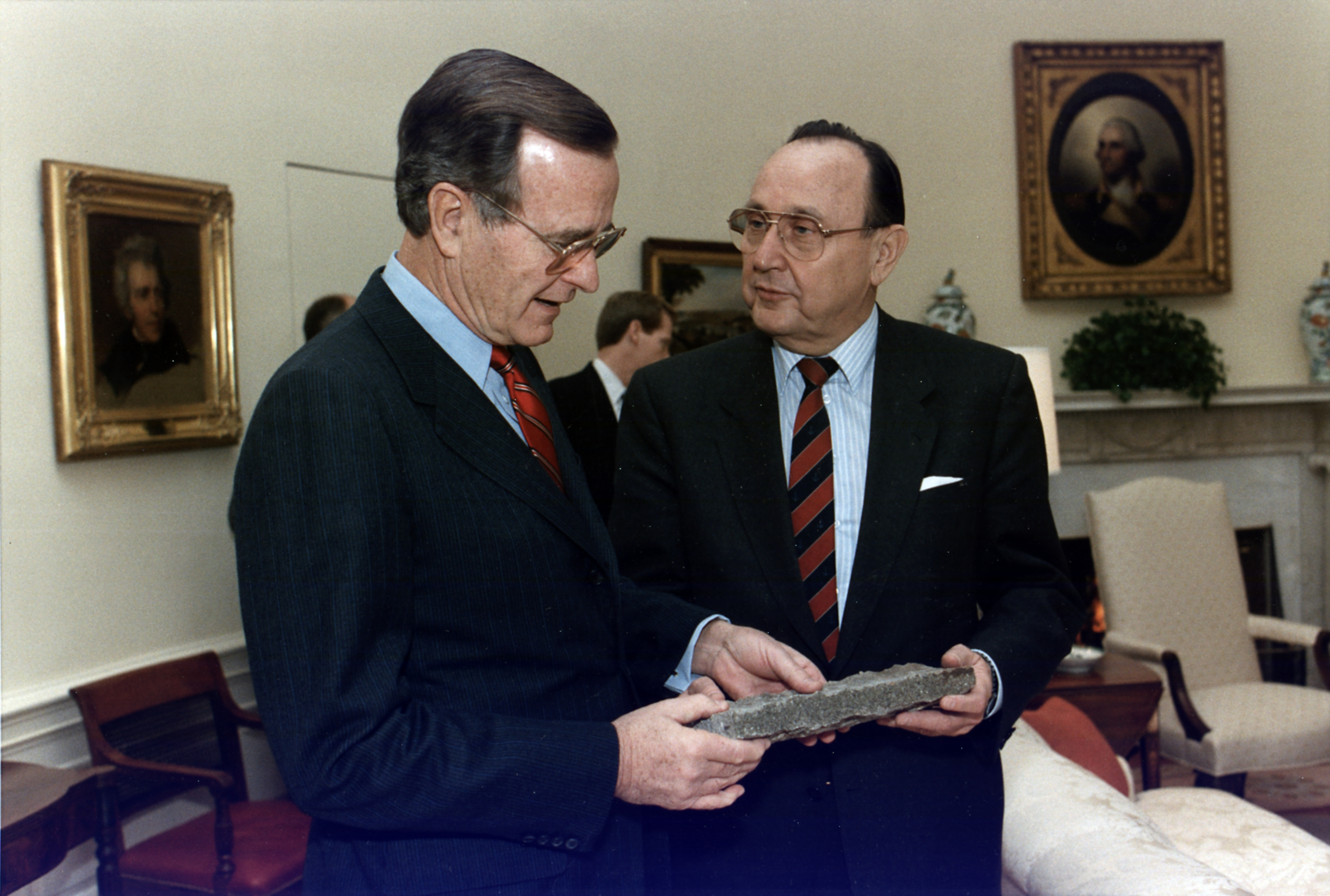
Hans-Dietrich Genscher mit George H. W. Bush 1989

Am 1. Oktober 1982 wählte die FDP zusammen mit der CDU/CSU-Bundestagsfraktion den CDU-Parteivorsitzenden Helmut Kohl zum neuen Bundeskanzler (→ Wende (Bundesrepublik Deutschland)). Der Koalitionswechsel hatte heftige interne Auseinandersetzungen zur Folge, so verlor die FDP daraufhin über 20 Prozent ihrer 86.500 Mitglieder, was sich auch bei der Bundestagswahl 1983 (Rückfall von 10,6 Prozent auf 7,0 Prozent) niederschlug. Die Mitglieder liefen zumeist zur SPD, den Grünen und neu gegründeten Kleinparteien wie der linksliberalen Partei Liberale Demokraten (LD) über. Unter den austretenden Mitgliedern befand sich auch der damalige FDP-Generalsekretär und spätere EU-Kommissar Günter Verheugen. Beim Parteitag im November 1982 trat der schleswig-holsteinische Landesvorsitzende Uwe Ronneburger gegen Hans-Dietrich Genscher als Parteivorsitzender an. Ronneburger erhielt 186 der abgegebenen Stimmen – rund 40 Prozent – und unterlag damit nur knapp.
Junge FDP-Mitglieder, die mit der Politik der damaligen FDP-Jugendorganisation Jungdemokraten nicht einverstanden waren, hatten schon 1980 die Jungen Liberalen (JuLis) gegründet. Eine Zeit lang existierten beide Jugendorganisationen nebeneinander, bis sich die JuLis infolge der Wende durchsetzten und zur neuen offiziellen Jugendorganisation der FDP wurden. Die Jungdemokraten trennten sich von der FDP und wurden ein parteiunabhängiger linker Jugendverband.
In der Zeit der Wiedervereinigung verfolgte die FDP das Ziel eines Sonderwirtschaftsgebiets in der Ex-DDR, konnte sich jedoch gegen die CDU/CSU nicht durchsetzen, da diese eventuelle Stimmenverluste in den fünf neuen Bundesländern bei der Bundestagswahl 1990 verhindern wollte.
Während der politischen Umbrüche 1989/1990 entstanden in der DDR neue liberale Parteien, wie die F.D.P. der DDR oder die Deutsche Forumpartei. Sie bildeten mit der LDPD, die zuvor als Blockpartei an der Seite der SED gewirkt hatte und mit Manfred Gerlach auch den letzten Staatsratsvorsitzenden der DDR stellte, den Bund Freier Demokraten (BFD). Innerhalb der FDP kam es in den folgenden Jahren zu erheblichen internen Diskussionen um den Umgang mit der ehemaligen Blockpartei. Schon vor der Wiedervereinigung Deutschlands vereinigte sich auf einem Vereinigungsparteitag vom 11.–12. August 1990 in Hannover die westdeutsche F.D.P. mit den Parteien des BFD und der ehemaligen Blockpartei NDPD zur ersten gesamtdeutschen Partei. Die beteiligten Ostparteien hatten damals (aufgrund des allgemein höheren Organisationsgrads in der DDR) 135.000 Mitglieder, die West-F.D.P. nur 65.485. Um eine Vorherrschaft der ostdeutschen Mitglieder zu verhindern, wurde der Delegiertenschlüssel geändert und der Einfluss der Wählerstimmen gegenüber dem der Mitgliedszahlen aufgewertet. Der massive Mitgliederzuwachs hielt aber nur kurz an, die meisten ehemaligen Blockpartei-Mitglieder traten rasch wieder aus. Die F.D.P. „erbte“ von LDPD und NDPD Vermögenswerte von 6,3 Millionen DM in Bargeld und Immobilien.
Bei den ersten Landtagswahlen in den Neuen Ländern schnitt die F.D.P. stark ab, vor allem in Sachsen-Anhalt (15,7 Prozent). Anschließend war sie mit Ausnahme von Sachsen in allen Neuen Ländern an der Regierung beteiligt, meist in CDU-FDP-Koalitionen, in Brandenburg in einer „Ampel“ mit SPD und Bündnis 90. In der ersten gesamtdeutschen Bundestagswahl wurde die CDU/CSU-FDP-Koalition bestätigt, die FDP bekam 11,0 Prozent der gültigen Stimmen (79 Sitze), wobei sie in den Neuen Ländern etwas stärker abschnitt als in den Alten. In Halle (Saale) – der Heimatstadt Genschers – errang die F.D.P. ihr erstes Direktmandat seit 1957.

### 1990–2001: Verluste auf Länderebene und Beginn der Oppositionszeit auf Bundesebene

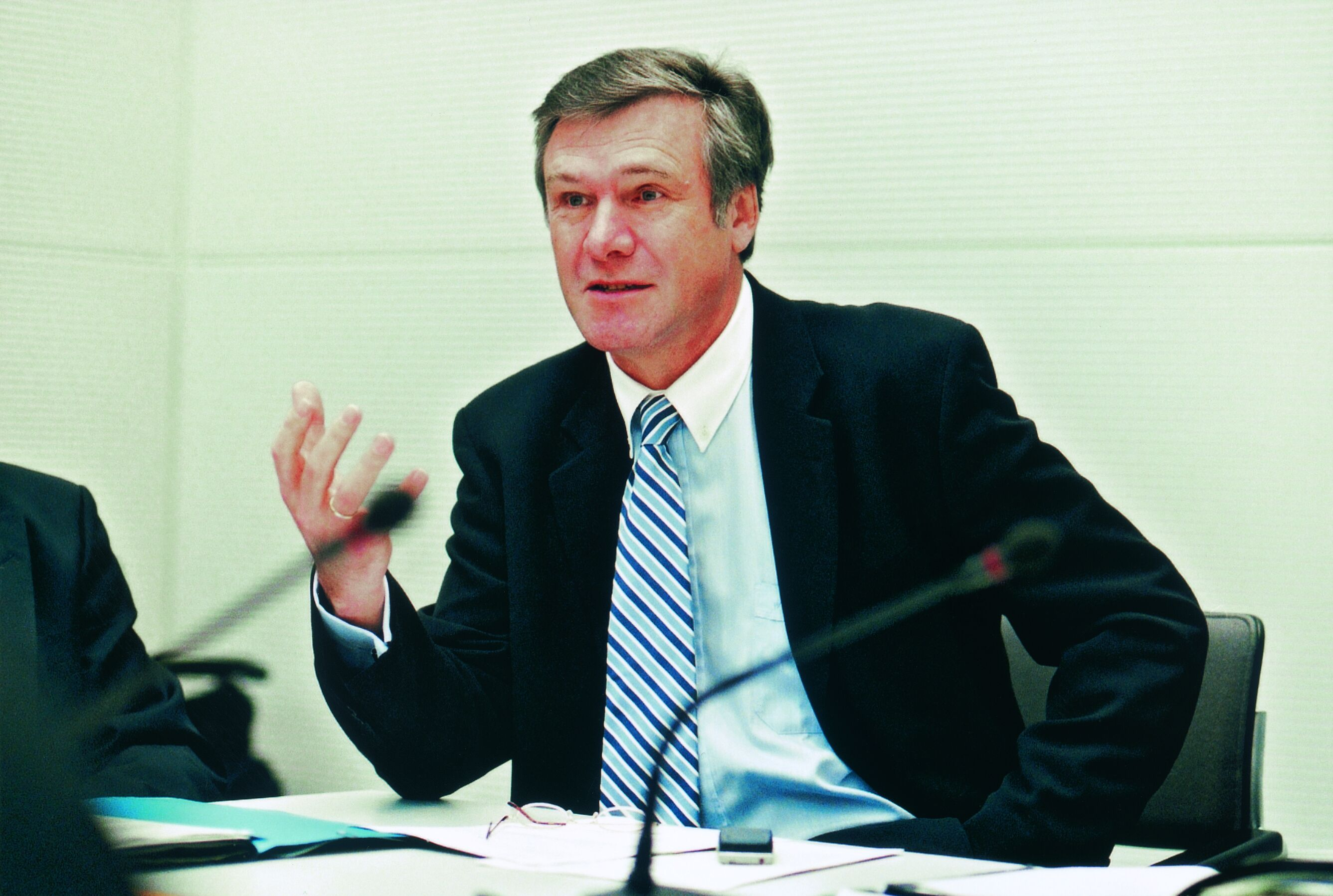
Wolfgang Gerhardt

Nach ihrem Erfolg bei der Bundestagswahl 1990 kehrte die FDP nach der Landtagswahl in Schleswig-Holstein 1992 in den Landtag zurück und war dadurch erstmals in allen 16 Landtagen gleichzeitig vertreten.
Insbesondere in der zweiten Hälfte der neunziger Jahre hatte die FDP jedoch mit einer Reihe von Wahlniederlagen auf kommunaler und Landesebene zu kämpfen, die dazu führte, dass sie im Zeitraum von 1993 bis 1995 aus zwölf der 16 Landtage sowie aus dem Europaparlament herausfiel. Spöttisch wurde sie „Dame ohne Unterleib“ genannt. Im Zeitraum von der Wahl zum Abgeordnetenhaus von Berlin 1995 bis zur Landtagswahl in Nordrhein-Westfalen 2000 war sie lediglich in den Landtagen von Hessen, Rheinland-Pfalz, Baden-Württemberg und Schleswig-Holstein vertreten und bis 1999 nur noch an den Landesregierungen von Rheinland-Pfalz und Baden-Württemberg beteiligt.
Diese Serie von Wahlniederlagen gipfelte in der Bundestagswahl 1998, in der sie mit 6,2 Prozent der Stimmen auf ihr bis dahin zweitschlechtestes Bundestagswahlergebnis überhaupt kam und nach 29 Jahren permanenter Regierungsbeteiligung erstmals wieder in die Opposition musste. 1999 zog die Partei mit der Verlegung des Regierungssitzes vom Bonner Thomas-Dehler-Haus in das Berliner Hans-Dietrich-Genscher-Haus um.

### 2001–2009: Oppositionszeit unter dem Vorsitz von Guido Westerwelle

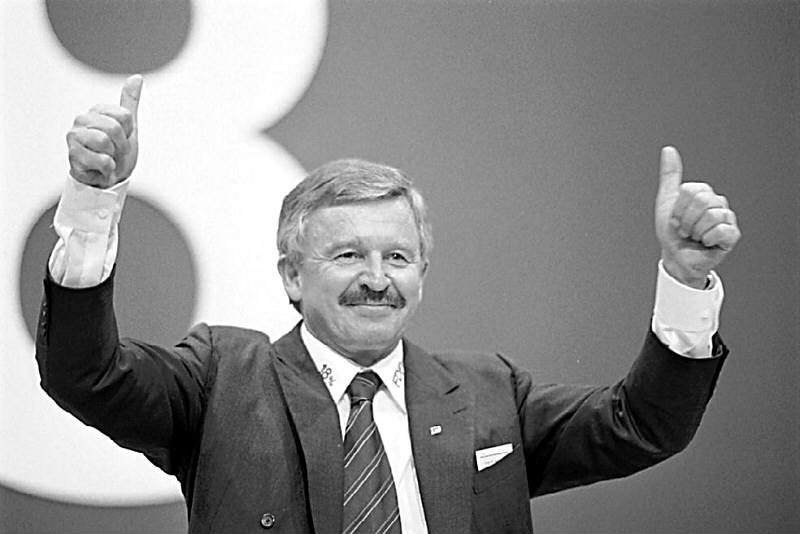
Jürgen Möllemann

FDP-Wahlplakat zur Bundestagswahl 2002 mit der Strategie 18

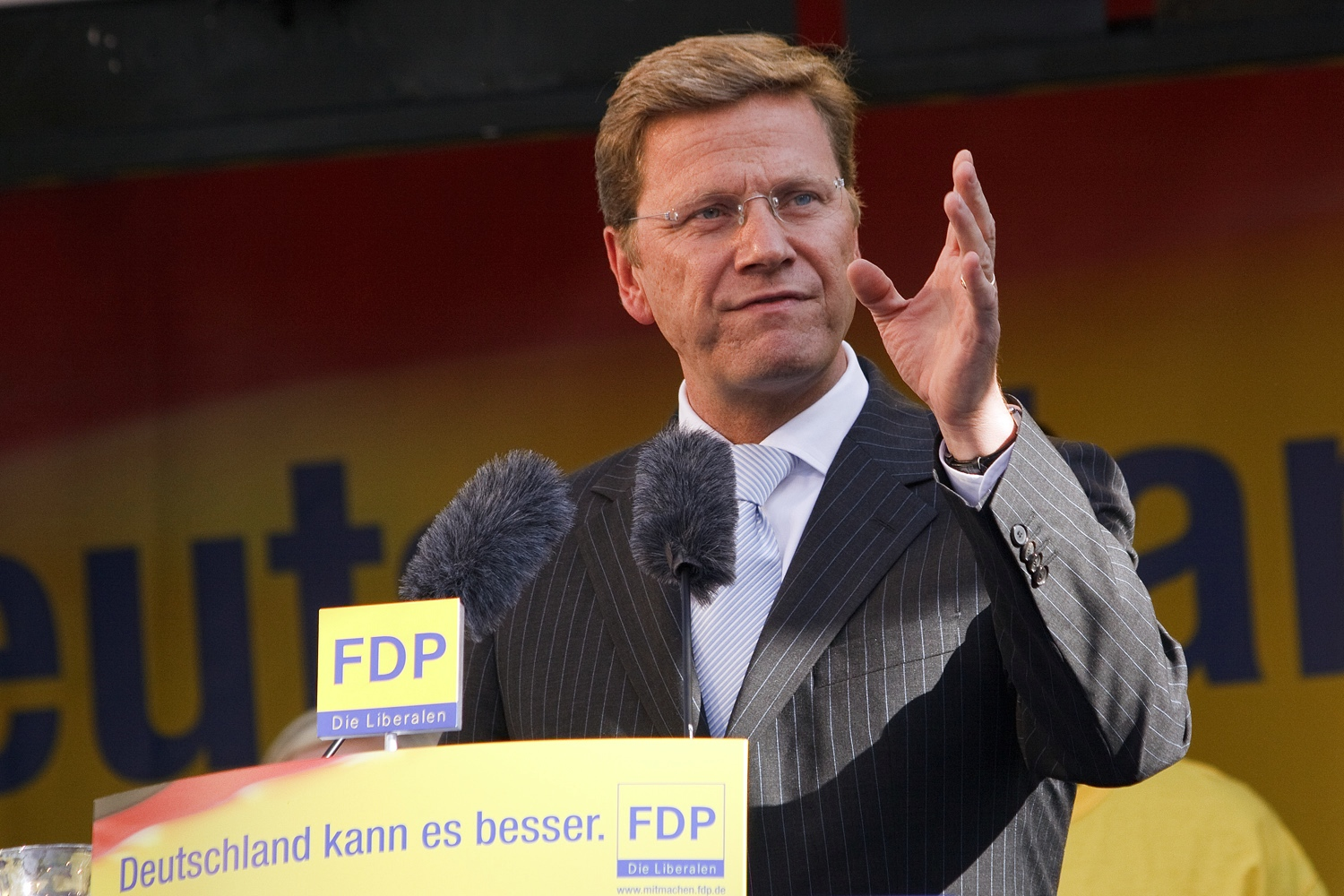
Guido Westerwelle

Im Jahr 2000 gelang der FDP die Rückkehr in den nordrhein-westfälischen Landtag. Als am 4. Mai 2001 auf einem Bundesparteitag der mehr als 18 Jahre jüngere Guido Westerwelle als Nachfolger von Wolfgang Gerhardt zum Parteivorsitzenden gewählt wurde, begann ein Generationswechsel in der FDP. Auf demselben Parteitag nahm sie auch ein neues Logo an und verzichtete fortan auf die seit 1968 – im Unterschied zu anderen Parteien – verwendeten Punkte zwischen den drei Buchstaben der Kurzbezeichnung.
Im Bundestagswahlkampf 2002 trat die FDP mit dem „Projekt 18“ an, einer Wahlkampfstrategie, die den Wähleranteil von 6 auf 18 Prozent erhöhen sollte. Diese wurde im Wesentlichen von Jürgen Möllemanns Wahlkampfberater Fritz Goergen entwickelt. Zu dieser Strategie gehörte auch, dass die Partei mit Guido Westerwelle erstmals einen eigenen Kanzlerkandidaten nominierte. Sie wollte damit ihre Eigenständigkeit neben den beiden großen Volksparteien hervorheben und der verbreiteten Wahrnehmung als bloße Mehrheitsbeschafferin für andere Parteien entgegentreten. Mit einem unkonventionellen, popkulturellen Wahlkampf wollte sie auch jüngere Wähler ansprechen. Westerwelle fuhr mit einem als „Guidomobil“ bezeichneten, blau-gelb lackierten Wohnmobil durchs Land, trug Schuhe mit der Zahl 18 unter der Sohle und trat als Gast in der damals kontroversen Fernsehsendung Big Brother auf. Die FDP wurde als „Spaßpartei“ wahrgenommen. Bei Meinungsumfragen vor den Wahlen erreichte die FDP 10 bis 13 Prozent.
Zugleich bediente der nordrhein-westfälische Landesvorsitzende Jürgen Möllemann in dieser Zeit rechtspopulistische Tendenzen, indem er im Nahostkonflikt israelkritische Positionen einnahm, den wegen vehement anti-israelischer und anti-zionistischer Äußerungen aus den Grünen ausgeschiedenen Landtagsabgeordneten Jamal Karsli in die FDP-Fraktion aufnahm und Vertreter des Zentralrats der Juden in Deutschland verbal angriff. Kritiker, auch aus der eigenen Partei, warfen Möllemann vor, damit an latenten Antisemitismus zu appellieren. Wenige Tage vor der Bundestagswahl ließ Möllemann ein Faltblatt in einer Auflage von über acht Millionen Stück drucken und an alle Haushalte in Nordrhein-Westfalen verteilen, dessen Text abermals den israelischen Ministerpräsidenten Ariel Scharon und den Vizechef des Zentralrats der Juden Michel Friedman angriff. Die „Grande Dame“ und einstige Präsidentschaftskandidatin der Freien Demokraten Hildegard Hamm-Brücher verließ daraufhin ihre Partei nach mehr als fünfzigjähriger Mitgliedschaft, da sie die Abgrenzung vor allem des Parteivorsitzenden Westerwelle von den Versuchen Möllemanns als unzureichend empfand.
Mit einem Erststimmenergebnis von 5,8 Prozent und 7,4 Prozent bei den Zweitstimmen verbesserte die FDP ihre Wahlergebnisse gegenüber den vorangegangenen Bundestagswahlen, sie verfehlte jedoch ihr offiziell erklärtes Ziel von 18 Prozent der Stimmen deutlich, was unter anderem der „Möllemann-Affäre“ zugeschrieben wurde. Im Bundestag wurde sie viertstärkste Kraft und lag damit entgegen allen Erwartungen hinter den Grünen. Möllemann selbst verlor immer mehr an Rückhalt in der FDP und kam mit seinem Austritt im März 2003 einem vom Parteivorstand beschlossenen Parteiausschluss zuvor.
Bei der Europawahl in Deutschland 2004 errang die FDP mit 6,1 Prozent ihr bis dahin bestes Europawahlergebnis und zog mit der Spitzenkandidatin Silvana Koch-Mehrin nach zehn Jahren Abstinenz wieder in das Europäische Parlament ein. Sie stellte sieben Abgeordnete innerhalb der ALDE-Fraktion, der drittstärksten Kraft im Europäischen Parlament. Koch-Mehrin übernahm den Vorsitz der FDP-Delegation und auch den stellvertretenden Vorsitz der ALDE-Fraktion.
Bei der vorgezogenen Bundestagswahl am 18. September 2005 erhielt die FDP 9,8 Prozent der Zweitstimmen und wurde somit erstmals seit 1990 drittstärkste Kraft im Deutschen Bundestag. Die FDP stellte in der Legislaturperiode die größte Oppositionsfraktion, nachdem sie eine rechnerisch mögliche Ampelkoalition mit SPD und Grünen grundsätzlich ausgeschlossen hatte und Sondierungsgespräche mit der Union und den Grünen über eine Jamaika-Koalition gescheitert waren. Der Parteivorsitzende Westerwelle übernahm von Wolfgang Gerhardt nun auch das Amt des Fraktionsvorsitzenden und wurde Oppositionsführer.
Bei der Europawahl 2009 konnte die FDP ihr Ergebnis von 2004 fast verdoppeln und stellte mit ihrer Europawahl-Spitzenkandidatin Silvana Koch-Mehrin 12 Abgeordnete für das Europäische Parlament. In der Folge wurde Koch-Mehrin eine von insgesamt 14 Vizepräsidenten des Europäischen Parlamentes.
Bei der Bundestagswahl 2009 erreichte die FDP erneut mit Guido Westerwelle als Spitzenkandidat mit 14,6 Prozent ihr bisher bestes Ergebnis bei Bundestagswahlen und erlangte 93 von 622 Sitzen im Deutschen Bundestag. Nach den Landtagswahlen 2009 war die FDP zudem in allen Länderparlamenten mit Ausnahme der Hamburgischen Bürgerschaft vertreten und an acht Landesregierungen beteiligt, und zwar in Baden-Württemberg (Kabinett Oettinger II), Bayern (Kabinett Seehofer I), Hessen (Kabinett Koch III), Niedersachsen (Kabinett Wulff II), Nordrhein-Westfalen (Kabinett Rüttgers), Sachsen (Kabinett Tillich II), Schleswig-Holstein (Kabinett Carstensen II) und im Saarland (Kabinett Müller III).

### 2009–2013: Schwarz-gelbe Koalition im Bund und Verluste in den Ländern

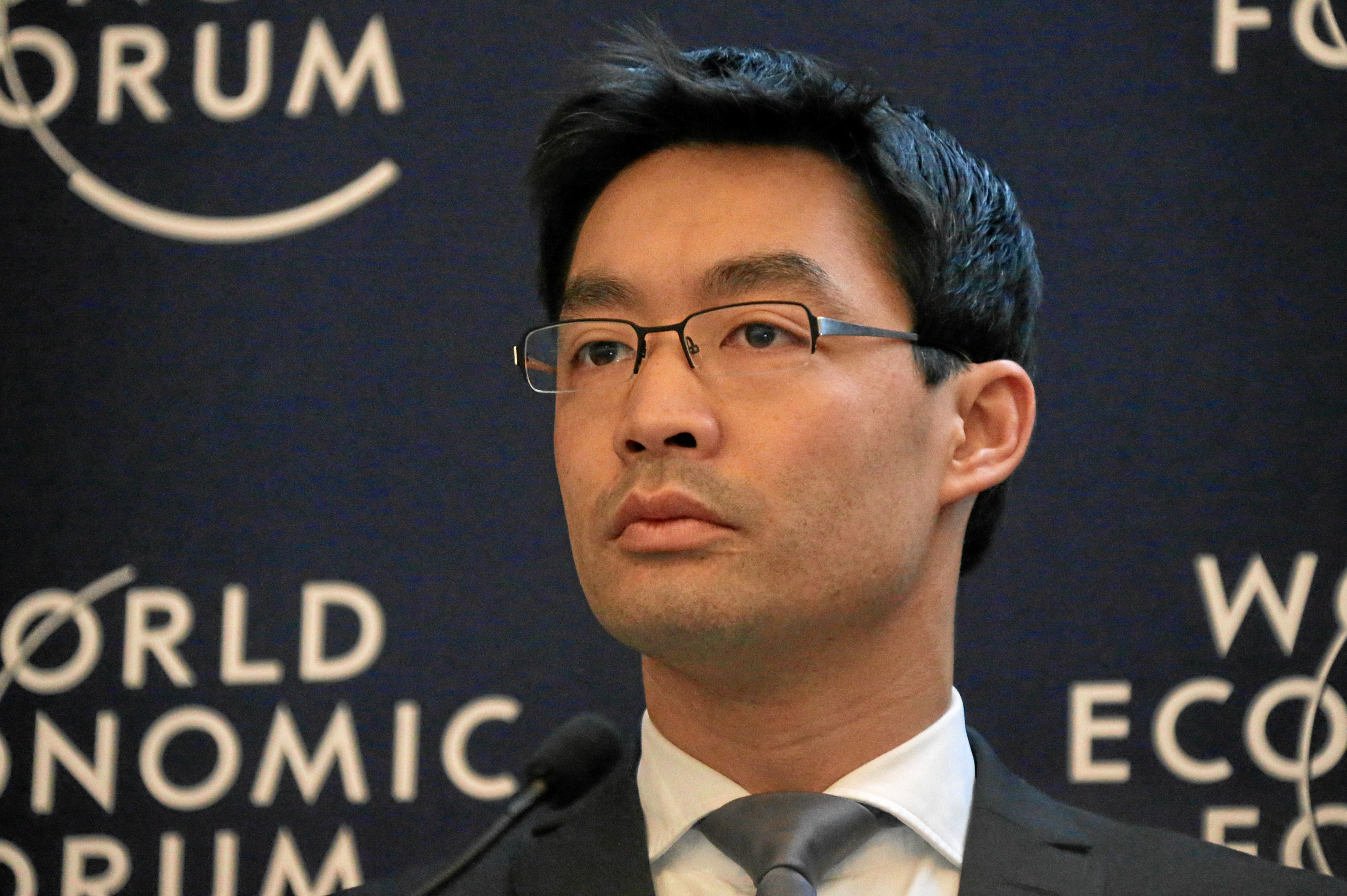
Philipp Rösler

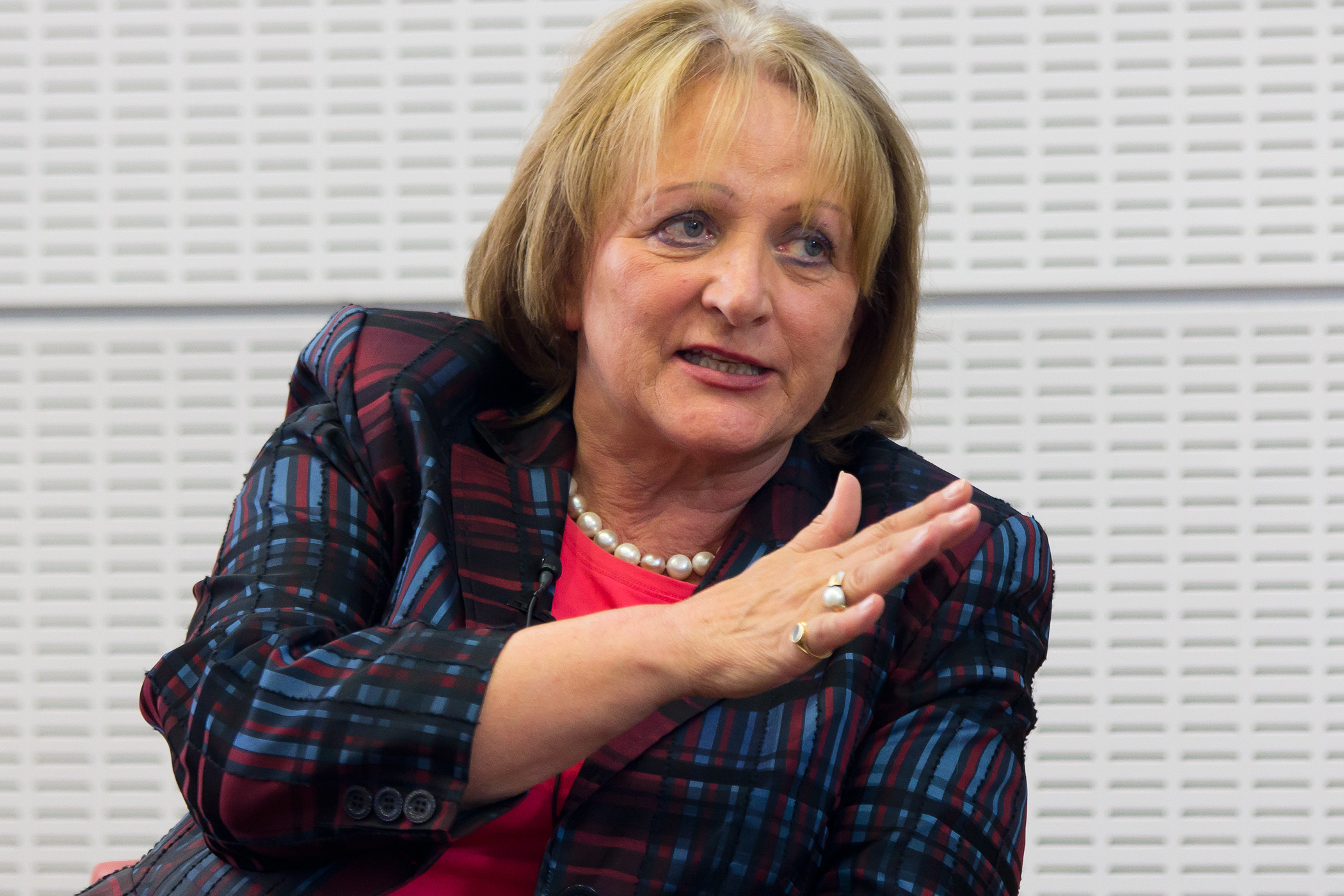
Sabine Leutheusser-Schnarrenberger

Länder, in denen die FDP im Oktober 2011 im Landesparlament war:
als Mitglied der Landesregierung
als Oppositionspartei

Koalitionsverhandlungen mit der CDU und der CSU führten am 26. Oktober 2009 zum Abschluss eines Koalitionsvertrags. Nach der Wiederwahl der Bundeskanzlerin Angela Merkel am 28. Oktober 2009 wurden mit dem Vizekanzler und Außenminister Guido Westerwelle, der Justizministerin Sabine Leutheusser-Schnarrenberger, dem ersten FDP-Gesundheitsminister Philipp Rösler, dem Wirtschaftsminister Rainer Brüderle und dem Entwicklungsminister Dirk Niebel fünf FDP-Bundesminister im Kabinett Merkel II vereidigt. Die FDP war damit mit einem so hohen Anteil im Bundeskabinett vertreten wie nie zuvor.
Wenige Monate nach der Bundestagswahl 2009 verlor die Partei stark an Rückhalt. Die Zustimmung in Umfragen sank von Rekordwerten Ende September 2009 von knapp 15 % auf 5 % im Juni 2010.
Vor der Regierungsübernahme mit der CDU 2009 glaubten viele, dass eine schwarz-gelbe Koalition gut zusammenpassen würde, doch nach dem in Rekordzeit ausgehandelten Koalitionsvertrag wurde zwischen verschiedenen Flügeln von CDU, CSU und FDP bald über viele Themen kontrovers diskutiert, beispielsweise über Steuersenkungen, die Zukunft der Kernenergie, die Gesundheitsprämie bei der Krankenversicherung, den EU-Beitritt der Türkei und über das Arbeitslosengeld II.
Zudem litt in dieser Zeit der Ruf der Partei unter Spenden mit falsch deklarierter Herkunft und der Senkung des Umsatzsteuersatzes für Hotelübernachtungen, welche öffentlich als Klientelpolitik für die Mövenpick-Hotelgruppe interpretiert wurde.
Bei der einzigen Landtagswahl des Jahres 2010, die in Nordrhein-Westfalen stattfand, blieb die FDP stabil, aufgrund der hohen Einbußen der CDU verlor die schwarz-gelbe Koalition im Land aber ihre Mehrheit und beide Parteien traten den Gang in die Opposition an. Nach der Bürgerschaftswahl in Hamburg am 20. Februar 2011 war die FDP wieder in allen 16 Landtagen vertreten. Bereits einen Monat später, nach der Landtagswahl in Sachsen-Anhalt, endete diese deutschlandweite Repräsentation in den Landesparlamenten wieder. Jedoch war die Partei zu diesem Zeitpunkt noch an sieben Landesregierungen beteiligt.
Nachdem die FDP im März 2011 bei der Landtagswahl in Rheinland-Pfalz nicht mehr in den Landtag hatte einziehen können und bei der Landtagswahl in Baden-Württemberg 2011 durch eine grün-rote Mehrheit in die Opposition verdrängt worden war, kandidierte Guido Westerwelle auf dem Bundesparteitag vom 13. bis zum 15. Mai 2011 nicht mehr für den Bundesparteivorsitz. Philipp Rösler wurde zu seinem Nachfolger gewählt. Bereits zuvor hatte Rösler im Zuge einer Kabinettsumbildung am 12. Mai 2011 das Amt des Bundesministers für Wirtschaft und Technologie und von Guido Westerwelle die Funktion des Vizekanzlers übernommen, während ihm Daniel Bahr als Bundesgesundheitsminister folgte. Der bisherige Bundeswirtschaftsminister Rainer Brüderle wurde am selben Tag zum Vorsitzenden der FDP-Bundestagsfraktion gewählt.
Im Mai 2011 legte Silvana Koch-Mehrin ihr Amt als Vizepräsidentin des EU-Parlaments ebenso wie sämtliche Parteiämter wegen einer Plagiatsaffäre um ihre Doktorarbeit nieder. Ihr Mandat als Mitglied des Europäischen Parlaments übte Koch-Mehrin allerdings bis zum Ende der Wahlperiode 2014 aus. Neuer Vorsitzender der FDP-Delegation im EU-Parlament wurde Alexander Graf Lambsdorff. Ebenfalls im Mai 2011 scheiterte die FDP bei der Bürgerschaftswahl in Bremen 2011 mit 2,4 % der Stimmen an der Fünf-Prozent-Hürde.
Im September 2011 verlor die FDP bei der Landtagswahl in Mecklenburg-Vorpommern 2011 stark an Stimmen und verfehlte mit 2,7 Prozent der Stimmen den Einzug in das Parlament. Im gleichen Monat fand die Wahl zum Berliner Abgeordnetenhaus statt, bei der die FDP mit nur 1,8 Prozent der Stimmen deutlich den Wiedereinzug verfehlte.
Am 6. Januar 2012 kündigte Ministerpräsidentin Annegret Kramp-Karrenbauer die seit 2009 im Saarland bestehende Koalition aus CDU, FDP und Bündnis 90/Die Grünen vor Ablauf der Legislaturperiode auf. In Kramp-Karrenbauers Erklärung hieß es, dass die „seit Monaten anhaltenden Zerwürfnisse innerhalb der FDP Saar“ dafür ausschlaggebend seien.
Bei der darauffolgenden Neuwahl des saarländischen Landtags erzielte die FDP nur 1,2 Prozent der Stimmen, so dass sie auch aus diesem ausschied. Dies war das schlechteste Ergebnis der FDP in einem westdeutschen Bundesland seit ihrer Gründung. Im Mai 2012 konnte die FDP hingegen bei den vorgezogenen Landtagswahlen in Schleswig-Holstein und in Nordrhein-Westfalen mit 8,2 beziehungsweise 8,6 Prozent unerwartet starke Ergebnisse erzielen und damit ihre dortige Landtagsrepräsentanz für weitere fünf Jahre sichern. Allerdings übernahm in beiden Ländern eine SPD-geführte Regierung die Amtsgeschäfte und die FDP ging in die Opposition. Bei der Landtagswahl in Niedersachsen 2013 konnte die FDP um 1,7 Prozentpunkte auf 9,9 Prozent zulegen, was dem Bundesvorsitzenden Philipp Rösler in seinem Heimatbundesland als Erfolg zugeschrieben wurde. Gleichzeitig verlor die schwarz-gelbe Koalition die Landtagsmehrheit an eine rot-grüne Koalition, so dass die FDP nach zehn Jahren aus der Landesregierung ausschied.

### 2013–2014: Ausscheiden aus dem Bundestag und mehreren Landtagen
Bei der eine Woche vor der Bundestagswahl stattfindenden Landtagswahl in Bayern 2013 verfehlte die FDP die 5-Prozent-Hürde, verlor damit ihre parlamentarische Repräsentanz und schied in der Folge auch aus der bayerischen Staatsregierung aus. Eine Woche danach wurden der Bundestag und der hessische Landtag gewählt. Während die FDP in Hessen mit 5,0 Prozent knapp die Sperrklausel überwand, scheiterte sie im Bund mit 4,8 Prozent erstmals bei Bundestagswahlen und schied aus dem Parlament aus. In Hessen konnte die bis dahin bestehende schwarz-gelbe Koalition nicht fortgeführt werden. Danach war die FDP noch in neun Landtagen und lediglich in Sachsen auch in der Regierung vertreten.
Als Konsequenz des Ausscheidens aus dem Bundestag trat der Parteivorstand der FDP geschlossen zurück. Daraufhin wurde zwischen dem 6. und 8. Dezember 2013 ein außerordentlicher Parteitag einberufen, auf dem ein neues Präsidium gewählt und die Ursachen der Wahlniederlage analysiert wurden. Zum neuen Parteivorsitzenden wurde Christian Lindner gewählt. Er rief die Mitglieder dazu auf, von nun an die Partei „von der Basis ab“ neu aufzubauen. Außerdem kritisierte er die „Zweitstimmenkampagne“ und warnte vor einer Abkehr von der bisherigen Europapolitik.
Die FDP-Fraktionsvorsitzendenkonferenz, der Zusammenschluss der Vorsitzenden der liberalen Fraktionen in den Bundesländern und der Gruppe im Europäischen Parlament, verabschiedete im Bestreben, einer staatsfixierten Politik das Modell einer modernen Sozialen Marktwirtschaft und einer aktiven Bürgergesellschaft gegenüberzustellen, in ihrer Stuttgarter Erklärung am 2. Oktober 2013 die Aufgaben der Bundestagsfraktion beim Neuaufbau der Partei.
Auf dem Europaparteitag am 19. Januar 2014 in Bonn wurde Alexander Graf Lambsdorff zum Spitzenkandidaten für die Europawahl 2014 gewählt. Die FDP musste deutliche Verluste von 7,6 Prozentpunkten hinnehmen und erzielte mit 3,4 Prozent ihr zweitschlechtestes Ergebnis bei einer Europawahl, entsandte aber aufgrund des erstmaligen Wegfalls der Sperrklausel dennoch drei Abgeordnete ins Europaparlament.
Bei den Landtagswahlen in Sachsen, Thüringen und Brandenburg 2014 konnte die FDP in keinem der Länder die Fünf-Prozent-Hürde überwinden und war damit im Oktober 2014 nur noch in sechs Landtagen vertreten. Mit Abschluss der Regierungsbildung in Sachsen endete im November 2014 die bis dahin letzte Regierungsbeteiligung der FDP auf Landesebene. Damit war die FDP erstmals in der Geschichte der Bundesrepublik an keiner Landesregierung beteiligt, womit sie auch über den Bundesrat keinen Einfluss auf die Bundespolitik mehr nehmen konnte.
Der Parteienforscher Oskar Niedermayer sah die FDP nach dem verpassten Wiedereinzug in den Bundestag in einer „existenziellen Krise“, da es der Partei schwer falle, bundespolitisch noch wahrgenommen zu werden. Laut Bundesschatzmeister Hermann Otto Solms mussten die Ausgaben der Partei um rund 40 Prozent gesenkt werden, weil sie aus mehreren Parlamenten gewählt wurde und deshalb geringere Zuwendungen aus der staatlichen Parteienfinanzierung erhielt.
Von vorwiegend ehemaligen Politikern der Hamburger FDP initiiert, erfolgte im September 2014 die Gründung der Partei Neue Liberale, die als linksliberale Alternative die FDP verdrängen wollte. Beim ersten Wahlantritt bei der Hamburger Bürgerschaftswahl im Februar 2015 blieb die neue Partei mit 0,5 Prozent der Stimmen allerdings Kleinpartei.

### 2015–2021: Zugewinne auf Länderebene und Wiedereinzug in den Bundestag

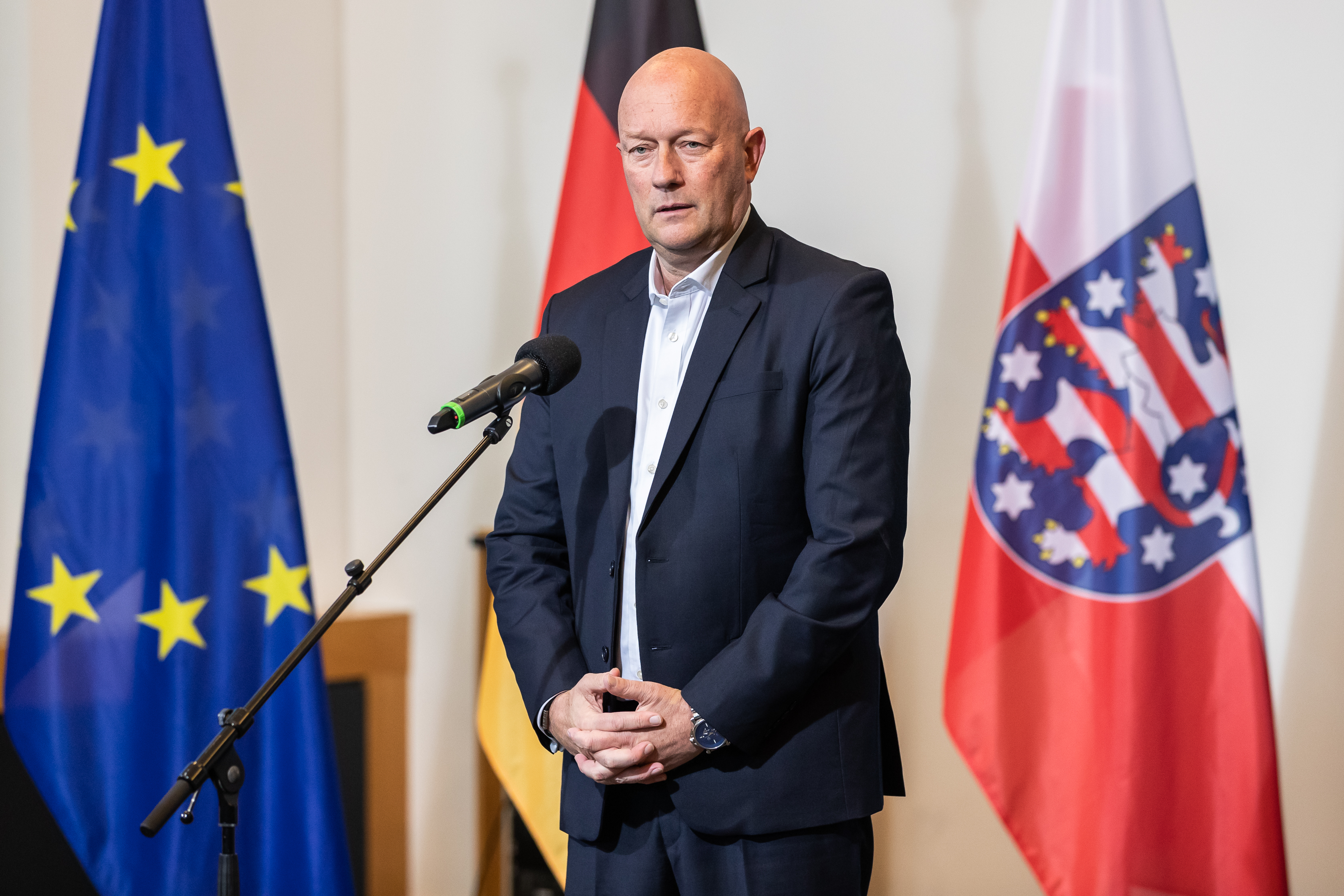
Thüringer Ministerpräsident a. D. Thomas Kemmerich

Bei der Bürgerschaftswahl in Hamburg am 15. Februar 2015 gelang es der FDP, mit der Spitzenkandidatin Katja Suding mit 7,4 Prozent der Stimmen erneut in die Bürgerschaft einzuziehen, sie übertraf ihr vorheriges Ergebnis um 0,7 Prozentpunkte.
Auch bei der Bürgerschaftswahl in Bremen am 10. Mai 2015 erreichte die FDP mit ihrer Spitzenkandidatin Lencke Steiner mit 6,6 Prozent das beste Ergebnis seit 20 Jahren und war wieder in der Bürgerschaft vertreten. Gegenüber der vorherigen Wahl gewann die FDP 4,4 Prozentpunkte hinzu und war damit in sieben Landtagen vertreten.
Bei allen drei Landtagswahlen in Baden-Württemberg, Sachsen-Anhalt und Rheinland-Pfalz am 13. März 2016 verbesserte sie sich. In Baden-Württemberg zog sie mit 8,3 Prozent der Stimmen erneut in den Landtag ein und erhielt in Rheinland-Pfalz 6,2 Prozent der Stimmen. In Sachsen-Anhalt verfehlte sie den Wiedereinzug mit 4,9 Prozent knapp.
Da die rot-grüne Koalition in Rheinland-Pfalz ihre Mehrheit verloren hatte, wurde eine Ampelkoalition gebildet. Am 9. Mai 2016 stimmte der Landesparteitag der FDP Rheinland-Pfalz mit 82 Prozent der Stimmen dem Koalitionsvertrag mit SPD und Grünen zu. Seit dem 18. Mai 2016 war die FDP damit erstmals seit Oktober 2014 wieder an einer Landesregierung beteiligt und stellte mit Volker Wissing den stellvertretenden Ministerpräsidenten. Zwar verfehlte die FDP am 4. September 2016 bei der Landtagswahl in Mecklenburg-Vorpommern mit 3,0 Prozent den Einzug in den Landtag von Schwerin, jedoch konnte sie auch hier prozentual und in absoluten Zahlen zulegen. Bei der Abgeordnetenhauswahl in Berlin am 18. September 2016 zog die FDP mit 6,7 Prozent wieder in das Abgeordnetenhaus ein.
Bei der Landtagswahl im Saarland 2017 verfehlte die FDP mit 3,3 Prozent der Stimmen den Wiedereinzug in den Landtag, konnte allerdings sowohl prozentual als auch stimmenmäßig deutliche Zugewinne verzeichnen. Letzteres galt auch für die Landtagswahl in Schleswig-Holstein 2017, wo die Partei erstmals wieder ein zweistelliges Wahlergebnis erzielte und fast gleichauf mit den Grünen die viertstärkste Kraft im Landtag bildete und Teil der dortigen Jamaika-Koalition wurde. Noch besser war ihr Abschneiden kurz darauf bei der Landtagswahl in Nordrhein-Westfalen 2017: Hier wurde sie mit 12,6 Prozent nicht nur zur mit Abstand drittstärksten Kraft des Landtages gewählt, sondern kam auch auf ihr bestes Ergebnis in der Geschichte des Landes und wurde Teil der Landesregierung.
Bei der Bundestagswahl 2017 gelang der FDP mit einem Zweitstimmenergebnis von 10,7 Prozent nach vierjähriger Abwesenheit der Wiedereinzug in den Bundestag. Daraufhin trat die Partei in Sondierungsgespräche mit den Unionsparteien (CDU/CSU) und Bündnis 90/Die Grünen ein. Nach vierwöchiger Verhandlung stieg die FDP aus den Gesprächen aus, da es nach Aussage von Parteichef Lindner weder gelungen sei, eine „gemeinsame Vorstellung von der Modernisierung des Landes“ noch eine „gemeinsame Vertrauensbasis“ zu entwickeln. Infolgedessen kam es zu einer Neuauflage der Großen Koalition unter Kanzlerin Angela Merkel. Bei der Landtagswahl in Niedersachsen 2017 musste die FDP erstmals seit 2015 bei einer Wahl prozentual Verluste verzeichnen.
Bei den Landtagswahlen 2018 und 2019 schaffte die FDP in Bayern (5,1 %), Hessen (7,5 %), Bremen (5,9 %) und Thüringen (5,0 %) den (Wieder-)Einzug, verpasste diesen allerdings in Sachsen (4,5 %) und Brandenburg (4,1 %).
Vom 5. bis 8. Februar 2020 stellte die FDP mit Thomas Kemmerich den Ministerpräsidenten von Thüringen. Die Wahl löste ein bundesweites Echo aus, da sie auch mit den Stimmen der AfD erfolgte, und zog nach Kemmerichs Rücktritt die Regierungskrise in Thüringen 2020 nach sich. Bei der vorangegangenen Landtagswahl hatte die FDP mit nur 73 Wählerstimmen die Fünf-Prozent-Hürde überboten und somit knapp den Einzug in den Landtag erzielt, was zu besonderer Kritik an Ministerpräsident Kemmerichs Wahl führte. Auch unter dem Eindruck der hoch umstrittenen Wahl Kemmerichs auf Basis von AfD-Unterstützung scheiterte die FDP bei der Bürgerschaftswahl in Hamburg 2020 mit 4,97 Prozent an der Fünfprozenthürde und verpasste dort zum ersten Mal seit 2008 als Fraktion den Wiedereinzug ins Landesparlament. Sie war jedoch weiterhin mit einem Wahlkreismandat aus dem Wahlkreis Blankenese in der Bürgerschaft vertreten.
Bei der Landtagswahl Baden-Württemberg im März 2021 gewann die FDP hinzu (10,5 %), verblieb aber in der Opposition. Bei der am selben Tag stattfindenden Landtagswahl in Rheinland-Pfalz verlor die FDP leicht (5,5 %), blieb aber Teil der Landesregierung in Form einer Ampelkoalition unter Ministerpräsidentin Malu Dreyer. Bei der Landtagswahl in Sachsen-Anhalt im Juni 2021 kehrte die FDP nach zehn Jahren Abstinenz mit 6,4 % der Stimmen in den Landtag zurück und bildete zusammen mit CDU und SPD eine Deutschland-Koalition unter Ministerpräsident Reiner Haseloff.

### 2021 bis 2024: Beteiligung an der Ampel-Bundesregierung

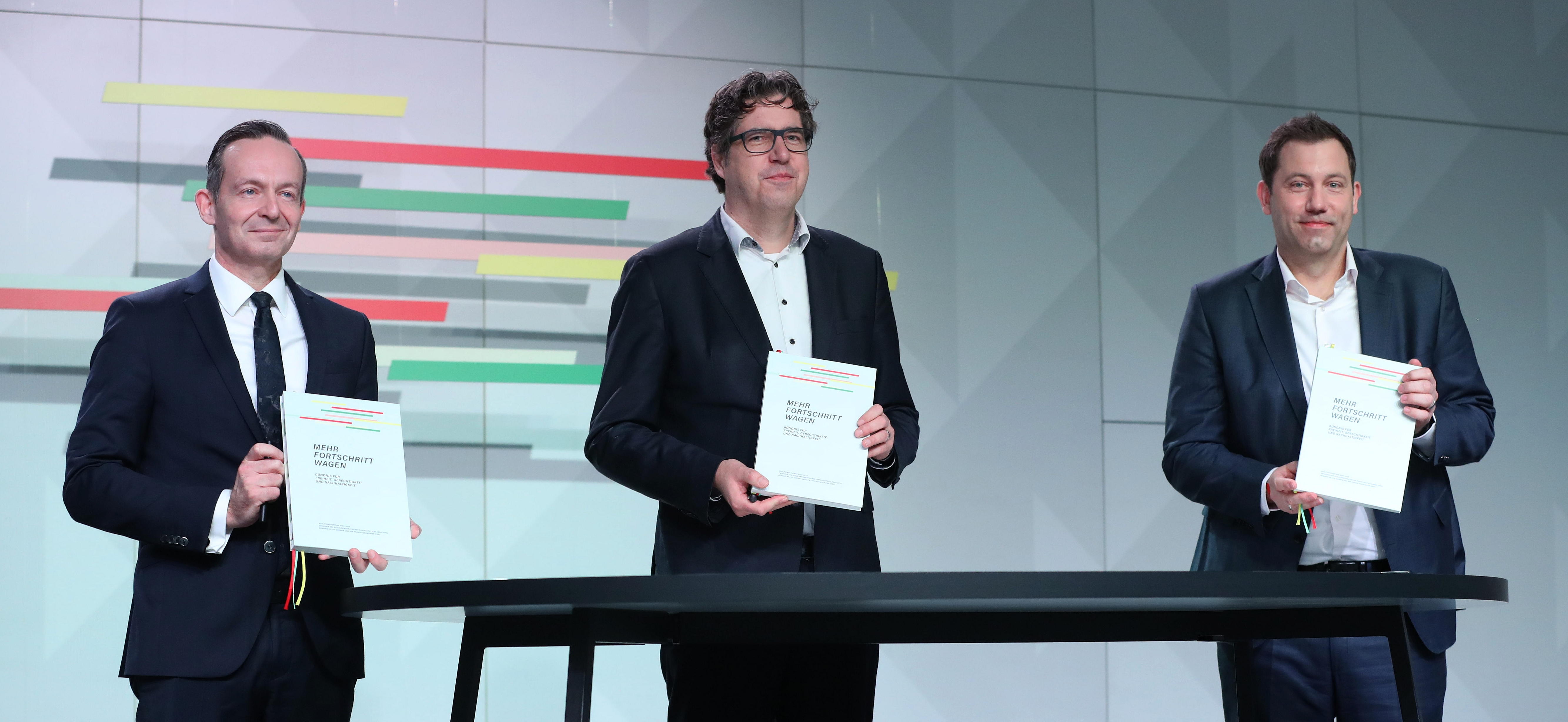
Volker Wissing (FDP), Michael Kellner (Grüne) und Lars Klingbeil (SPD) mit dem unterzeichneten Koalitionsvertrag am 7. Dezember 2021 in Berlin.

Länder, in denen die FDP im Landesparlament vertreten ist:
als Mitglied der Landesregierung
als Oppositionspartei

Bei der Bundestagswahl 2021 gelang der Partei nicht nur ein leichter Zuwachs auf 11,5 % der Stimmen, sondern auch erstmals die Verteidigung eines zweistelligen Bundestagswahlergebnisses. Anschließend beteiligte sie sich an der ersten Ampelkoalition auf Bundesebene unter Bundeskanzler Olaf Scholz, in dessen Kabinett sie mit Christian Lindner, Marco Buschmann, Volker Wissing und Bettina Stark-Watzinger vier Minister stellte. Bei den gleichzeitig stattfindenden Landtagswahlen in Berlin und Mecklenburg-Vorpommern konnte die FDP ebenfalls zulegen und in Mecklenburg-Vorpommern mit 5,8 % der Stimmen nach zehn Jahren in den Landtag zurückkehren.
Im Verlauf der Regierungszeit verschlechterten sich die Umfrageergebnisse der FDP, wie auch die der anderen Regierungsparteien, deutlich und näherten sich mit rund 6 Prozent der Fünf-Prozent-Hürde an. Diese schlechten Umfrageergebnisse bestätigten sich im Jahr 2022 in sinkenden Wahlergebnissen bei den Landtagswahlen.
Im März 2022 konnte die FDP zwar bei der Landtagswahl im Saarland zulegen, verfehlte aber mit 4,8 Prozent knapp den Einzug. Deutlich schlechter verlief die im Mai stattfindende Wahl in Schleswig-Holstein, bei dieser verlor die Partei 5,7 Prozentpunkte und erreichte nur noch 6,7 Prozent. Darüber hinaus schied sie aus der Landesregierung aus.
Im Mai 2022 fanden auch die Landtagswahlen in Nordrhein-Westfalen statt, bei denen die FDP nur noch 5,9 Prozent erreichte. Aufgrund dieses schlechten Abschneidens konnte die Koalition mit der CDU nicht fortgesetzt werden und die FDP schied aus der Landesregierung aus. Im Oktober erlitt sie in Niedersachsen ihre nächste Niederlage und fiel mit 4,7 Prozent unter die 5-Prozent-Hürde. Damit ist die FDP erstmals seit 2003 nicht mehr im Landtag von Niedersachsen vertreten.
Das Wahljahr 2023 begann mit einem weiteren Ausscheiden aus einem Landesparlament. Die FDP erreichte bei der Wahl zum Abgeordnetenhaus von Berlin 2023 nur 4,6 Prozent und wurde damit auch in Berlin auf Landesebene zu einer außerparlamentarischen Oppositionspartei. Bei den Wahlen in Bremen und Hessen gelang der FDP nur jeweils knapp der Wiedereinzug ins jeweilige Landesparlament, während sie mit einem Ergebnis von 3,0 Prozent am Wiedereinzug in den Bayerischen Landtag scheiterte. Als Reaktion auf die Wahlergebnisse beantragten 598 Parteimitglieder initiiert durch Matthias Nölke eine Mitgliederbefragung nach Paragraph 21a Absatz 3 der Bundessatzung, ob die FDP weiter Teil der Bundesregierung sein sollte. Das Votum einer solchen Befragung ist – im Gegensatz zu einem Mitgliederentscheid – nicht bindend. Die Abstimmung fand online vom 18. Dezember 2023 bis 1. Januar 2024 online statt. Stimmberechtigt waren alle 65 899 per Mail erreichbaren Mitglieder. Es gingen 26 058 Stimmen ein, davon votierten 12 444 (47,76 %) für einen Austritt aus der Ampelkoalition, 13 614 (52,24 %) dagegen. Im Ausgang der FDP-Mitgliederbefragung sah Parteichef Christian Lindner einen klaren Auftrag, im Regierungshandeln ein liberales Profil zu zeigen.
Bei der Europawahl in Deutschland 2024 erreichte die Partei mit Marie-Agnes Strack-Zimmermann als Spitzenkandidatin 5,2 Prozent, womit sie ihr Ergebnis aus dem Jahr 2019 knapp hielt. Bei den Landtagswahlen im Spätsommer Thüringen, Sachsen und Brandenburg erreichte die FDP mit 1,1 %, 0,9 % und 0,8 % ihre schlechtesten Ergebnisse bei Landtagswahlen überhaupt. Beobachter sahen sie dabei nahe an der politischen Bedeutungslosigkeit.
Am 6. November 2024 kam es nach internen Querelen zum Bruch der Ampelkoalition. Bundeskanzler Olaf Scholz entließ Finanzminister Christian Lindner, die beiden anderen FDP-Minister Bettina Stark-Watzinger und Marco Buschmann traten von ihren Ämtern zurück und verließen die Regierung. Volker Wissing trat aus der Partei aus und blieb als parteiloser Minister in der Regierung.

Diagramm aus dem FDP-Papier zum geplanten Ablauf des Koalitionsbruchs im November 2024

Ende November musste die FDP nach entsprechenden Recherchen und Veröffentlichungen der Zeit und der Süddeutschen Zeitung einräumen, den Bruch der Koalition schon Wochen vorher geplant und vorbereitet zu haben. Nicht nur für die Planung selbst, sondern insbesondere für die in internen Dokumenten verwendete Wortwahl von „D-Day“ und „offener Feldschlacht“ geriet die Partei stark in die Kritik. Nachdem am 28. November 2024 die D-Day-Papiere veröffentlicht wurden und die vorherige Dementierung von Generalsekretär Bijan Djir-Sarai widerlegt war, traten dieser und Bundesgeschäftsführer Carsten Reymann zurück. Kommissarischer Nachfolger wurde der bisherige Bundesjustizminister Buschmann.

### Seit 2025: Erneutes Ausscheiden aus dem Bundestag
Bei der vorgezogenen Bundestagswahl 2025 erhielt die FDP mit Christian Lindner als Spitzenkandidat 4,3 Prozent, was das schlechteste Ergebnis bei einer Bundestagswahl darstellte und auch das nach 2013 zweite Ausscheiden aus dem Bundestag zur Folge hatte. Als Konsequenz kündigte Lindner noch am Wahlabend sein Ausscheiden aus dem Amt des Bundesvorsitzenden zum Parteitag im Mai 2025 sowie das Ende seiner politischen Karriere an, auch Generalsekretär Buschmann gab seinen Rücktritt von dem Amt bekannt. Eine Woche nach der Wahl erhielt die FDP bei der Bürgerschaftswahl in Hamburg nur noch 2,3 Prozent der Stimmen.
Auf dem Bundesparteitag im Mai 2025 wurde Christian Dürr, der zuletzt Vorsitzender der FDP-Bundestagsfraktion gewesen war, als Nachfolger Lindners zum neuen Bundesvorsitzenden gewählt. Nicole Büttner wurde zur Generalsekretärin gewählt.

### Logohistorie

1952–1968
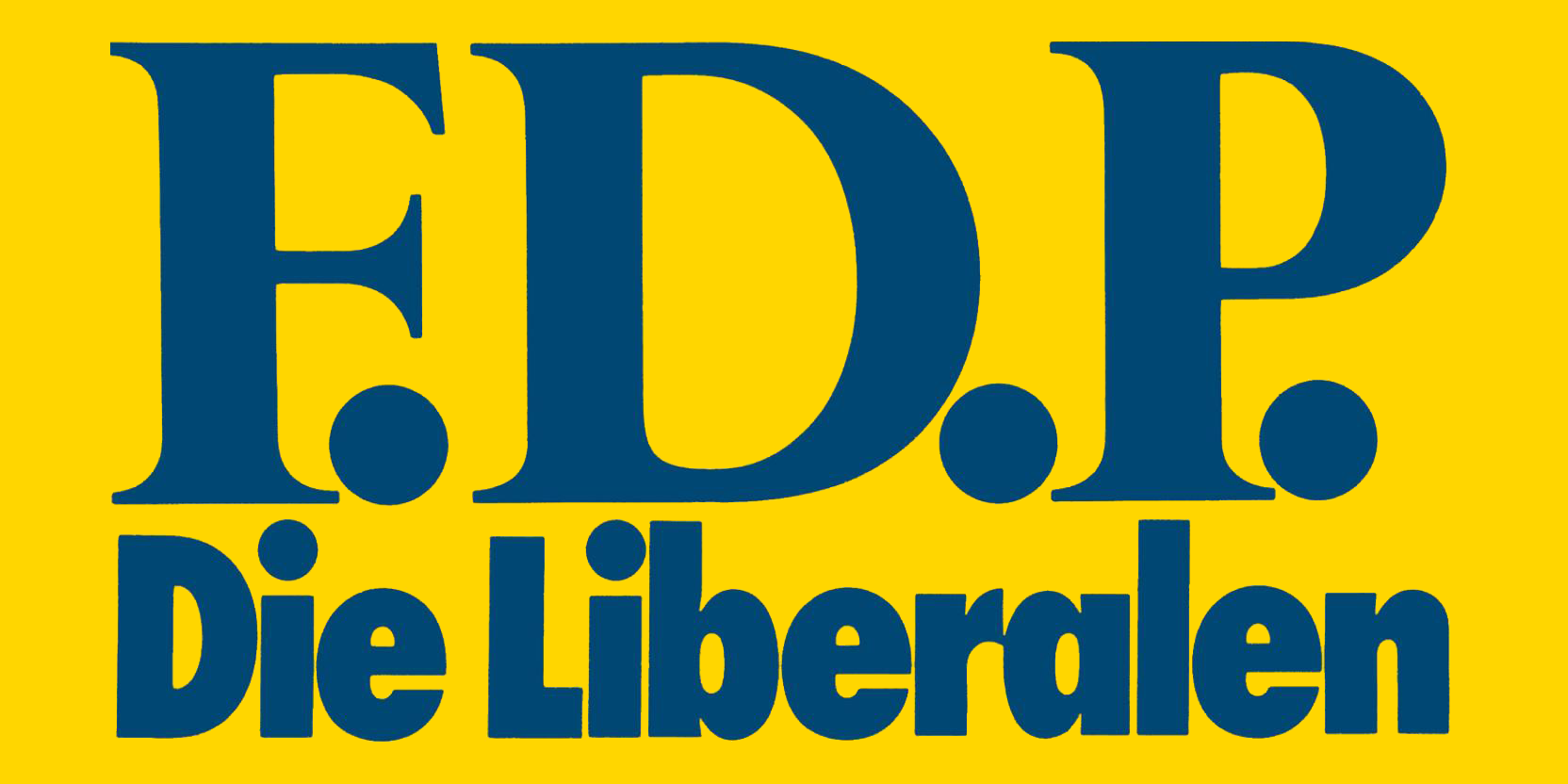
1968–2001
2001–2013
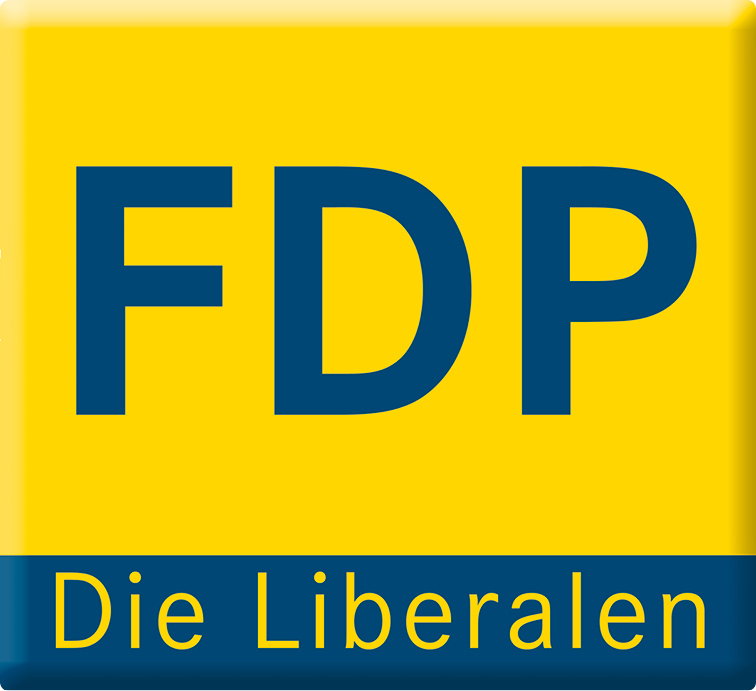
2013–2015
Seit 2015[147][148]

### Programmgeschichte

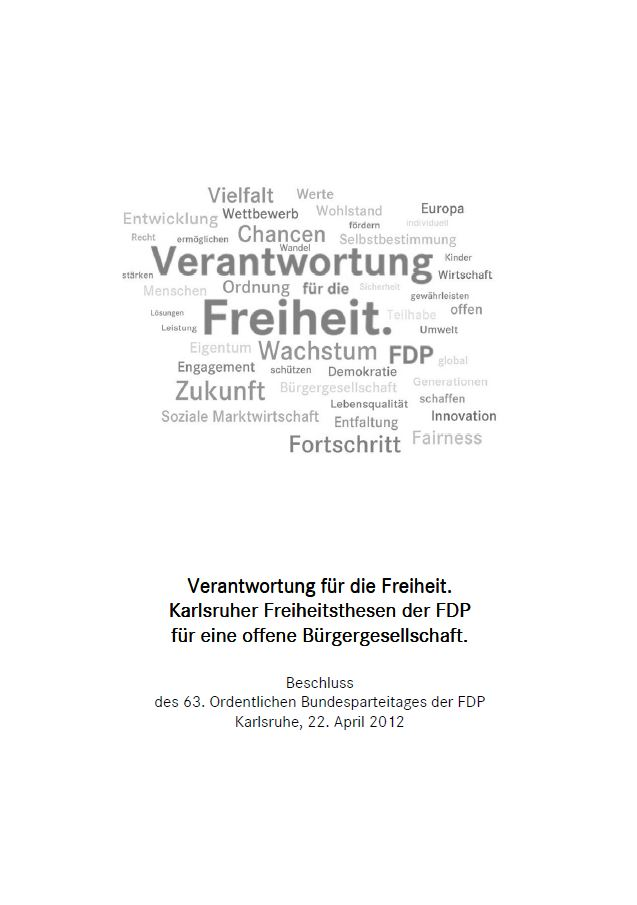
Karlsruher Freiheitsthesen (2012)

- Die Liberalen: Gründungsprogramm der Deutschen Fortschrittspartei (9. Juni 1861)[149]
- Gründungsprogramm der Nationalliberalen Partei (12. Juni 1867)[150]
- Programm der Deutschen Fortschrittspartei (25. November 1878)[151]
- Liberale Vereinigung: Erklärung der liberalen Sezessionisten (30. August 1880)[152]
- Gründungsprogramm der Deutschen Freisinnigen Partei (5. März 1884)[153]
- Parteiprogramm der Freisinnigen Vereinigung (6. Mai 1893)
- Programm der Fortschrittlichen Volkspartei (6. März 1910)
- Parteiprogramm der Deutschen Volkspartei (15. Dezember 1918–1933)
- Programm der Deutschen Demokratischen Partei (20. November 1918–1933)
- Programm der Radikaldemokratischen Partei (20. November 1918–1933)
- Gründungsaufruf der Liberal-Demokratischen Partei Deutschlands (LDPD, 1945)[154]
  - Syker Programmatische Richtlinien der FDP in der Britischen Besatzungszone (1946)[155]
  - Wirtschaftsprogramm der FDP in der Britischen Besatzungszone („Wangerooger Programm“, 1948)[156]
- Heppenheimer Proklamation der FDP (1948)[157]
  - Parteiprogramm (LDPD, 1949)[158]
  - Bremer Plattform (1949)[159]
  - Vertragswerk und Ostpolitik („Pfleiderer-Plan“, 1952)[160]
- Berliner Programm (1957)[161]
  - Denkschrift zur deutschen Frage („Schollwer-Papier“, 1962)[162]
  - Neugestaltung der Altersvorsorge („Mischnick-Plan“, 1963)[163]
  - Deutschland- und Außenpolitik („Schollwer-Papier“, 1967)[164]
  - Aktionsprogramm („Ziele des Fortschritts“, 1967)[165]
- Freiburger Thesen zur Gesellschaftspolitik der FDP (1971)[166]
  - Stuttgarter Leitlinien einer liberalen Bildungspolitik (1972)[167]
  - Thesenpapier („Freie Kirche im Freien Staat“, 1974)[168]
- Kieler Thesen der FDP (1977)[169]
  - Programm zur Gleichberechtigung (1978)[170]
  - Genscher Brief (1981)[171]
  - Thesenpapier „Konzept für eine Politik zur Überwindung der Wachstumsschwäche“ („Lambsdorff-Papier“, 1982)[172]
- Das liberale Manifest („Zukunftschance Freiheit. Liberales Manifest für eine Gesellschaft im Umbruch“, 1985)[173]
  - Liberales Aktionsprogramm Europa (1987)[174]
  - Thesenpapier „Mut statt Mißmut – für ein liberales Deutschland“ („Lambsdorff-Papier“, 1992)[175]
  - Leitlinien liberaler Kommunalpolitik (1993)[176]
- Programmatik der liberalen Parteien in der Endphase der DDR:[177]
  - Erklärung „Was will die LDPD? Ziele der DDR-Liberalen“ (LDPD, 1989)[178]
  - Programm (Deutsche Forumpartei, 1990)[179]
  - Liberales Manifest (Freie Demokratische Partei der DDR, 1990)[180]
  - Wahlaufruf zur Volkskammerwahl (Bund Freier Demokraten, 1990)[181]
  - Wahlprogramm zur Volkskammerwahl (LDP im Bund Freier Demokraten, 1990)[182]
- „Wiesbadener Grundsätze. Für die liberale Bürgergesellschaft“ (1997)[183]
  - Leitfaden für den Politikwechsel in Deutschland („Gerhardt/Westerwelle-Papier“, 2005)[184]
- Karlsruher Freiheitsthesen („Verantwortung für die Freiheit. Karlsruher Freiheitsthesen der FDP für eine offene Bürgergesellschaft.“, 2012)[15][185]
  - Bürgerprogramm (2013)[186]
  - Stuttgarter Erklärung (2013)[187]
  - Berliner Manifest „Mehr Chancen durch mehr Freiheit: Projekte für eine Republik der Chancen“ (2015)[188]

## Organisationsstruktur

Mitgliederentwicklung der FDP seit 1969

Die FDP hat die Rechtsform eines eingetragenen Vereins. Sie ist in 16 Landesverbände gegliedert. Die FDP Nordrhein-Westfalen ist der größte Landesverband. Ende 2019 hatte sie rund 65.500 Mitglieder, bis September 2021 stieg die Mitgliederzahl auf 75.000, fiel bis Ende 2023 aber auf 72.000 und bis Ende 2024 auf 68.000. Den höchsten Mitgliederstand wies die Partei 1981 mit rund 87.000 sowie 1990 (durch die Deutsche Wiedervereinigung) mit etwa 180.000 Mitgliedern auf.
Die FDP ist Mitglied der Allianz der Liberalen und Demokraten für Europa (ALDE) und der Liberalen Internationalen. Im Europäischen Parlament gehört sie der Fraktion Renew Europe an, in der sie mit fünf Abgeordneten vertreten ist. Mit insgesamt 97 Sitzen stellt die Renew-Europe-Fraktion 13,76 Prozent der Europaabgeordneten (Stand: Mai 2021).

### Bundesvorstand
Der FDP-Bundesvorstand leitet die Bundespartei. Er beschließt über alle organisatorischen und politischen Fragen im Sinne der Beschlüsse des Bundesparteitages und des Kongresses der ALDE-Partei.

### Landesverbände
In der folgenden Liste werden die Daten zu den einzelnen Landesverbänden angegeben.
Im Saarland führt der FDP-Landesverband den Zusatz Demokratische Partei Saar (FDP/DPS). In Baden-Württemberg trägt die Landtagsfraktion der FDP aus einer über 70-jährigen Tradition heraus den Zusatz Demokratische Volkspartei (FDP/DVP). In Berlin gibt es keine Kreisverbände, stattdessen wird die regionale Parteiarbeit von den Bezirksverbänden übernommen.
Die Mitglieder des Internet-Landesverbandes FDP LV Net werden derzeit noch als bundesunmittelbare Mitglieder geführt, da eine formale Verankerung als 17. Landesverband noch nicht erfolgt ist. Außerhalb Deutschlands existieren Ortsverbände in Barcelona, Brüssel, London, Moskau, Paris, Wien und Zürich mit insgesamt 465 Mitgliedern, die in der Auslandsgruppe Europa der FDP zusammengefasst sind.
| Landesverband          | Landesverband          | Vorsitzender (Stand: 28. Juni 2025) | Vorsitzender (Stand: 28. Juni 2025) | Mitglieder                                 | Ergebnis der letzten Wahl des Landesparlaments | Ergebnis der Bundestagswahl 2025 |
| ---------------------- | ---------------------- | ----------------------------------- | ----------------------------------- | ------------------------------------------ | ---------------------------------------------- | -------------------------------- |
| Baden-Württemberg      | Baden-Württemberg      | Hans-Ulrich Rülke                   | Hans-Ulrich Rülke                   | 9.246 (Stand: 31. Dezember 2023)           | 10,5 % (2021)                                  | 5,6 %                            |
|                        | Bayern                 | Thorsten Lieb                       | Michael Ruoff                       | 7.600 (Stand: 1. Januar 2025)              | 03,0 % (2023)                                  | 4,2 %                            |
| Berlin                 | Berlin                 | Christoph Meyer                     | Christoph Meyer                     | 3.742 (Stand: Dezember 2024)               | 04,6 % (2023)                                  | 3,8 %                            |
| Brandenburg            | Brandenburg            | Zyon Braun                          | Zyon Braun                          | 1.500 (Stand: September 2024)              | 00,8 % (2024)                                  | 3,2 %                            |
| Bremen                 | Bremen                 | Thore Schäck                        | Thore Schäck                        | 470 (Stand: 31. Dezember 2023)             | 05,1 % (2023)                                  | 3,5 %                            |
| Hamburg                | Hamburg                | Finn Ole Ritter                     | Finn Ole Ritter                     | 1.948 (Stand: April 2024)                  | 02,3 % (2025)                                  | 4,5 %                            |
| Hessen                 | Hessen                 | Thorsten Lieb                       | Thorsten Lieb                       | 7.099 (Stand: 31. Dezember 2023)           | 05,0 % (2023)                                  | 5,0 %                            |
| Mecklenburg-Vorpommern | Mecklenburg-Vorpommern | René Domke                          | René Domke                          | 724 (Stand: 8. Februar 2025)               | 05,8 % (2021)                                  | 3,2 %                            |
| Niedersachsen          | Niedersachsen          | Konstantin Kuhle                    | Konstantin Kuhle                    | 6.420 (Stand: 8. Februar 2025)             | 04,7 % (2022)                                  | 4,1 %                            |
| Nordrhein-Westfalen    | Nordrhein-Westfalen    | Henning Höne                        | Henning Höne                        | 17.300 (Stand: 30. September 2024)         | 05,9 (2022)                                    | 4,4 %                            |
| Rheinland-Pfalz        | Rheinland-Pfalz        | Daniela Schmitt                     | Daniela Schmitt                     | 4.300 (Stand: 31. Dezember 2024)           | 05,5 % (2021)                                  | 4,6 %                            |
| Saarland               | Saarland               | Angelika Hießerich-Peter            | Angelika Hießerich-Peter            | 951 (Stand: 31. Dezember 2024)             | 04,8 % (2022)                                  | 4,3 %                            |
| Sachsen                | Sachsen                | Matthias Schniebel                  | Matthias Schniebel                  | 1.900 (Stand: 18. Januar 2025)             | 00,9 % (2024)                                  | 3,2 %                            |
| Sachsen-Anhalt         | Sachsen-Anhalt         | Lydia Hüskens                       | Lydia Hüskens                       | 1.063 (Stand: 7. Februar 2025)             | 06,4 % (2021)                                  | 3,1 %                            |
| Schleswig-Holstein     | Schleswig-Holstein     | Christopher Vogt                    | Christopher Vogt                    | 2.818 (Stand: 3. Februar 2025)             | 06,4 % (2022)                                  | 4,7 %                            |
| Thüringen              | Thüringen              | Thomas Kemmerich                    | Thomas Kemmerich                    | 1.100 Mitglieder (Stand: 12. Februar 2025) | 01,1 % (2024)                                  | 2,8 %                            |

### Vorfeldorganisationen der FDP

Logo der JuLis

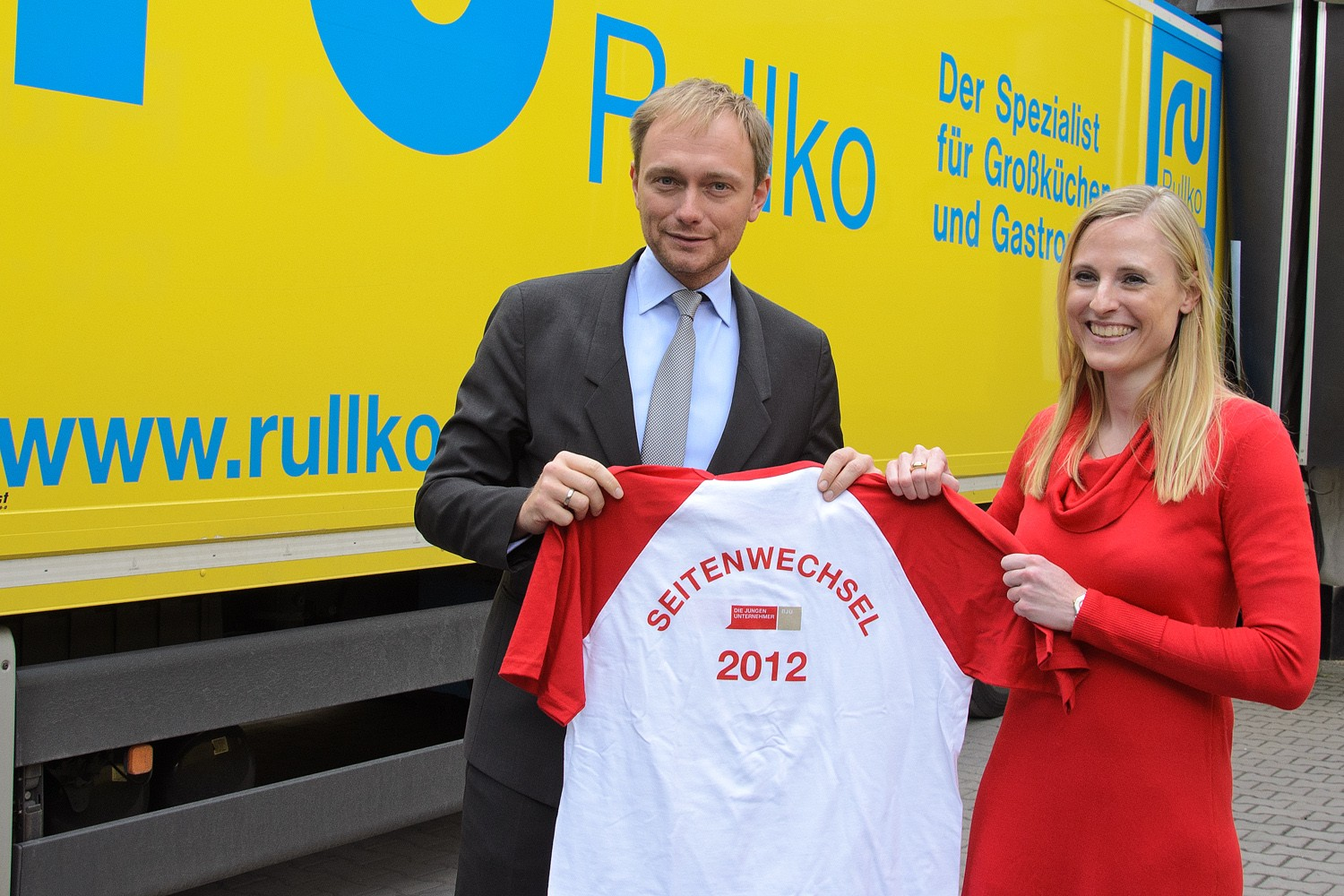
Eine Gruppe von Unternehmern um Marie-Christine Ostermann unterstützt die FDP im Wirtschaftsforum der FDP

Von der FDP sind folgende bundesweiten Vorfeldorganisationen anerkannt:
- Junge Liberale (JuLis)
- Vereinigung liberaler Kommunalpolitiker (VLK)
- Bundesverband Liberaler Hochschulgruppen (LHG)
- Bundesverband Liberale Senioren (LiS)
- Verband liberaler Akademiker (VLA)
- Liberale Frauen (LiF)
- Liberale Schwule, Lesben, Bi, Trans und Queer (LiSL)
- Liberale Vielfalt (LiVi)
- Liberaler Mittelstand (LiMe)

Die FDP wird ferner seit 2016 von der Lobbyorganisation Wirtschaftsforum der FDP unterstützt, deren Ziel ist, Unternehmer für die Partei auf Veranstaltungen werben zu lassen, Spender zu akquirieren und Inhalte der Unternehmer in der FDP zu verankern.

### Parteizentrale

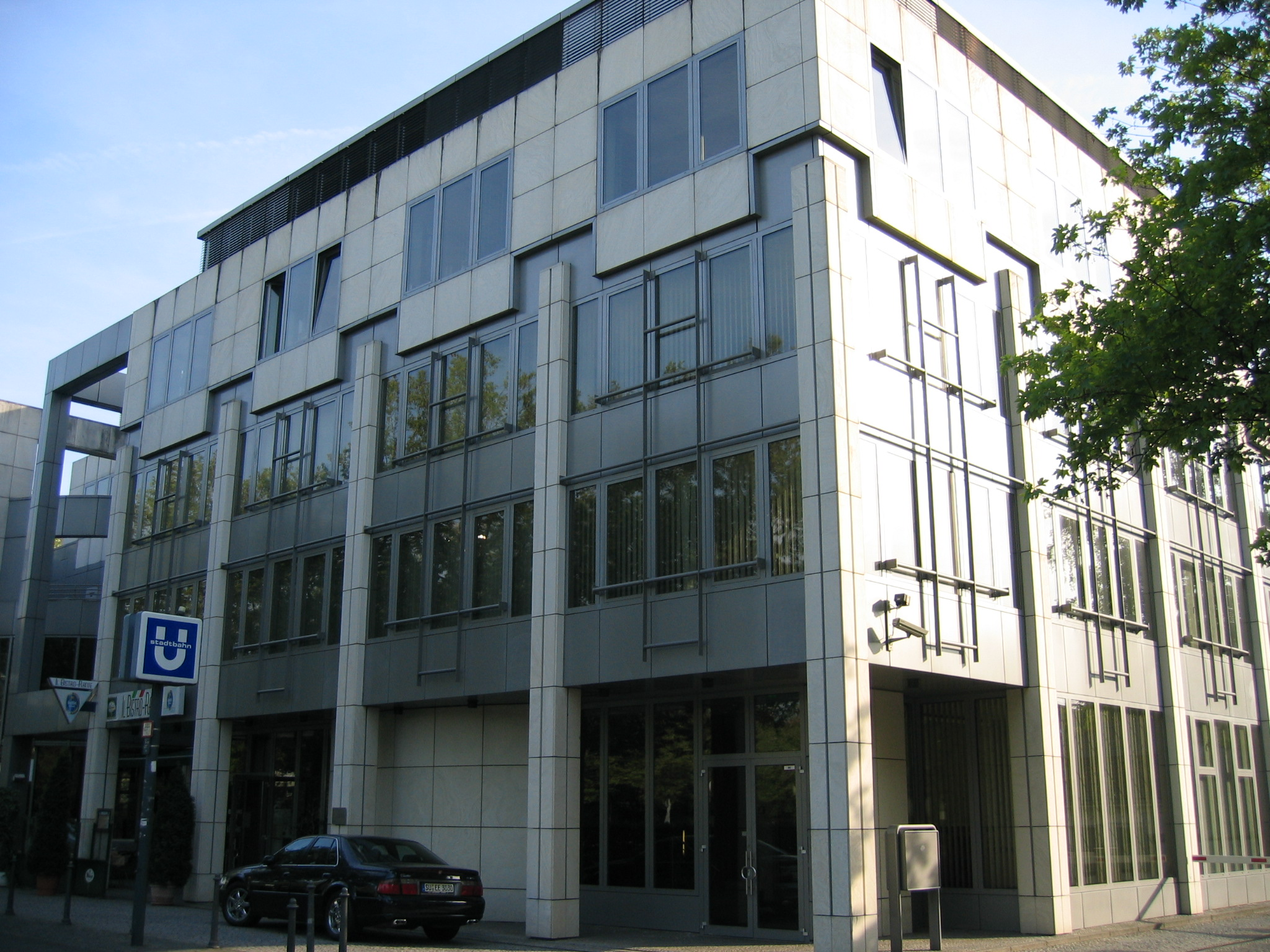
Thomas-Dehler-Haus im Bonner Bundesviertel, ehemalige FDP-Parteizentrale

Die erste Parteizentrale der FDP befand sich zunächst ab Juni 1950 in der Moltkestraße 5 im Bonner Stadtbezirk Bad Godesberg. Im November 1956 wechselte die FDP in das Gebäude einer ehemaligen Nervenklinik am Bonner Talweg 57 in der Südstadt. Seit April 1976 war die Bundesgeschäftsstelle der FDP in einem Objekt in der Baunscheidtstraße 15 nahe der linksrheinischen Eisenbahnstrecke ansässig, das von der SPD vermietet wurde. Im Juni 1993 zog die FDP nach eineinhalbjähriger Bauzeit in das ca. 500 Meter nördlich gelegene, neu errichtete Thomas-Dehler-Haus an der Willy-Brandt-Allee 20 im Bundesviertel um. Seit Juli 1999 befindet sich die Bundesgeschäftsstelle der FDP im Hans-Dietrich-Genscher-Haus (bis März 2017: Thomas-Dehler-Haus) in der Reinhardtstraße 14 in Berlin-Mitte.
In der Parteizentrale der FDP arbeiten 60–70 Mitarbeiter.

### Parteizeitung
Die Parteizeitung der FDP heißt seit der 3. Ausgabe 2016 fdplus. Zuvor lautete der Name elde (für Liberale Depesche, Aussprache der Buchstaben ‚L‘ und ‚D‘). Sie erschien 2012 fünf Mal. Seit 2013 gibt es die elde auch im App Store und bei Google Play sowie als ISSUU-Applikation.

### Archiv der FDP
Das Archivgut aller Organe und Gremien der FDP (insbesondere auf Bundes- und Landesebene), vieler liberaler Vorfeldorganisationen und zahlreicher liberaler Persönlichkeiten (u. a. Thomas Dehler, Wolfgang Mischnick, Hans-Dietrich Genscher) befindet sich im Archiv des Liberalismus der Friedrich-Naumann-Stiftung für die Freiheit in Gummersbach.

## Strömungen

### Schaumburger Kreis
Der Schaumburger Kreis vertritt liberal-konservative Wirtschaftsinteressen in der FDP. Bekannte Mitglieder sind Rainer Brüderle, Hermann Otto Solms, Patrick Döring, und Stefan Ruppert, früher auch Detlef Kleinert.

### Freiburger Kreis
Der Freiburger Kreis tritt in der Tradition der Freiburger Thesen für einen ganzheitlichen Liberalismus ein. Bekannte Mitglieder sind Carola von Braun und Sabine Leutheusser-Schnarrenberger, früher auch Gerhart Baum, Burkhard Hirsch und Walter Scheel. Die Strömung verlor seit den 1980er-Jahren fortwährend Mitglieder und an Bedeutung.

### Liberaler Aufbruch
Der Liberale Aufbruch bezeichnete sich selbst als Vertreter klassisch-liberaler Denkansätze. Er trat für die Einhaltung liberaler Ordnungspolitik ein und sah diese im damaligen Regierungshandeln verletzt.
Akteure waren unter anderem der Bundestagsabgeordnete Frank Schäffler, der ehemalige Europaabgeordnete Holger Krahmer sowie Carlos Gebauer.
2011 beim Verfahren für einen parteiinternen Mitgliederentscheid der FDP zum Europäischen Stabilitätsmechanismus auch Euro-Rettungsschirm genannt, der Ende 2011 knapp scheiterte, wurden Schäffler, Krahmer und Gebauer von Burkhard Hirsch unterstützt. Der Liberale Aufbruch ist seit ca. 2016 inaktiv.

### Libertäre Strömungen
Welchen Einfluss die in der FDP vorhandene Strömung des Libertarismus hat, wird diskutiert.
Die Libertäre Plattform in der FDP orientiert sich hauptsächlich an der Österreichischen Schule. Ihre Vertreter fordern einen strikten Minimalstaat, der sich allein auf Justiz, Polizei und Militär beschränkt. Vereinzelt finden sich auch Anarchokapitalisten in der Tradition von Hans-Hermann Hoppe.
Der ehemalige Bundestagsabgeordnete Frank Schäffler ist über das von ihm gegründete Prometheus-Institut mit dem libertären Atlas Network aus den USA verbunden. 2024 näherte Christian Lindner sich dem Libertarismus in einigen Punkten an: Er äußerte sich anerkennend über Elon Musk und Javier Milei mit der Einschränkung, dass „es hier auch Problematisches gibt“. In Deutschland brauche es mehr „Kraft zur Disruption“. Zudem sagte Lindner, es sei ein Versäumnis, dass in Deutschland keine „krypto-freundliche Politik ins Werk gesetzt“ werde.

### Liberale Offensive und Nationalliberale
Die FDP hatte bis in die späten 1960er-Jahre eine starke nationalliberale Prägung. In späteren Zeiten gab es immer wieder Bestrebungen, diese Strömung in der Partei wiederzubeleben. So formierte sich etwa 1995 die Liberale Offensive in der FDP um Alexander von Stahl, Achim Rohde, Rainer Zitelmann, Klaus Rainer Röhl und Heiner Kappel.
Ein Teil der Anhänger dieser Gruppierung schloss sich 1998 dem Bund freier Bürger an. Seit 2009 bestand unter Führung von Sven Tritschler der kurzlebige Stresemann Club als nationalliberales Netzwerk innerhalb der FDP. Im Zuge des Aufstiegs der AfD haben viele rechte Liberale die Partei gewechselt. Der Flügel war deshalb zeitweilig weniger aktiv, vertreten durch einige wenige in der FDP verbliebene Nationalliberale wie unter anderem die oben genannten Rohde und Zitelmann, Holger Zastrow sowie Thomas Kemmerich. In der Wahl Thomas Kemmerichs zum Ministerpräsidenten in Thüringen am 5. Februar 2020 und der anschließenden Regierungskrise sahen einige Beobachter ein Wiedererstarken der rechts- und nationalliberalen Strömung in der FDP.

## Finanzen

### Unternehmensbeteiligungen und Grundstücke
Das Haus- und Grundvermögen der Partei wird mit 2,8 Millionen Euro bewertet. Die FDP hält Firmenbeteiligungen im Wert von rund vier Millionen Euro.
Die FDP hält Anteile an folgenden Unternehmen:
- Reinhardtstraßenhöfe GmbH & Co. KG in Bonn zu 33,33 Prozent mit einem Eigenkapital von (−25.400.000) Euro
- Reinhardtstraßenhöfe Verwaltungs-GmbH in Siegburg, an der die FDP 33 Prozent hält
- Universum Verlag GmbH, 50 Prozent
- Universum Kommunikation und Medien AG, 50 Prozent
- liberal Verlag GmbH Berlin, 50 Prozent
- Naatz+Partner Produkt Service GmbH Idstein, 13 Prozent.

Vollständig gehören der FDP:
- Die LIBERAL Vermögensverwaltungsgesellschaft mbH in Bonn
- Liberale Wirtschafts-Dienstleistungs-GmbH, Düsseldorf
- Niedersachsen GmbH, Hannover
- Universum GmbH, Wiesbaden
- ProLogo Gesellschaft für Veranstaltungsorganisation mbH, Bonn.

### Geldflüsse und Reinvermögen
Die FDP verfügte 2019 über Einnahmen von 38.027.729,86 Euro, davon wurden etwa 15,4 Millionen Euro durch staatliche Mittel, etwa 12,6 Millionen Euro durch Mitgliedsbeiträge und Mandatsträgerbeiträge sowie knapp 8,0 Millionen Euro durch Spenden erlangt. 4,7 Prozent der Parteieinnahmen stammte aus Spenden von Unternehmen und anderen juristischen Personen.
| Spender                                                             | Betrag       |
| ------------------------------------------------------------------- | ------------ |
| R&W Industriebeteiligungen GmbH                                     | 100.000,00 € |
| Verband der Metall- und Elektroindustrie Baden-Württemberg e. V.    | 100.000,00 € |
| WI Bad Wörishofen GmbH                                              | 100.000,00 € |
| Verband der Bayerischen Metall- und Elektro-Industrie e. V.         | 60.000,00 €  |
| Deutsche Vermögensberatung AG                                       | 53.000,00 €  |
| Ralph Dommermuth GmbH & Co. KG Beteiligungsgesellschaft             | 48.000,00 €  |
| Bauwert AG                                                          | 45.000,00 €  |
| Verband der Metall- und Elektro-Industrie Nordrhein-Westfalen e. V. | 45.000,00 €  |
| HUSKELAPP Vermögensverwaltungsgesellschaft mbH                      | 40.000,00 €  |
| PRS Family Trust GmbH                                               | 40.000,00 €  |
| Verband der Chemischen Industrie e. V.                              | 37.000,00 €  |
| Airbus Defence and Space GmbH                                       | 30.000,00 €  |
| GHD GesundHeits GmbH Deutschland                                    | 25.000,00 €  |
| Peper & Söhne GmbH                                                  | 23.023,53 €  |
| HBDS Verwaltungsgesellschaft mbH                                    | 21.500,00 €  |
| Allianz Deutschland AG                                              | 20.000,00 €  |
| Evonik Industries AG                                                | 20.000,00 €  |
| HESTESKO Vermögensverwaltungsgesellschaft mbH                       | 20.000,00 €  |
| Minera Kraftstoffe – Mineraloelwerk Rempel GmbH                     | 20.000,00 €  |
| Robert Bosch GmbH                                                   | 20.000,00 €  |
| Savarpa Immobilien GmbH                                             | 20.000,00 €  |
| Dr. Theiss Naturwaren GmbH                                          | 19.900,00 €  |
| CentroPharm GmbH                                                    | 16.000,00 €  |
| Accentro Real Estate AG                                             | 15.000,00 €  |
| Dr. August Oetker KG                                                | 15.000,00 €  |
| ERGO Group AG                                                       | 15.000,00 €  |
| Münchener Rückversicherungsgesellschaft AG                          | 15.000,00 €  |
| Philip Morris GmbH                                                  | 15.000,00 €  |
| Koch KG Dach-, Wands- und Abdichtungstechnik                        | 13.600,00 €  |
| OSTON R.E. Beteiligungsgesellschaft mbH                             | 12.000,00 €  |
| Gauselmann AG                                                       | 11.000,00 €  |
| Elanders GmbH                                                       | 10.700,00 €  |

Im Jahr 2019 konnte die FDP einen Überschuss in Höhe von 2.986.141,10 Euro erzielen. Den Verbindlichkeiten in Höhe von etwa 21,3 Millionen Euro standen Forderungen in Höhe von etwa 39,7 Millionen Euro gegenüber, sodass die Gesamtpartei ein Reinvermögen in Höhe von knapp 18,4 Millionen Euro besaß.

### Spende der Substantia AG
Die FDP erhielt in den Jahren 2008 und 2009 vier Spenden von der Substantia AG in einer Gesamthöhe von 1,1 Millionen Euro, die sie entsprechend den Vorschriften zur Parteienfinanzierung jeweils innerhalb einer Woche bei der Bundestagsverwaltung anzeigte.
Die Substantia AG gehört der Familie Finck, die auch Mehrheitseigner der Mövenpick-Gruppe ist, welche in Deutschland neun Hotels betreibt. Die angesprochenen Spenden wurden von verschiedenen Seiten kritisiert, die einen Zusammenhang zwischen den Zahlungen und der Anfang 2010 auf Betreiben von FDP und CSU – welche im Vorfeld der Bayerischen Landtagswahl 2008 ebenfalls zwei größere Spenden von der Substantia AG erhalten hatte – durchgeführten Senkung der Umsatzsteuer für das Beherbergungsgewerbe durch das sogenannte Wachstumsbeschleunigungsgesetz – in der Presse auch „Mövenpick-Gesetz“ genannt – vermuteten. Die FDP wurde infolgedessen teils spöttisch als „Mövenpick-Partei“ bezeichnet. Die FDP selbst wehrte sich gegen diese Bezeichnung mit der Begründung, dass in der Vergangenheit auch viele Tourismuspolitiker aller im Bundestag vertretenen Parteien eine entsprechende Steuersenkung gefordert hätten.

### Spenden unter Möllemann
Anfang Juli 2009 erließ der Präsident des Deutschen Bundestages gegenüber der FDP einen Sanktionsbescheid, nach dem die FDP insgesamt 4.336.648,79 Euro an den Bundestag zahlen muss. In einem mehrjährigen Verfahren war nach Auffassung des Bundestagspräsidenten festgestellt worden, dass unter dem ehemaligen nordrhein-westfälischen Landesvorsitzenden Jürgen Möllemann gegen § 31c Parteiengesetz verstoßen worden sei, indem die Herkunft von Spenden im Umfang von etwa 785.000 Euro durch Stückelungen und falsche Angaben der Spendernamen verschleiert worden sei. Die wahre Herkunft der Spenden konnte nicht geklärt werden. Weitere Spenden im Wert von mehr als einer halben Million Euro in Gestalt von Wahlkampfmaßnahmen wie zum Beispiel Plakat- und Anzeigenaktionen seien unter Verstoß gegen § 31b Parteiengesetz nicht ordnungsgemäß im Rechenschaftsbericht der Partei veröffentlicht worden. Die FDP erhob gegen den Sanktionsbescheid Widerspruch. Sie bewertet die Vorgänge nicht als Verstöße gegen das Parteiengesetz. Außerdem sieht sie sich strenger als andere Parteien behandelt. Im Dezember 2009 wies das Verwaltungsgericht Berlin die Klage gegen den Strafbescheid des Bundestages zurück und verurteilte die Partei zur Zahlung einer Strafe in Höhe von 3,46 Millionen Euro, das Oberverwaltungsgericht bestätigte diese Entscheidung im November 2011. Ende April 2013 stellte das Bundesverwaltungsgericht die Fälligkeit von mindestens zwei Millionen Euro fest. Über den Rest (ca. 1,4 Millionen Euro) wurde die Angelegenheit mangels ausreichender Tatsachenfeststellungen an das Oberverwaltungsgericht Berlin-Brandenburg zurückverwiesen.

### Haltung zur Spendentransparenz
Zusammen mit der CDU/CSU lehnte die FDP im Innenausschuss in der 17. Wahlperiode des Deutschen Bundestages die Vorschläge der Staatengruppe gegen Korruption (GRECO) vom Dezember 2009 zu mehr Transparenz bei Parteispenden in Deutschland ab.

### Nebenorganisationen
Die Jungen Liberalen erhielten 2019 öffentliche Zuschüsse von insgesamt 599.480,66 Euro. Die Bundes- und Landesstiftungen der FDP erhielten 2007 zusammen Zuwendungen von rund 25 Millionen Euro.

## Wahlen und Mandate

### Bundestagswahlergebnisse seit 1949

Ergebnisse der FDP bei den Bundestagswahlen 1949–2021

FDP-Ergebnisse in den Bundesländern 2025

| Bundestagswahlergebnisse | Bundestagswahlergebnisse | Bundestagswahlergebnisse | Bundestagswahlergebnisse | Bundestagswahlergebnisse | Bundestagswahlergebnisse        |
| Jahr                     | Stimmenanzahl            | Stimmenanteil            | +/−                      | Sitze                    | Spitzenkandidat                 |
| ------------------------ | ------------------------ | ------------------------ | ------------------------ | ------------------------ | ------------------------------- |
| 1949                     | 2.829.920                | 11,9 %                   | ▲ 11,9 %                 | 53/402                   | Theodor Heuss und Franz Blücher |
| 1953                     | 2.629.163                | 9,5 %                    | ▼ 2,4 %                  | 53/509                   | Franz Blücher                   |
| 1957                     | 2.307.135                | 7,7 %                    | ▼ 1,8 %                  | 44/519                   | Reinhold Maier                  |
| 1961                     | 4.028.766                | 12,8 %                   | ▲ 5,1 %                  | 67/521                   | Erich Mende                     |
| 1965                     | 3.096.739                | 9,5 %                    | ▼ 3,3 %                  | 50/518                   | Erich Mende                     |
| 1969                     | 1.903.422                | 5,8 %                    | ▼ 3,7 %                  | 31/518                   | Walter Scheel                   |
| 1972                     | 3.129.982                | 8,4 %                    | ▲ 2,6 %                  | 42/518                   | Walter Scheel                   |
| 1976                     | 2.995.085                | 7,9 %                    | ▼ 0,5 %                  | 40/518                   | Hans-Dietrich Genscher          |
| 1980                     | 4.030.999                | 10,6 %                   | ▲ 2,7 %                  | 54/519                   | Hans-Dietrich Genscher          |
| 1983                     | 2.706.942                | 7,0 %                    | ▼ 3,6 %                  | 35/520                   | Hans-Dietrich Genscher          |
| 1987                     | 3.440.911                | 9,1 %                    | ▲ 2,1 %                  | 48/519                   | Martin Bangemann                |
| 1990                     | 5.123.233                | 11,0 %                   | ▲ 1,9 %                  | 79/662                   | Otto Graf Lambsdorff            |
| 1994                     | 3.258.407                | 6,9 %                    | ▼ 4,1 %                  | 47/672                   | Klaus Kinkel                    |
| 1998                     | 3.080.955                | 6,2 %                    | ▼ 0,7 %                  | 43/669                   | Wolfgang Gerhardt               |
| 2002                     | 3.538.815                | 7,4 %                    | ▲ 1,2 %                  | 47/603                   | Guido Westerwelle 1             |
| 2005                     | 4.648.144                | 9,8 %                    | ▲ 2,4 %                  | 61/614                   | Guido Westerwelle               |
| 2009                     | 6.316.080                | 14,6 %                   | ▲ 4,8 %                  | 93/622                   | Guido Westerwelle               |
| 2013                     | 2.083.533                | 4,8 %                    | ▼ 9,8 %                  | 0/631                    | Rainer Brüderle                 |
| 2017                     | 4.997.178                | 10,7 %                   | ▲ 5,9 %                  | 80/709                   | Christian Lindner               |
| 2021                     | 5.291.013                | 11,4 %                   | ▲ 0,7 %                  | 91/735                   | Christian Lindner               |
| 2025                     | 2.148.757                | 4,3 %                    | ▼ 7,1 %                  | 0/630                    | Christian Lindner               |

### Europawahlergebnisse seit 1979

Ergebnisse der FDP bei den Europawahlen 1979–2019

| Europawahlergebnisse | Europawahlergebnisse | Europawahlergebnisse | Europawahlergebnisse | Europawahlergebnisse | Europawahlergebnisse          |
| Jahr                 | Stimmenanzahl        | Stimmenanteil        | +/−                  | Sitze                | Spitzenkandidat               |
| -------------------- | -------------------- | -------------------- | -------------------- | -------------------- | ----------------------------- |
| 1979                 | 1.662.621            | 6,0 %                | ▲ 6,0 %              | 4/81                 | Martin Bangemann              |
| 1984                 | 1.192.624            | 4,8 %                | ▼ 1,2 %              | 0/81                 | Martin Bangemann              |
| 1989                 | 1.576.715            | 5,6 %                | ▲ 0,8 %              | 4/81                 | Rüdiger von Wechmar           |
| 1994                 | 1.442.857            | 4,1 %                | ▼ 1,5 %              | 0/99                 | Uta Würfel                    |
| 1999                 | 820.371              | 3,0 %                | ▼ 1,5 %              | 0/99                 | Helmut Haussmann              |
| 2004                 | 1.565.431            | 6,1 %                | ▲ 3,1 %              | 7/99                 | Silvana Koch-Mehrin           |
| 2009                 | 2.888.084            | 11,0 %               | ▲ 4,9 %              | 12/99                | Silvana Koch-Mehrin           |
| 2014                 | 986.841              | 3,4 %                | ▼ 7,6 %              | 3/96                 | Alexander Graf Lambsdorff     |
| 2019                 | 2.028.353            | 5,4 %                | ▲ 2,0 %              | 5/96                 | Nicola Beer                   |
| 2024                 | 2.061.334            | 5,2 %                | ▼ 0,2 %              | 5/96                 | Marie-Agnes Strack-Zimmermann |

### Landtagswahlergebnisse seit 1990
| Jahr | BW   | BY  | BE  | BB    | HB  | HH     | HE   | MV  | NI  | NW   | RP  | SL  | SN   | ST   | SH   | TH    | DEU  | EU    |
| ---- | ---- | --- | --- | ----- | --- | ------ | ---- | --- | --- | ---- | --- | --- | ---- | ---- | ---- | ----- | ---- | ----- |
| 1990 |      | 5,2 | 7,1 | 6,6   |     |        |      | 5,5 | 6,0 | 5,8  |     | 5,6 | 5,3  | 13,5 |      | 9,3   | 11,0 |       |
| 1991 | 9,5  | 5,2 | 7,1 | 6,6   | 5,4 | 7,4    | 6,9  | 5,5 | 6,0 | 5,8  |     | 5,6 | 5,3  | 13,5 |      | 9,3   | 11,0 |       |
| 1992 | 9,5  | 5,2 | 7,1 | 6,6   | 5,4 | 7,4    | 6,9  | 5,5 | 6,0 | 5,8  | 5,9 | 5,6 | 5,3  | 13,5 | 5,6  | 9,3   | 11,0 |       |
| 1993 | 9,5  | 5,2 | 7,1 | 6,6   | 4,2 | 7,4    | 6,9  | 5,5 | 6,0 | 5,8  | 5,9 | 5,6 | 5,3  | 13,5 | 5,6  | 9,3   | 11,0 |       |
| 1994 | 9,5  | 2,8 | 7,1 | 2,2   | 4,2 | 7,4    | 6,9  | 3,8 | 4,4 | 5,8  | 5,9 | 2,1 | 1,7  | 3,6  | 5,6  | 3,2   | 6,9  | 4,1   |
| 1995 | 2,5  | 2,8 | 3,4 | 2,2   | 4,2 | 7,4    | 6,9  | 3,8 | 4,4 | 4,0  | 5,9 | 2,1 | 1,7  | 3,6  | 5,6  | 3,2   | 6,9  | 4,1   |
| 1996 | 2,5  | 2,8 | 3,4 | 2,2   | 4,2 | 7,4    | 9,6  | 3,8 | 4,4 | 4,0  | 8,9 | 2,1 | 1,7  | 3,6  | 5,7  | 3,2   | 6,9  | 4,1   |
| 1997 | 2,5  | 2,8 | 3,4 | 2,2   | 3,5 | 7,4    | 9,6  | 3,8 | 4,4 | 4,0  | 8,9 | 2,1 | 1,7  | 3,6  | 5,7  | 3,2   | 6,9  | 4,1   |
| 1998 | 2,5  | 1,7 | 3,4 | 2,2   | 3,5 | 7,4    | 9,6  | 1,6 | 4,9 | 4,0  | 8,9 | 2,1 | 1,7  | 4,2  | 5,7  | 3,2   | 6,2  | 4,1   |
| 1999 | 2,2  | 1,7 | 1,9 | 2,5   | 3,5 | 5,1    | 9,6  | 1,6 | 4,9 | 4,0  | 8,9 | 2,6 | 1,1  | 4,2  | 5,7  | 1,1   | 6,2  | 3,0   |
| 2000 | 2,2  | 1,7 | 1,9 | 2,5   | 3,5 | 5,1    | 9,6  | 1,6 | 4,9 | 9,8  | 8,9 | 2,6 | 1,1  | 4,2  | 7,6  | 1,1   | 6,2  | 3,0   |
| 2001 | 8,1  | 1,7 | 1,9 | 2,5   | 9,9 | 5,1    | 5,1  | 1,6 | 4,9 | 9,8  | 7,8 | 2,6 | 1,1  | 4,2  | 7,6  | 1,1   | 6,2  | 3,0   |
| 2002 | 8,1  | 1,7 | 1,9 | 2,5   | 9,9 | 5,1    | 5,1  | 4,7 | 4,9 | 9,8  | 7,8 | 2,6 | 1,1  | 13,3 | 7,6  | 1,1   | 7,4  | 3,0   |
| 2003 | 8,1  | 2,6 | 1,9 | 4,2 1 | 9,9 | 7,9    | 5,1  | 4,7 | 8,1 | 9,8  | 7,8 | 2,6 | 1,1  | 13,3 | 7,6  | 1,1   | 7,4  | 3,0   |
| 2004 | 8,1  | 2,6 | 3,3 | 4,2 1 | 9,9 | 7,9    | 2,8  | 4,7 | 8,1 | 9,8  | 7,8 | 5,2 | 5,9  | 13,3 | 7,6  | 3,6   | 7,4  | 6,1   |
| 2005 | 8,1  | 2,6 | 3,3 | 4,2 1 | 9,9 | 7,9    | 2,8  | 4,7 | 8,1 | 6,2  | 7,8 | 5,2 | 5,9  | 13,3 | 6,6  | 3,6   | 9,8  | 6,1   |
| 2006 | 10,7 | 2,6 | 3,3 | 4,2 1 | 7,6 | 7,9    | 2,8  | 9,6 | 8,1 | 6,2  | 8,0 | 5,2 | 5,9  | 6,7  | 6,6  | 3,6   | 9,8  | 6,1   |
| 2007 | 10,7 | 2,6 | 3,3 | 6,0   | 7,6 | 7,9    | 2,8  | 9,6 | 8,1 | 6,2  | 8,0 | 5,2 | 5,9  | 6,7  | 6,6  | 3,6   | 9,8  | 6,1   |
| 2008 | 10,7 | 8,0 | 3,3 | 6,0   | 7,6 | 4,8    | 9,4  | 9,6 | 8,2 | 6,2  | 8,0 | 5,2 | 5,9  | 6,7  | 6,6  | 3,6   | 9,8  | 6,1   |
| 2009 | 10,7 | 8,0 | 7,2 | 6,0   | 7,6 | 4,8    | 16,2 | 9,6 | 8,2 | 6,2  | 8,0 | 9,2 | 10,0 | 6,7  | 14,9 | 7,6   | 14,6 | 11,0  |
| 2010 | 10,7 | 8,0 | 7,2 | 6,0   | 7,6 | 4,8    | 16,2 | 9,6 | 8,2 | 6,7  | 8,0 | 9,2 | 10,0 | 6,7  | 14,9 | 7,6   | 14,6 | 11,0  |
| 2011 | 5,3  | 8,0 | 7,2 | 1,8   | 2,4 | 6,7    | 16,2 | 2,8 | 8,2 | 6,7  | 4,2 | 9,2 | 10,0 | 3,8  | 14,9 | 7,6   | 14,6 | 11,0  |
| 2012 | 5,3  | 8,0 | 7,2 | 1,8   | 2,4 | 6,7    | 16,2 | 2,8 | 8,2 | 8,6  | 4,2 | 1,2 | 10,0 | 3,8  | 8,2  | 7,6   | 14,6 | 11,0  |
| 2013 | 5,3  | 3,3 | 7,2 | 1,8   | 2,4 | 6,7    | 5,0  | 2,8 | 9,9 | 8,6  | 4,2 | 1,2 | 10,0 | 3,8  | 8,2  | 7,6   | 4,8  | 11,0  |
| 2014 | 5,3  | 3,3 | 1,5 | 1,8   | 2,4 | 6,7    | 5,0  | 2,8 | 9,9 | 8,6  | 4,2 | 1,2 | 3,8  | 3,8  | 8,2  | 2,5   | 4,8  | 3,4 2 |
| 2015 | 5,3  | 3,3 | 1,5 | 1,8   | 6,6 | 7,4    | 5,0  | 2,8 | 9,9 | 8,6  | 4,2 | 1,2 | 3,8  | 3,8  | 8,2  | 2,5   | 4,8  | 3,4 2 |
| 2016 | 8,3  | 3,3 | 1,5 | 6,7   | 6,6 | 7,4    | 5,0  | 3,0 | 9,9 | 8,6  | 6,2 | 1,2 | 3,8  | 4,9  | 8,2  | 2,5   | 4,8  | 3,4 2 |
| 2017 | 8,3  | 3,3 | 1,5 | 6,7   | 6,6 | 7,4    | 5,0  | 3,0 | 7,5 | 12,6 | 6,2 | 3,3 | 3,8  | 4,9  | 11,5 | 2,5   | 10,7 | 3,4 2 |
| 2018 | 8,3  | 5,1 | 1,5 | 6,7   | 6,6 | 7,4    | 7,5  | 3,0 | 7,5 | 12,6 | 6,2 | 3,3 | 3,8  | 4,9  | 11,5 | 2,5   | 10,7 | 3,4 2 |
| 2019 | 8,3  | 5,1 | 4,1 | 6,7   | 5,9 | 7,4    | 7,5  | 3,0 | 7,5 | 12,6 | 6,2 | 3,3 | 4,5  | 4,9  | 11,5 | 5,0 3 | 10,7 | 5,4   |
| 2020 | 8,3  | 5,1 | 4,1 | 6,7   | 5,9 | 4,97 4 | 7,5  | 3,0 | 7,5 | 12,6 | 6,2 | 3,3 | 4,5  | 4,9  | 11,5 | 5,0 3 | 10,7 | 5,4   |
| 2021 | 10,5 | 5,1 | 4,1 | 7,2   | 5,9 | 4,97 4 | 7,5  | 5,8 | 7,5 | 12,6 | 5,5 | 3,3 | 4,5  | 6,4  | 11,5 | 5,0 3 | 11,4 | 5,4   |
| 2022 | 10,5 | 5,1 | 4,1 | 7,2   | 5,9 | 4,97 4 | 7,5  | 5,8 | 4,7 | 5,9  | 5,5 | 4,8 | 4,5  | 6,4  | 6,4  | 5,0 3 | 11,4 | 5,4   |
| 2023 | 10,5 | 3,0 | 4,1 | 4,6   | 5,1 | 4,97 4 | 5,0  | 5,8 | 4,7 | 5,9  | 5,5 | 4,8 | 4,5  | 6,4  | 6,4  | 5,0 3 | 11,4 | 5,4   |
| 2024 | 10,5 | 3,0 | 0,8 | 4,6   | 5,1 | 4,97 4 | 5,0  | 5,8 | 4,7 | 5,9  | 5,5 | 4,8 | 0,9  | 6,4  | 6,4  | 1,1   | 11,4 | 5,2   |
| 2025 | 10,5 | 3,0 | 0,8 | 4,6   | 5,1 | 2,3    | 5,0  | 5,8 | 4,7 | 5,9  | 5,5 | 4,8 | 0,9  | 6,4  | 6,4  | 1,1   | 4,3  | 5,2   |

| Im Parlament vertreten                                               |
| In der Regierung vertreten                                           |
| fett: Bestes Ergebnis in diesem Land bzw. im Bund seit 1949          |
| kursiv: Schlechtestes Ergebnis in diesem Land bzw. im Bund seit 1949 |

### Mandatsträger
Die folgende Tabelle ist eine Übersicht, welche die Besetzung von Mandaten in den einzelnen Bundesländern zeigen soll. Dabei stammen die Zahlen der kommunalen Mandatsträger teilweise aus den Jahren 2016 und davor.
| Bundesland             | Wahlergebnis | Jahr 1 | Landtagsabgeordnete 2 | davon weiblich | kommunale Mandate | Bundestagsabgeordnete |
| ---------------------- | ------------ | ------ | --------------------- | -------------- | ----------------- | --------------------- |
| Baden-Württemberg      | 10,5 %       | 2021   | 18                    | 2              | 370               | 0                     |
| Bayern                 | 03,0 %       | 2023   | 0                     | 0              | 296               | 0                     |
| Berlin                 | 04,6 %       | 2023   | 0                     | 0              | 33                | 0                     |
| Brandenburg            | 00,8 %       | 2024   | 0                     | 0              | 44                | 0                     |
| Bremen                 | 05,1 %       | 2023   | 5                     | 0              | 20                | 0                     |
| Hamburg                | 2,3 %        | 2025   | 0                     | 0              | 23                | 0                     |
| Hessen                 | 05,0 %       | 2023   | 8                     | 2              | 123               | 0                     |
| Mecklenburg-Vorpommern | 05,8 %       | 2021   | 4                     | 3              | 18                | 0                     |
| Niedersachsen          | 04,7 %       | 2022   | 0                     | 0              | 577               | 0                     |
| Nordrhein-Westfalen    | 5,9 %        | 2022   | 12                    | 2              | 850               | 0                     |
| Rheinland-Pfalz        | 05,5 %       | 2021   | 6                     | 2              | 228               | 0                     |
| Saarland               | 04,8 %       | 2022   | 0                     | 0              | 58                | 0                     |
| Sachsen                | 00,9 %       | 2024   | 0                     | 0              | 340               | 0                     |
| Sachsen-Anhalt         | 06,4 %       | 2021   | 7                     | 2              | 171               | 0                     |
| Schleswig-Holstein     | 06,4 %       | 2022   | 5                     | 1              | 38 3              | 0                     |
| Thüringen              | 01,1 %       | 2024   | 0                     | 0              | 194               | 0                     |
| Gesamt                 |              |        | 65                    | 14             | 3345              | 0                     |

## Persönlichkeiten

### Bundesvorsitzende

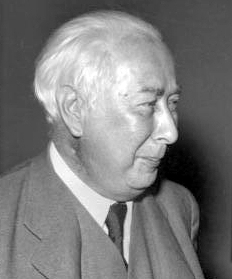
Theodor Heuss 1948–1949
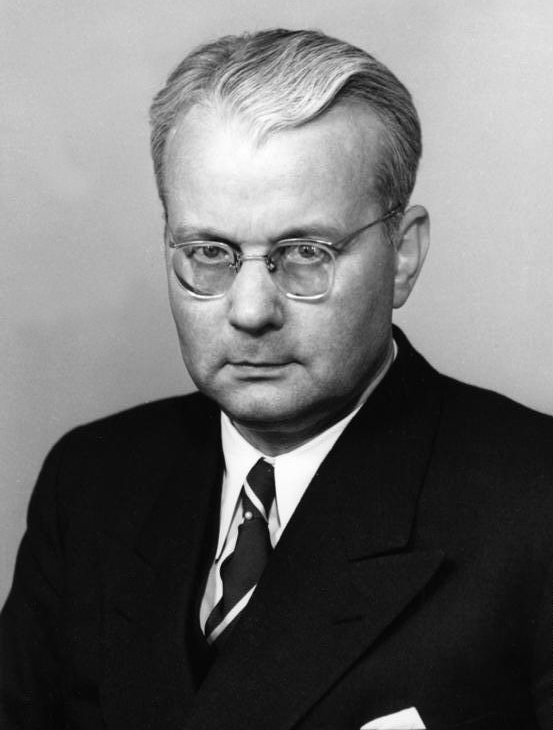
Franz Blücher 1949–1954
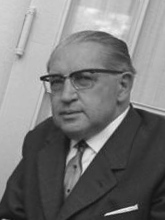
Thomas Dehler 1954–1957
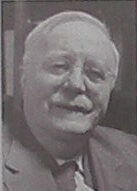
Reinhold Maier 1957–1960
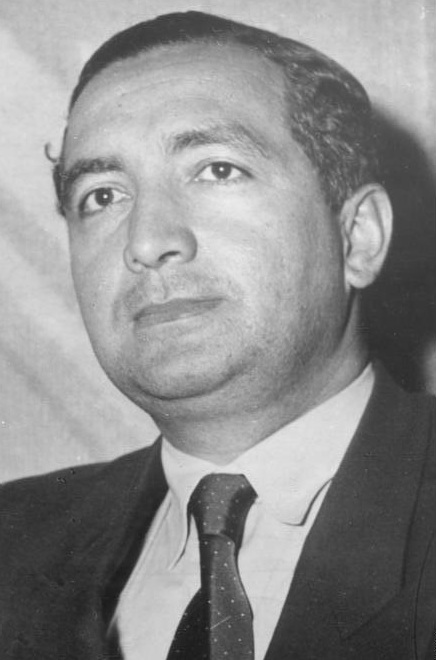
Erich Mende 1960–1968
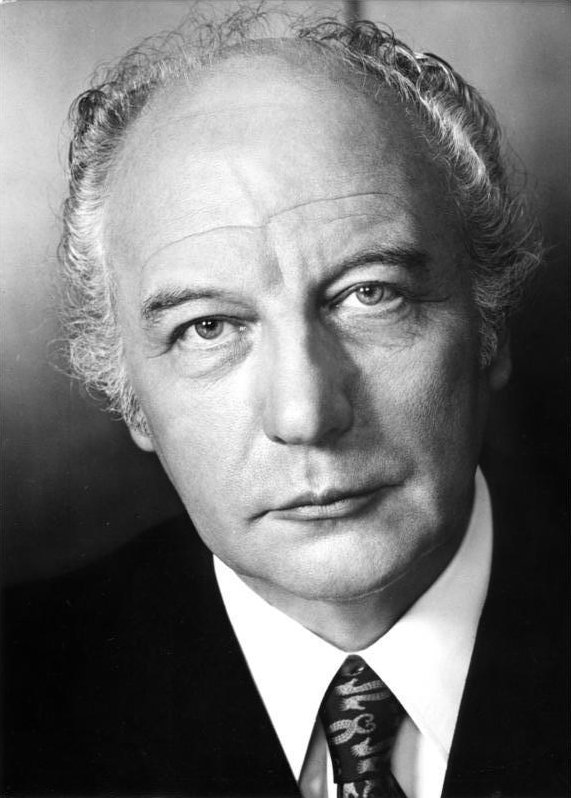
Walter Scheel 1968–1974
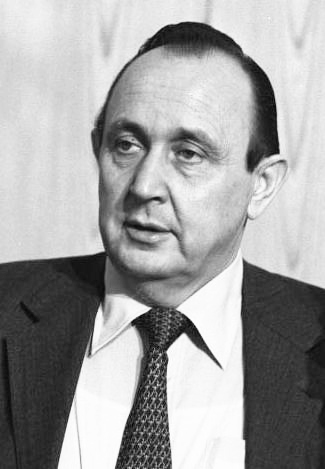
Hans-Dietrich Genscher 1974–1985
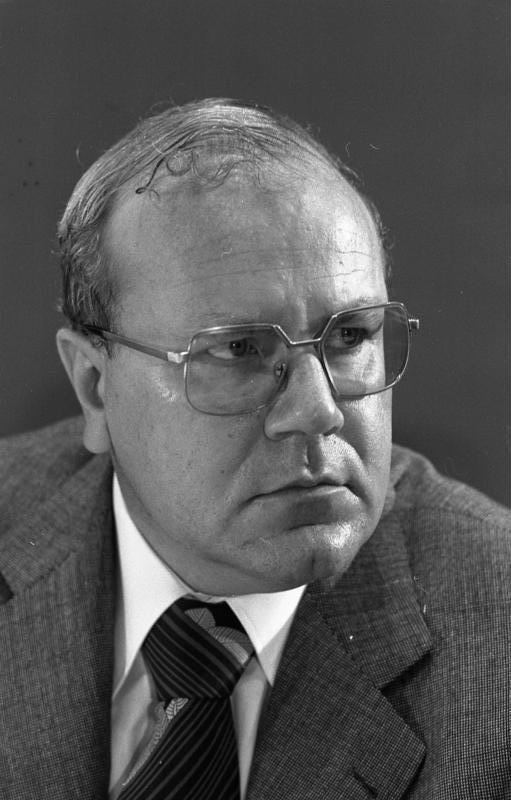
Martin Bangemann 1985–1988
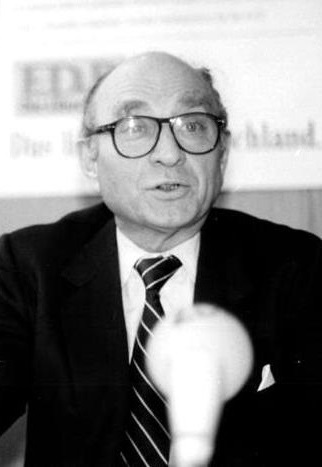
Otto Graf Lambsdorff 1988–1993
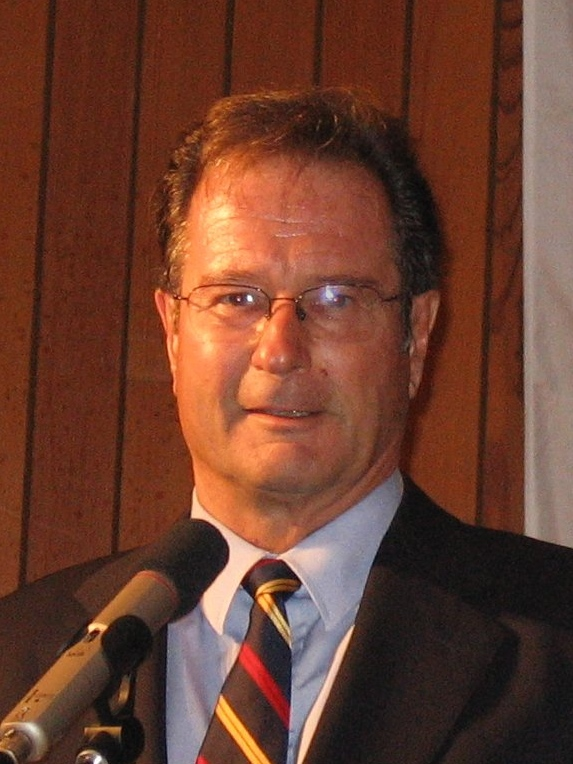
Klaus Kinkel 1993–1995
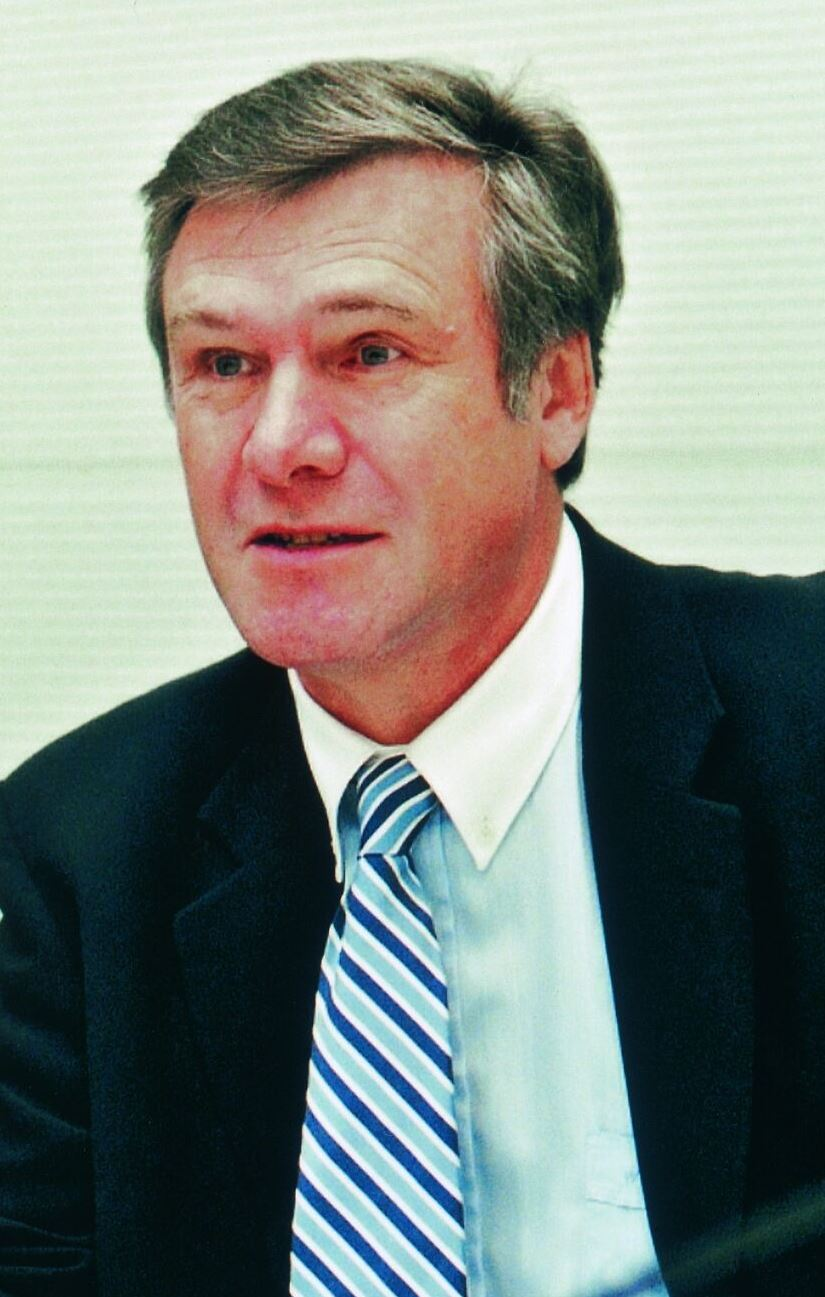
Wolfgang Gerhardt 1995–2001
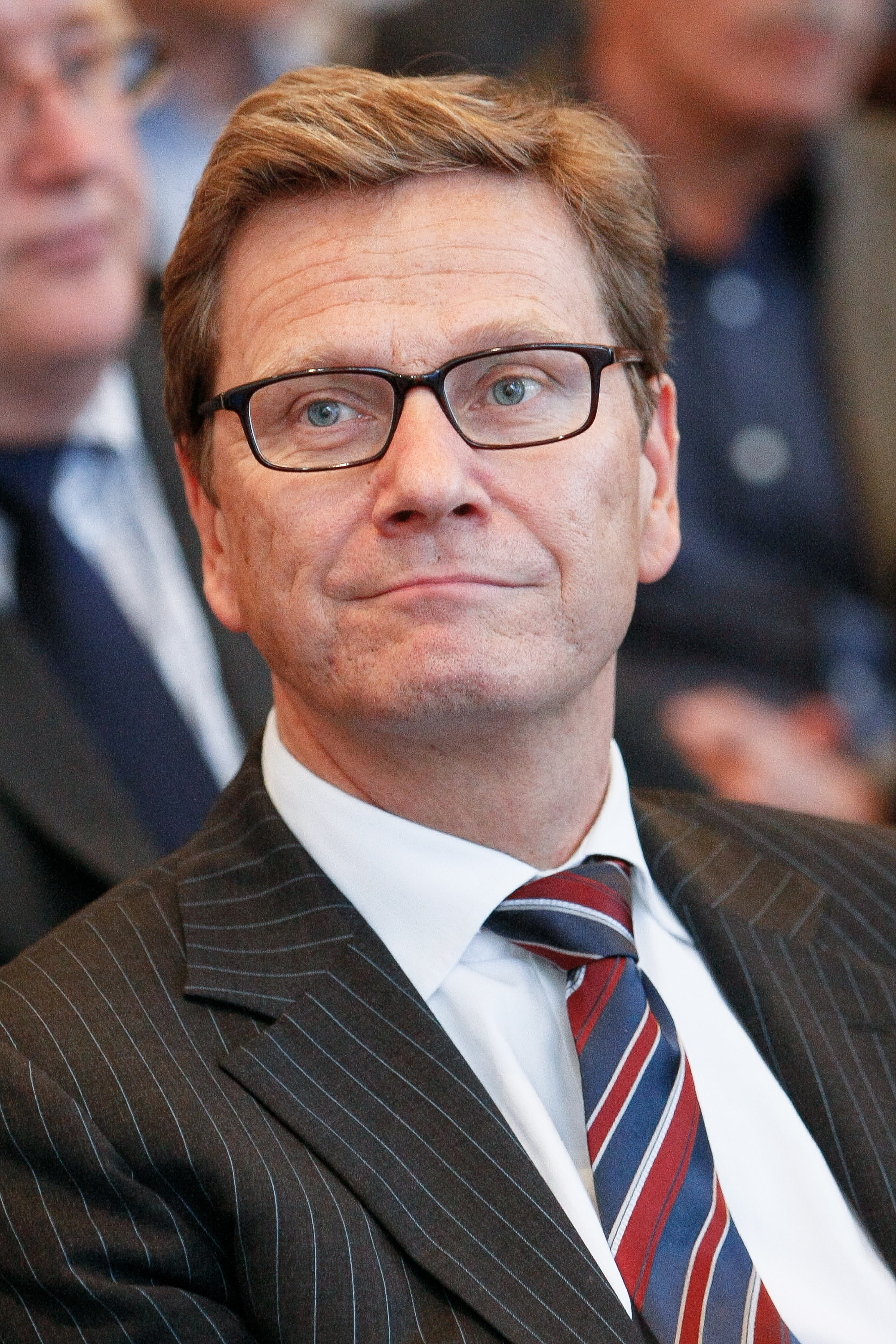
Guido Westerwelle 2001–2011
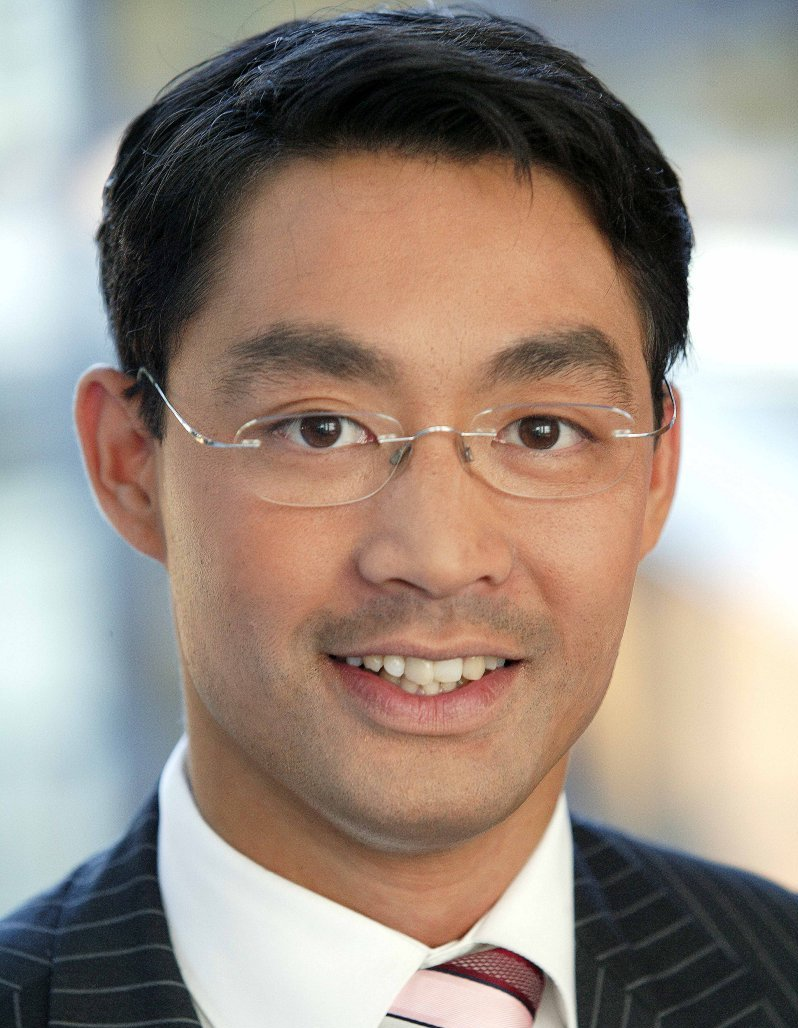
Philipp Rösler 2011–2013
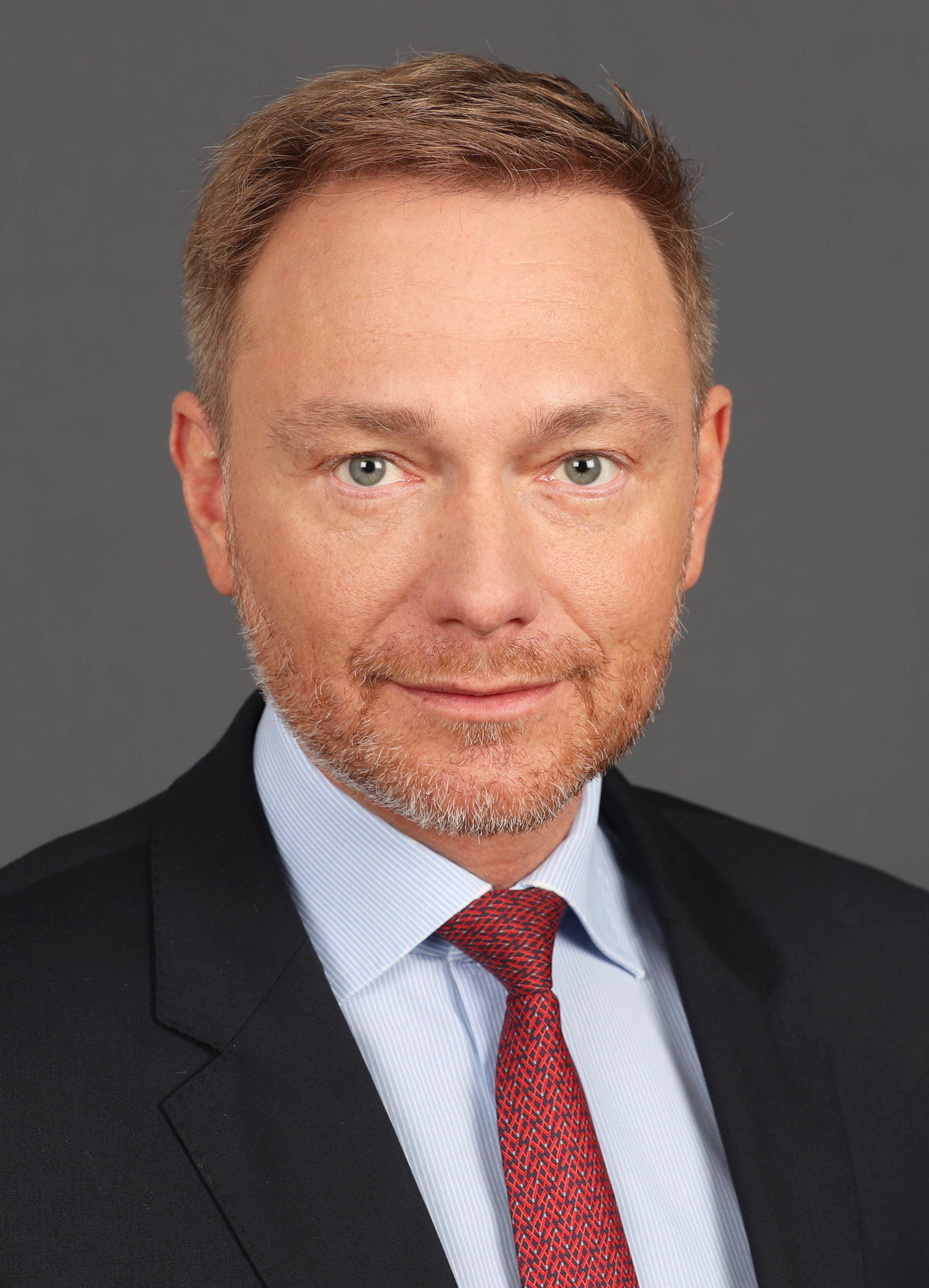
Christian Lindner 2013–2025
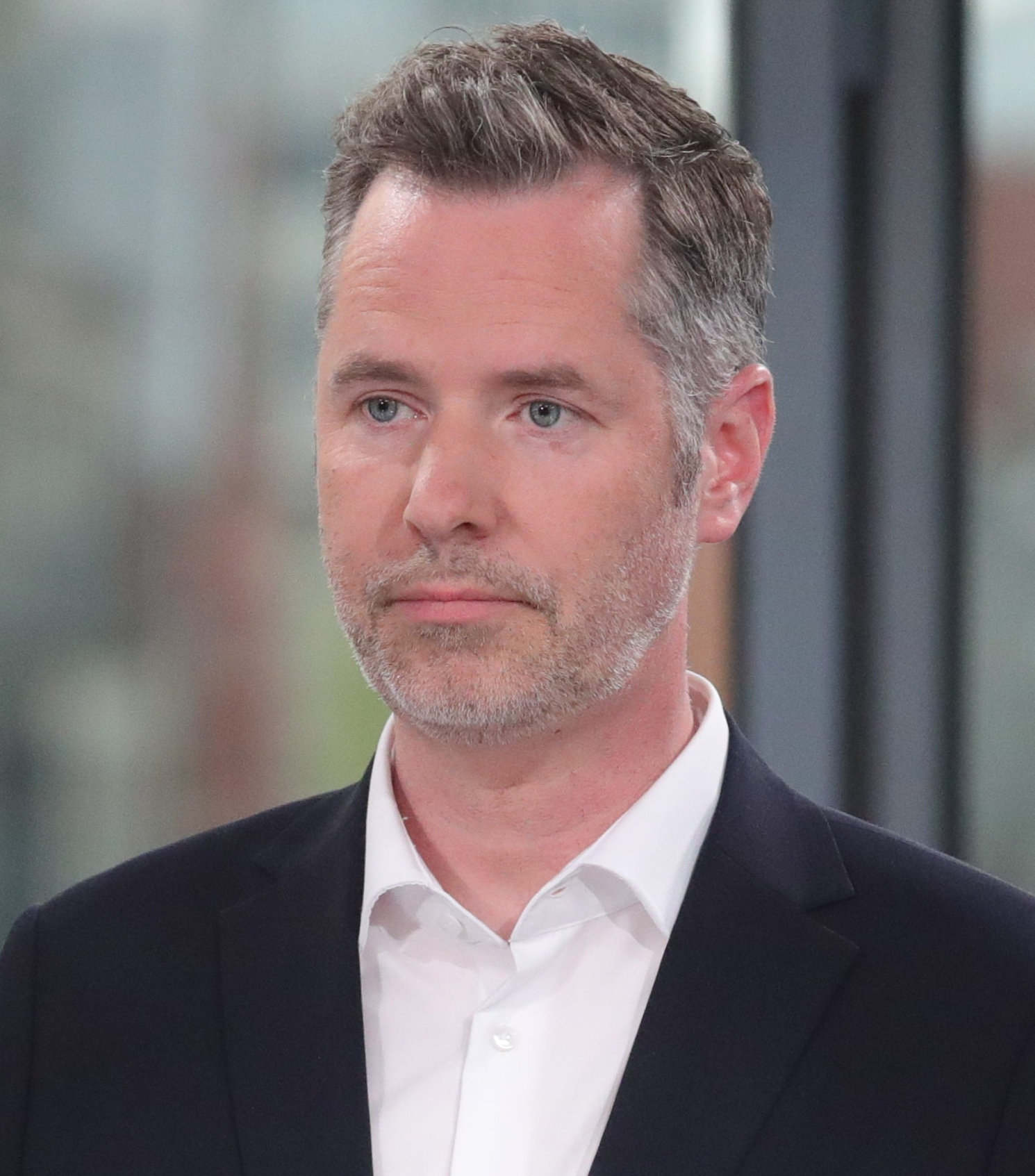
Christian Dürr seit 2025

### Ehrenvorsitzende
Ehrenvorsitzende der FDP waren Marie-Elisabeth Lüders (1957–1966), Reinhold Maier (1960–1971), Walter Scheel (1979–2016), Hans-Dietrich Genscher (1992–2016), Otto Graf Lambsdorff (1993–2009). Seit 2020 ist Hermann Otto Solms Ehrenvorsitzender.

### Generalsekretäre

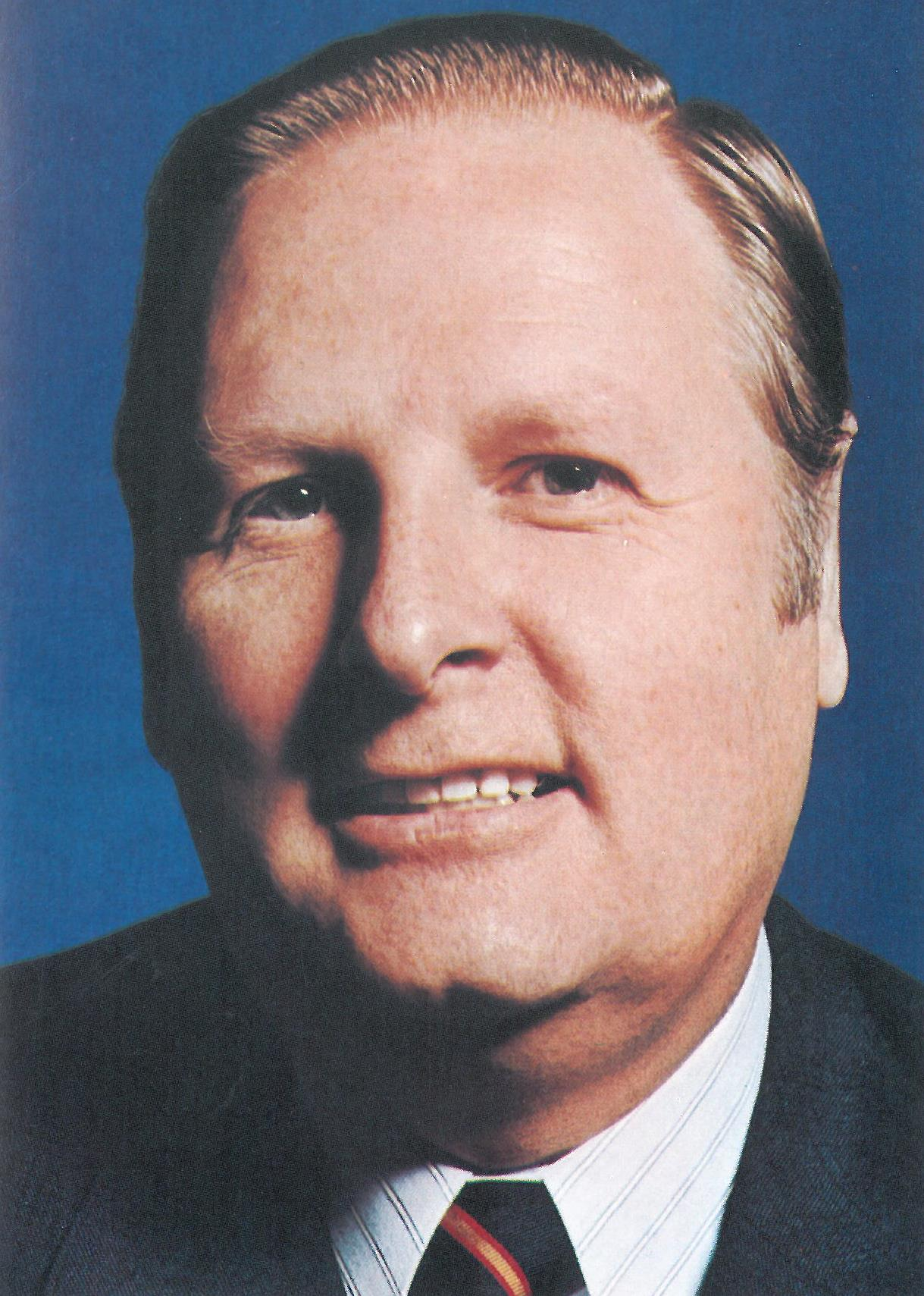
Karl-Hermann Flach 1971–1973
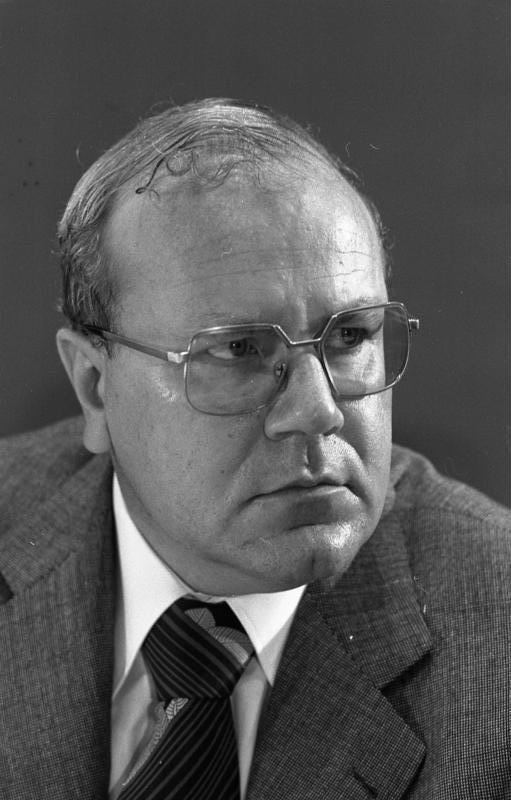
Martin Bangemann 1974–1975
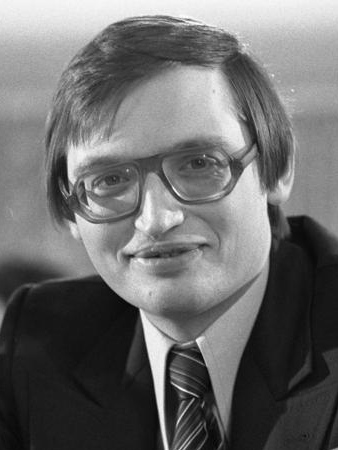
Günter Verheugen 1978–1982
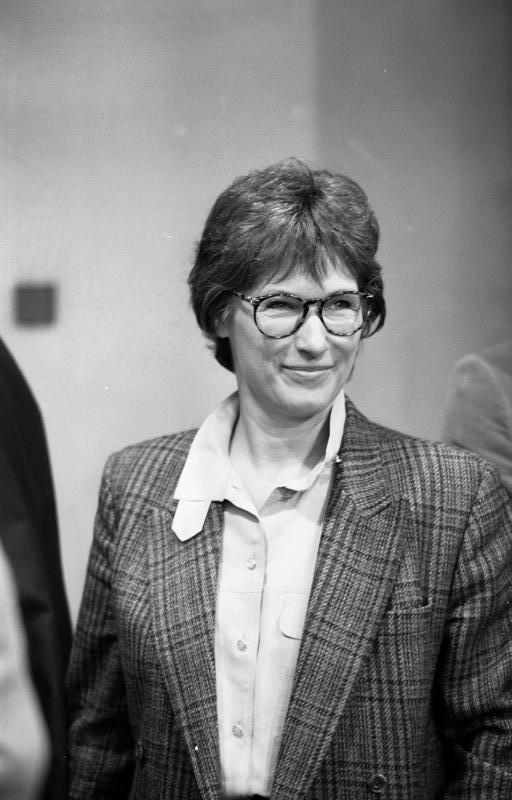
Irmgard Adam-Schwaetzer 1982–1984
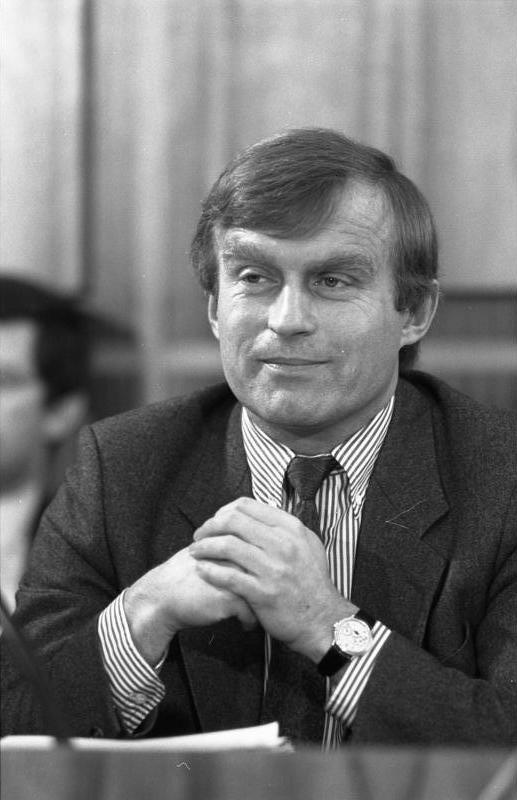
Helmut Haussmann 1984–1988
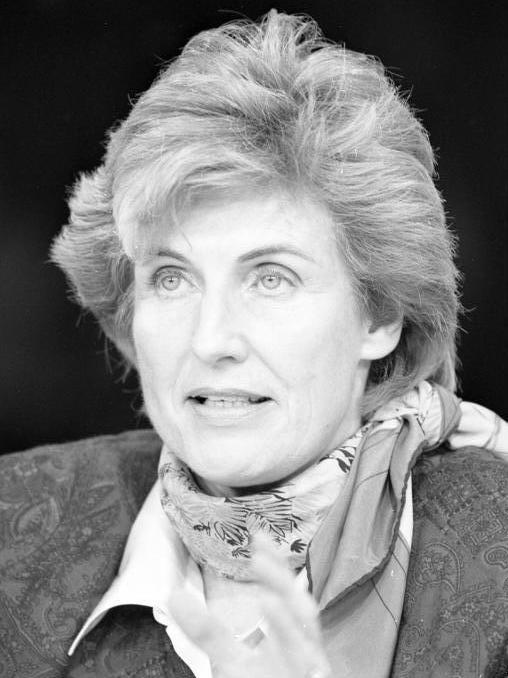
Cornelia Schmalz-Jacobsen 1988–1991
Uwe Lühr 1991–1993
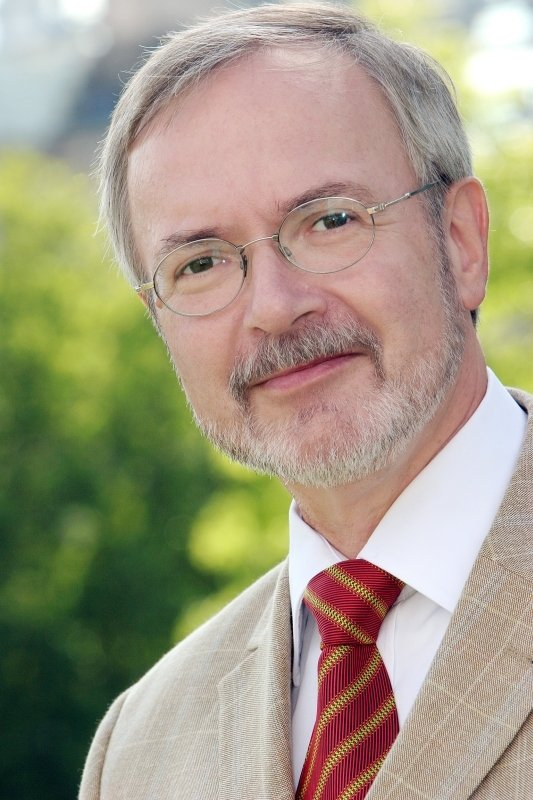
Werner Hoyer 1993–1994
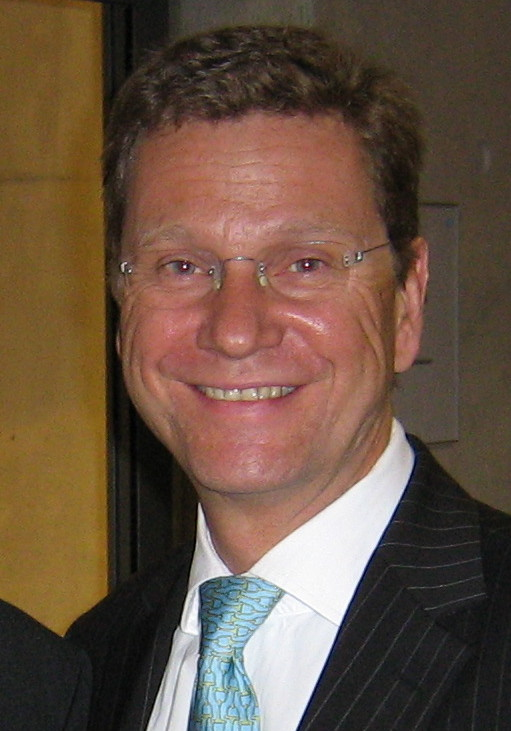
Guido Westerwelle 1994–2001
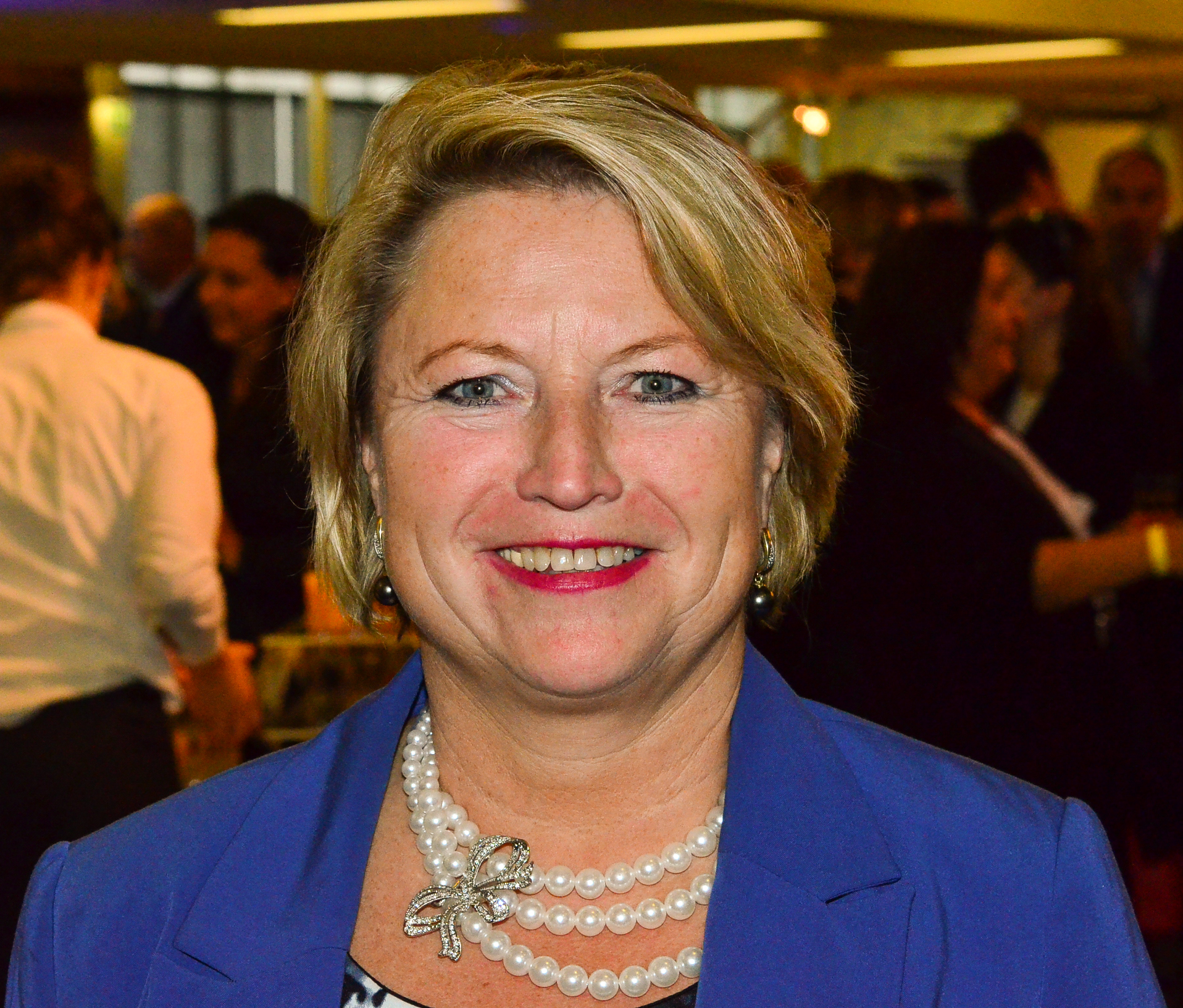
Cornelia Pieper 2001–2005
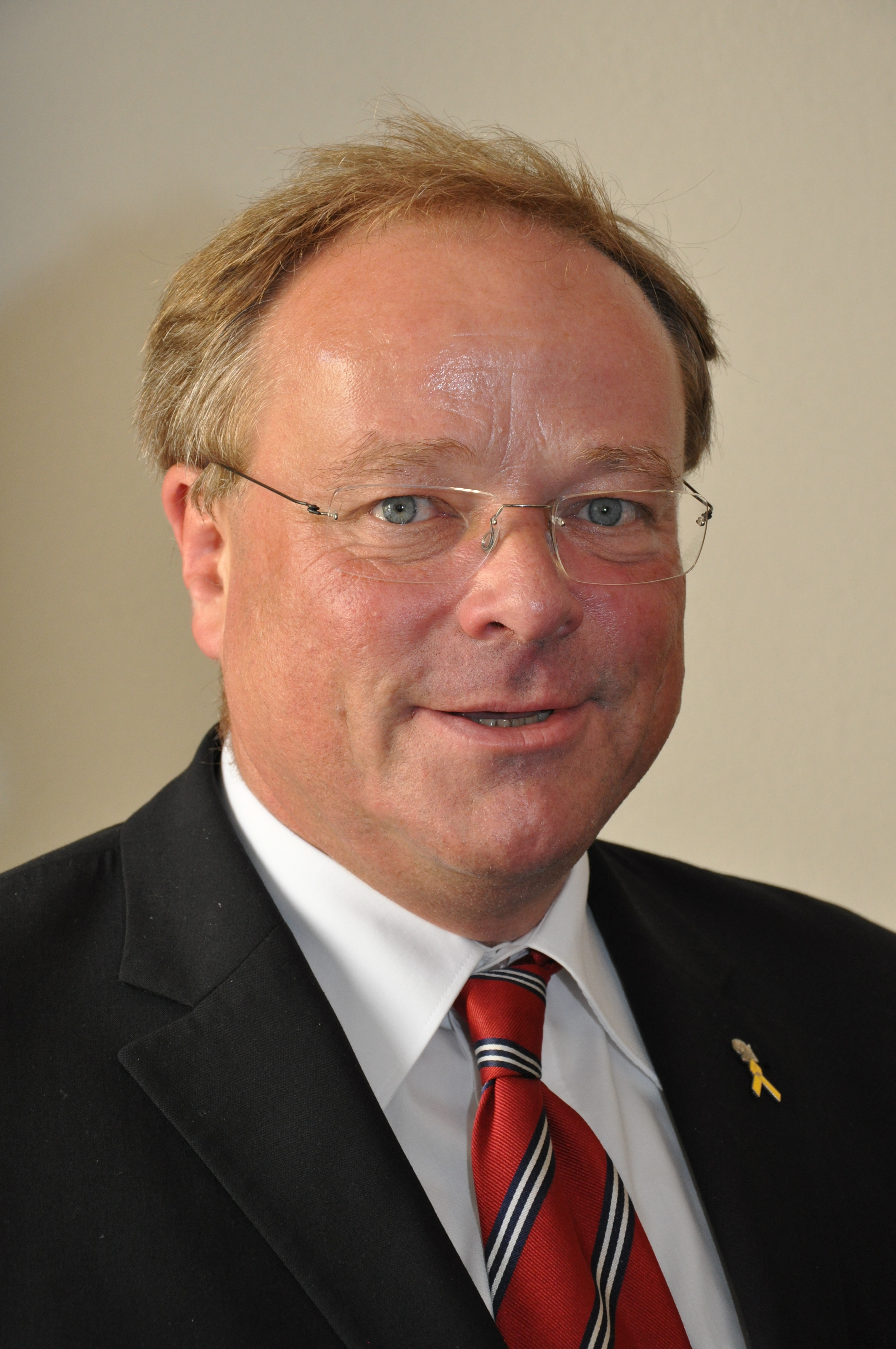
Dirk Niebel 2005–2009
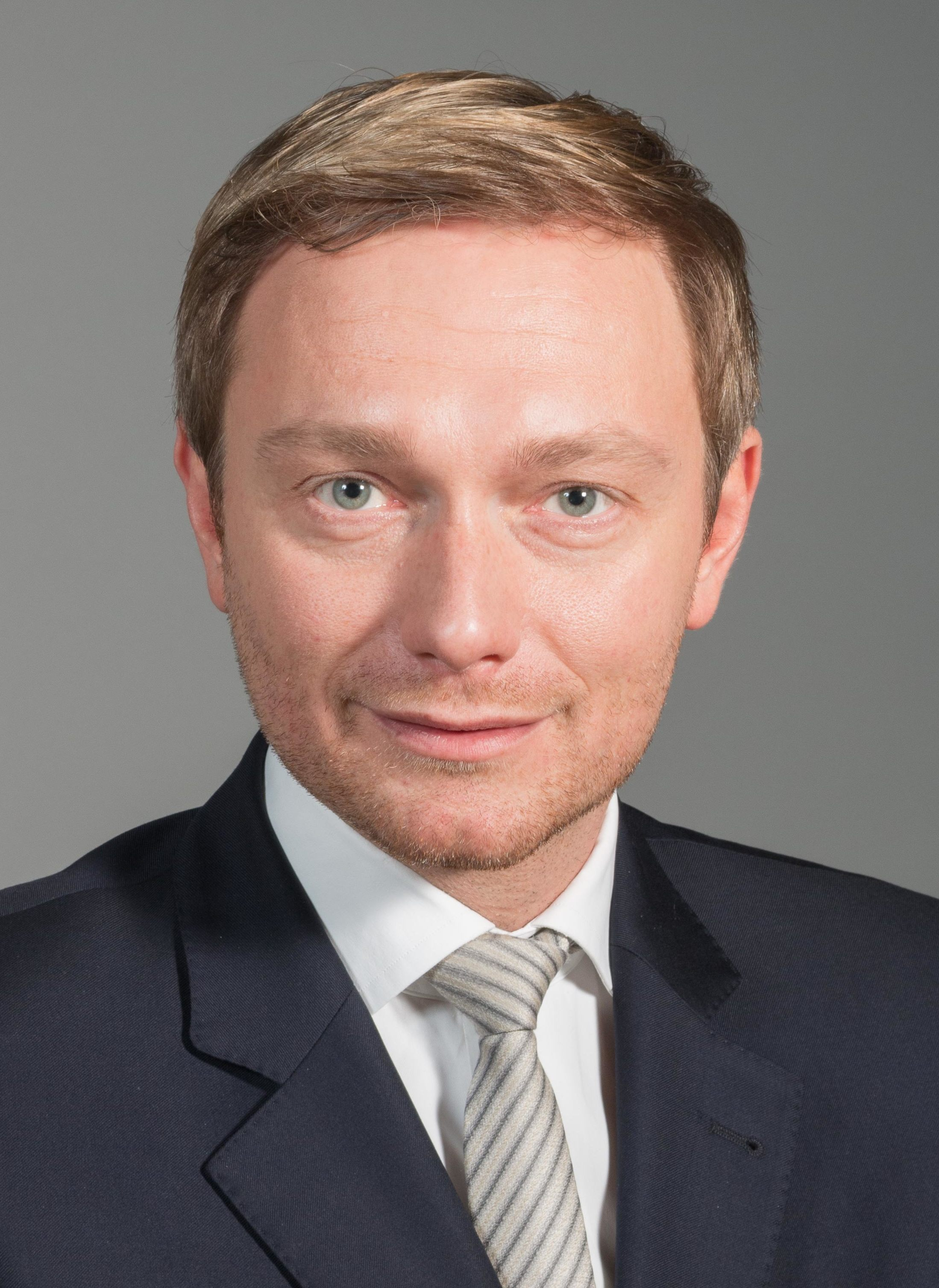
Christian Lindner 2009–2011
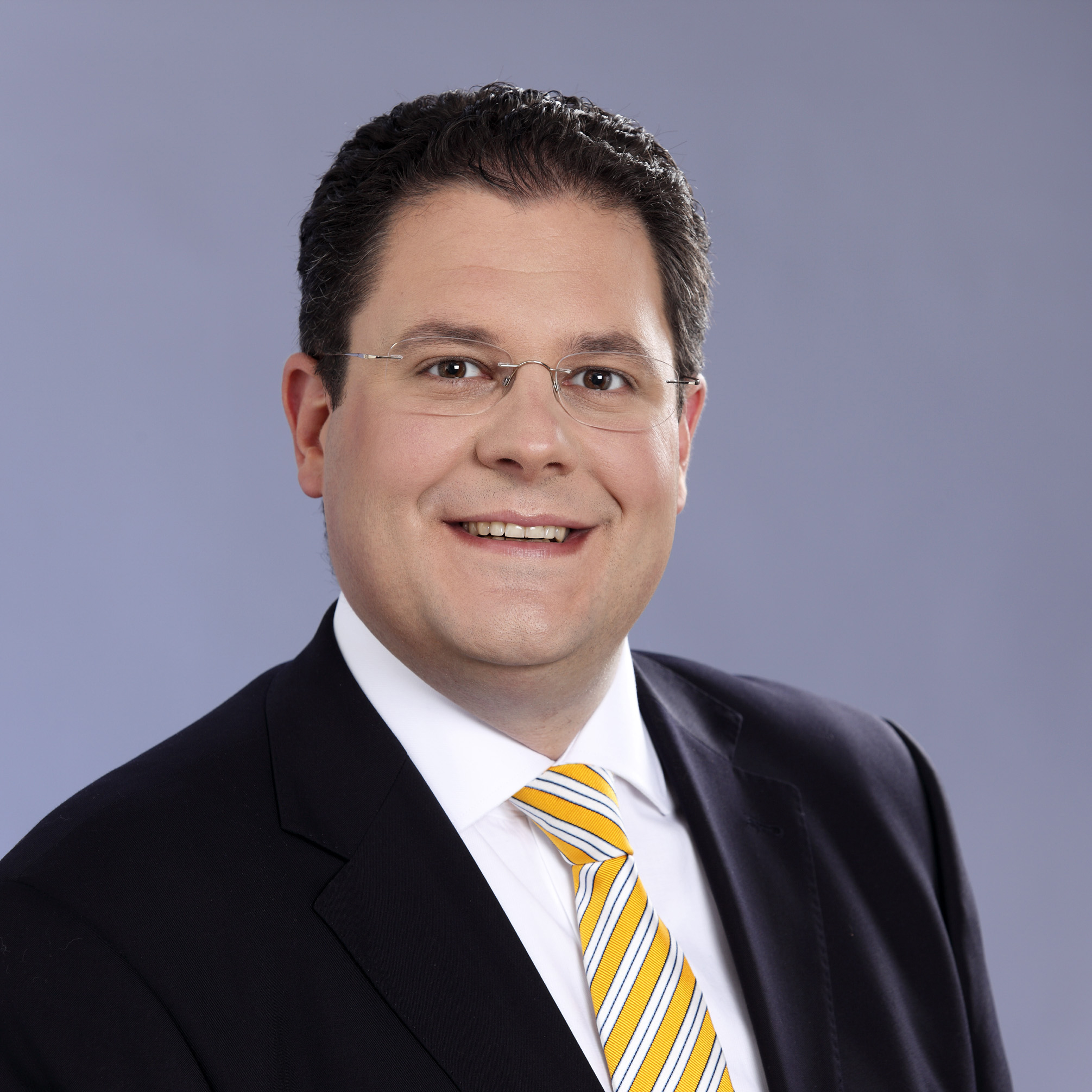
Patrick Döring 2012–2013
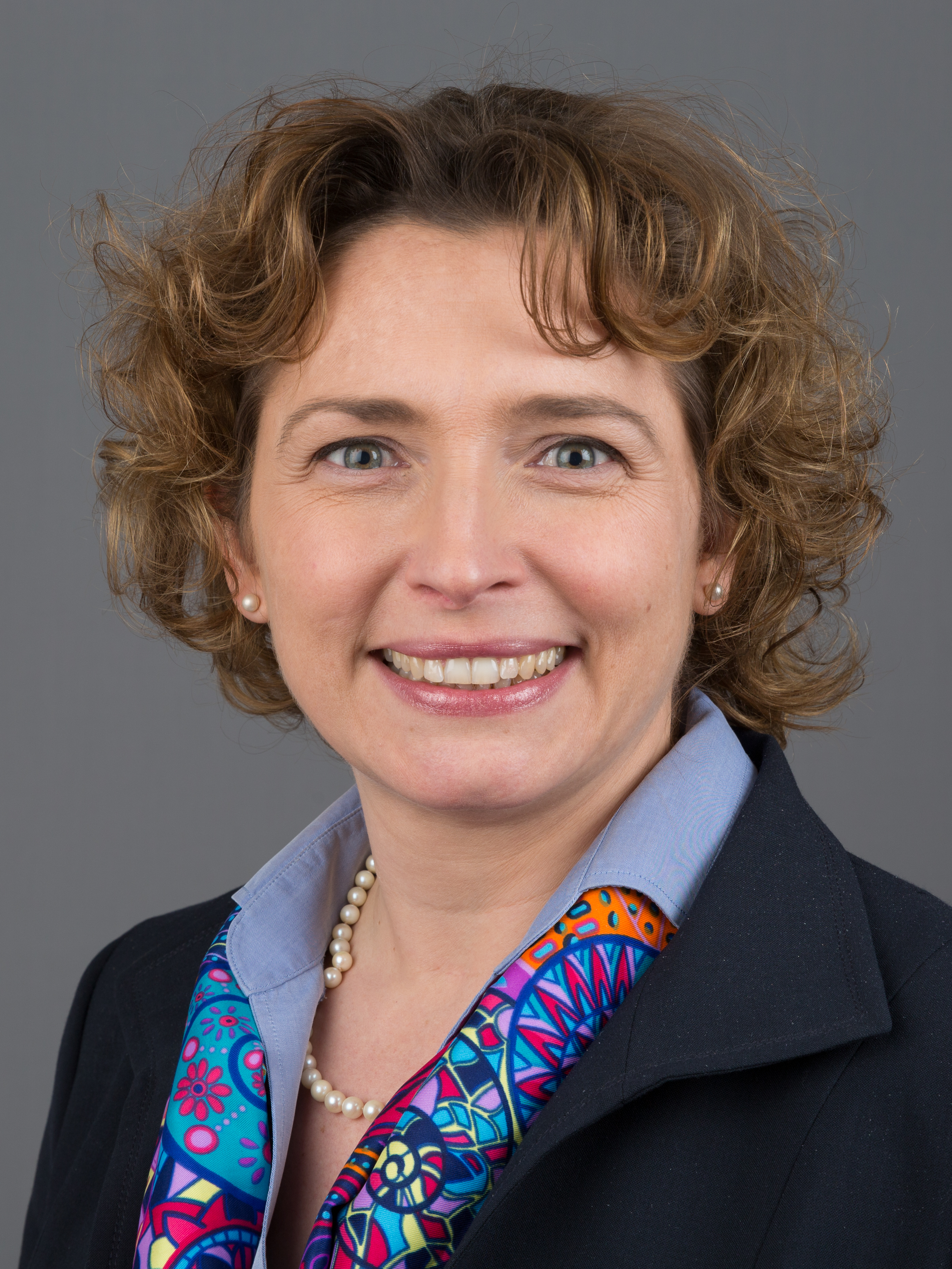
Nicola Beer 2013–2019
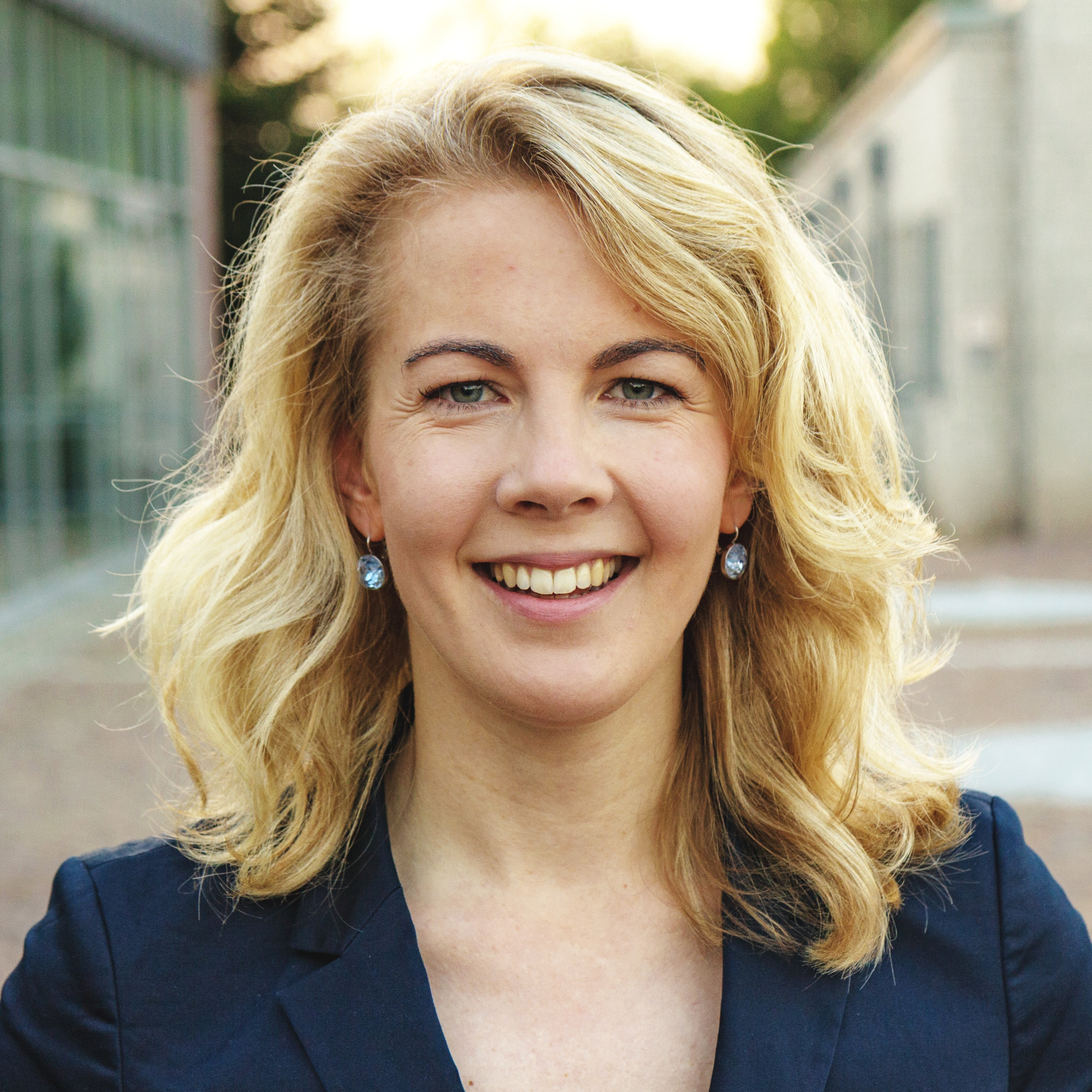
Linda Teuteberg 2019–2020
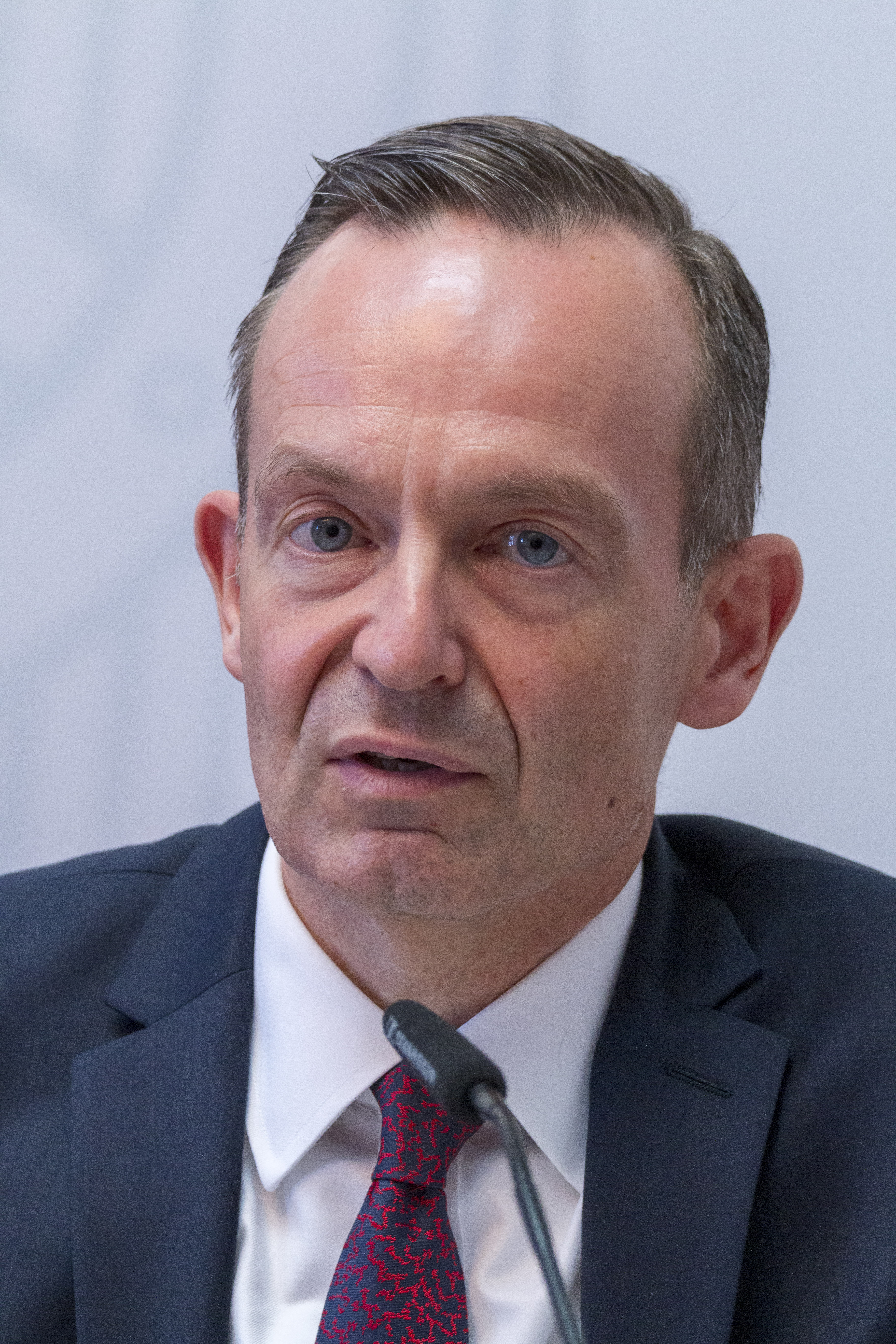
Volker Wissing 2020–2021
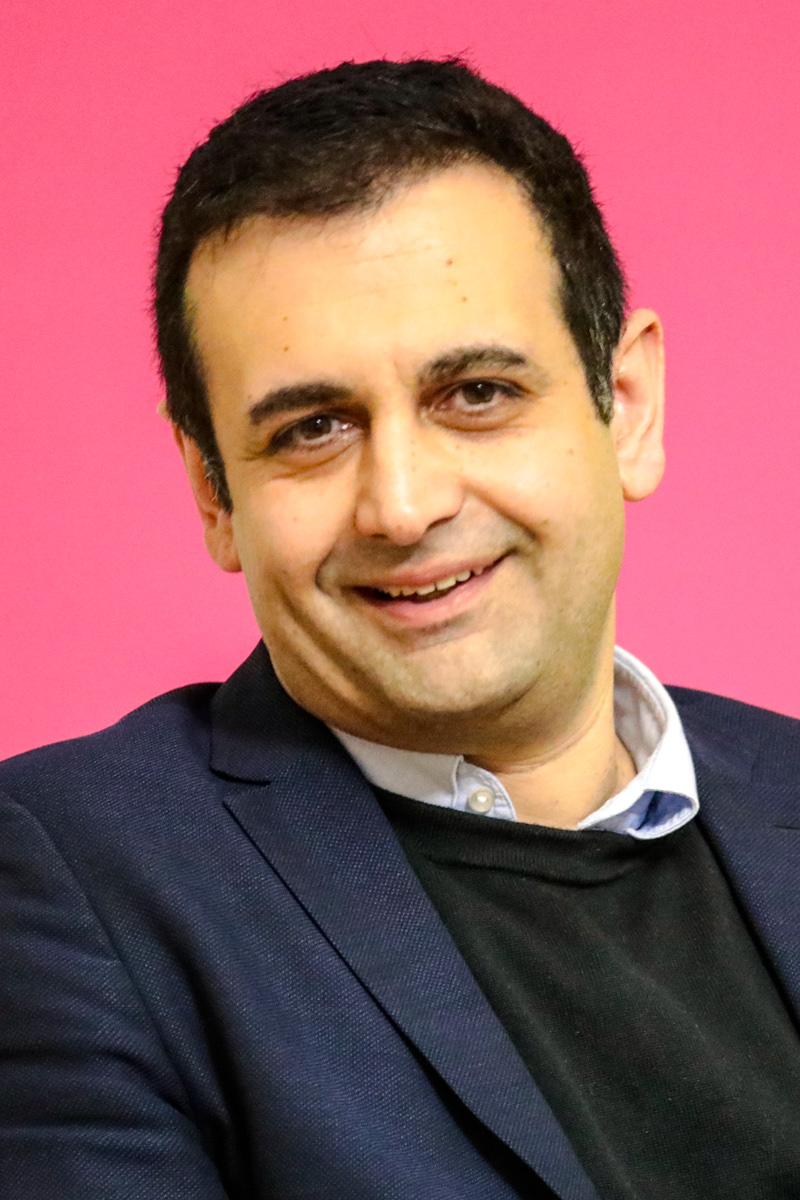
Bijan Djir-Sarai 2021–2024
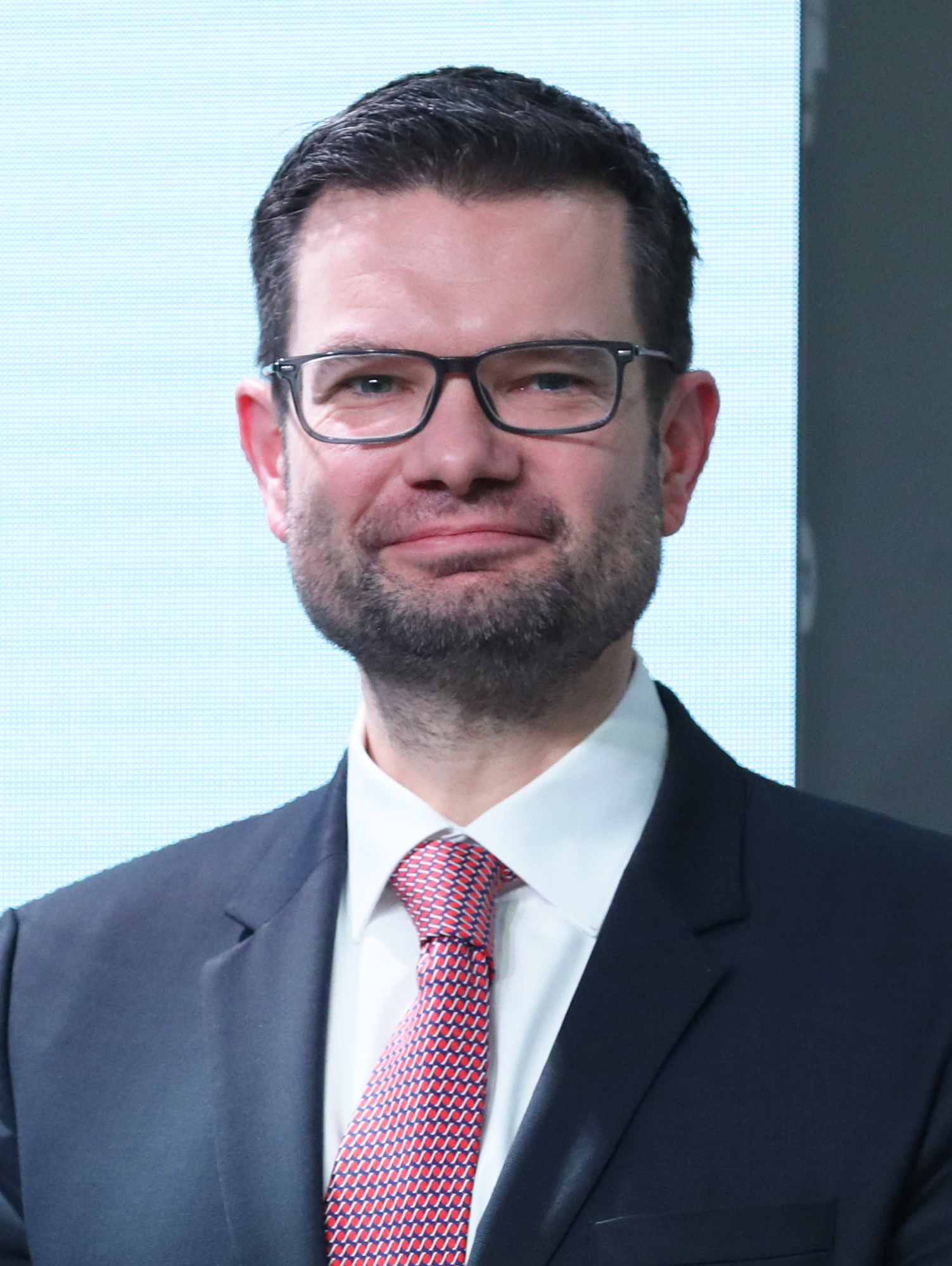
Marco Buschmann 2024–2025 (kommissarisch)
Nicole Büttner seit 2025

### Fraktionsvorsitzende im Deutschen Bundestag
Seit der Bundestagswahl 2025 ist die FDP nicht mehr im Deutschen Bundestag vertreten. Davor war ab Dezember 2021 Christian Dürr Fraktionsvorsitzender. Mit 8393 Tagen die längste Amtszeit hatte Wolfgang Mischnick von 1968 bis 1991.

### Vizepräsidenten des Deutschen Bundestages

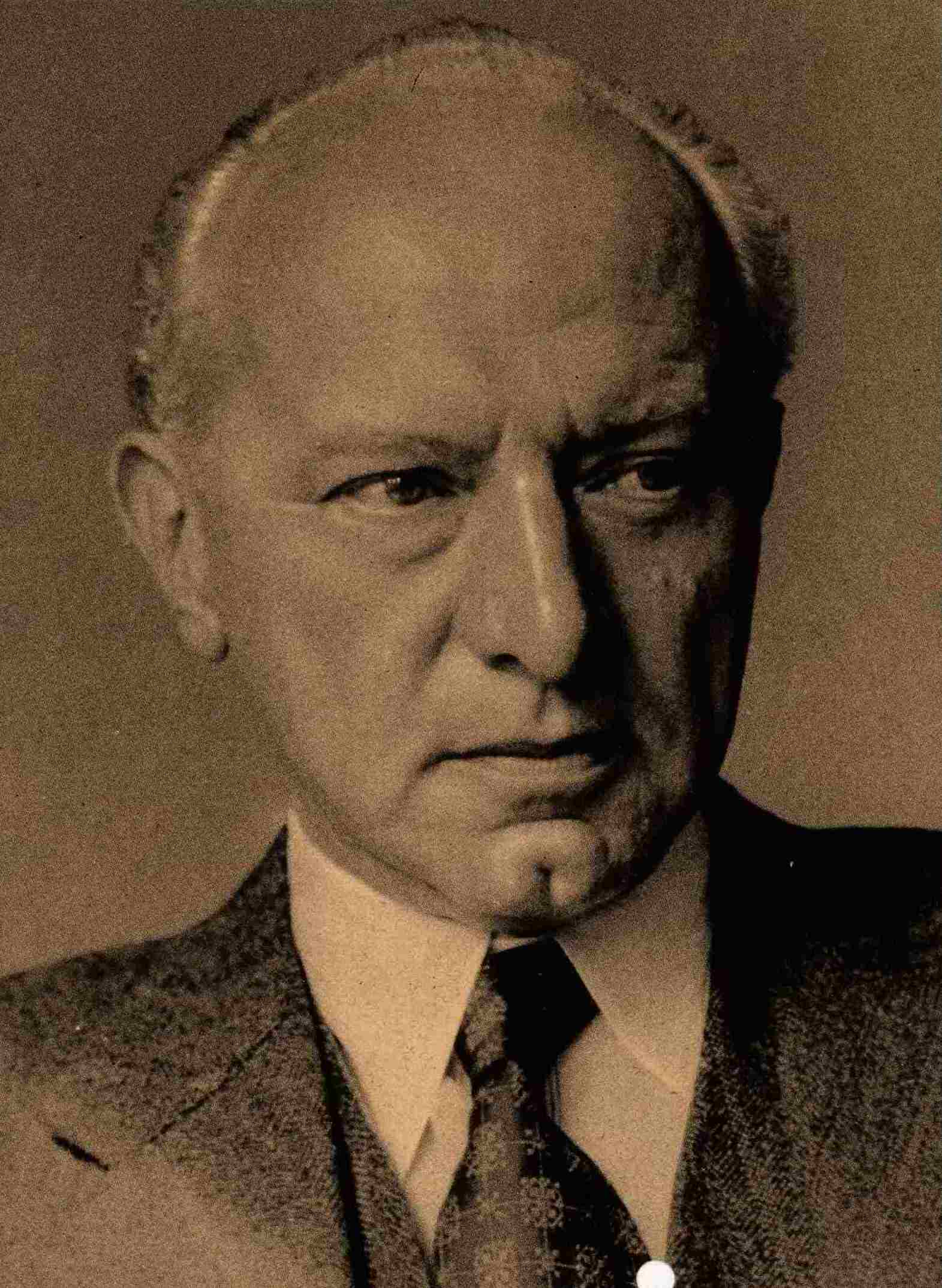
Hermann Schäfer 1949–1953
Ludwig Schneider 1953–1956
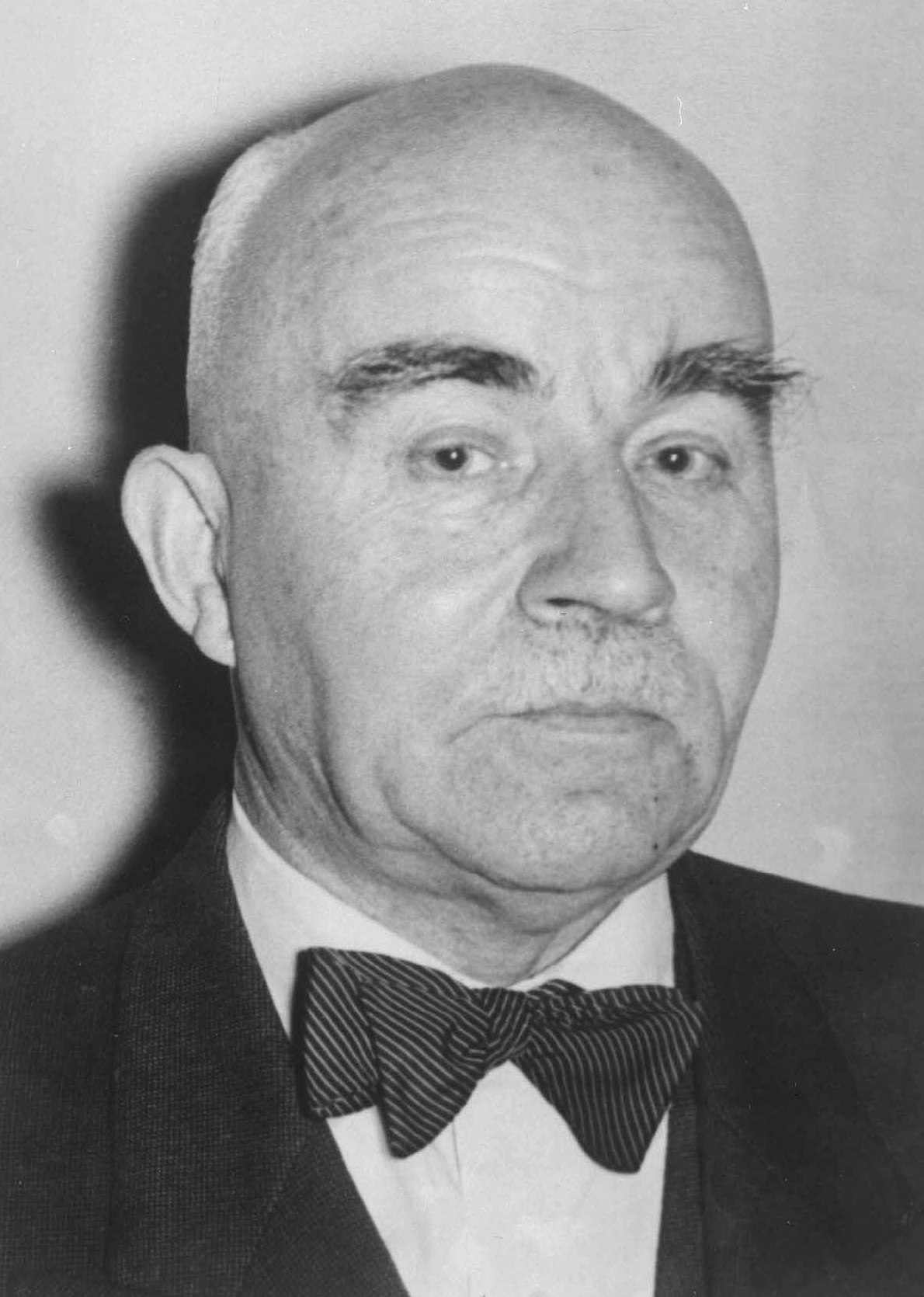
Max Becker 1956–1960
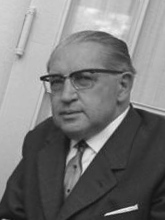
Thomas Dehler 1960–1967
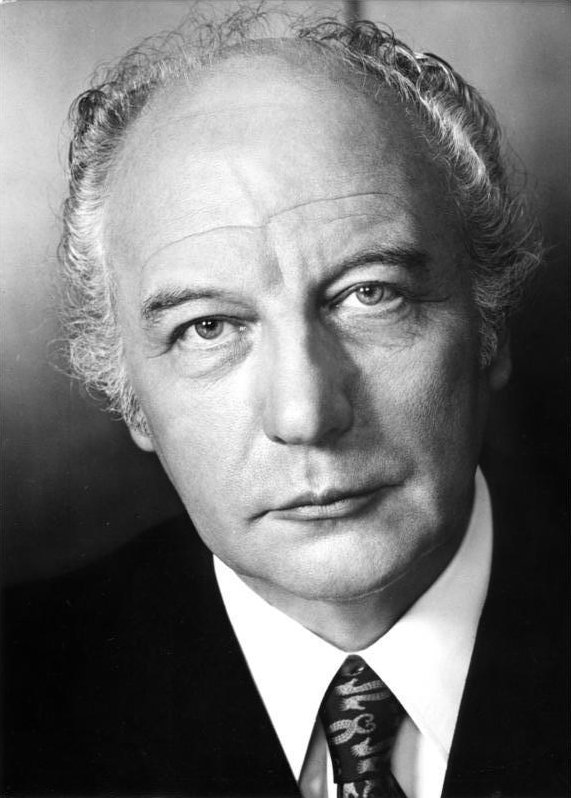
Walter Scheel 1967–1969
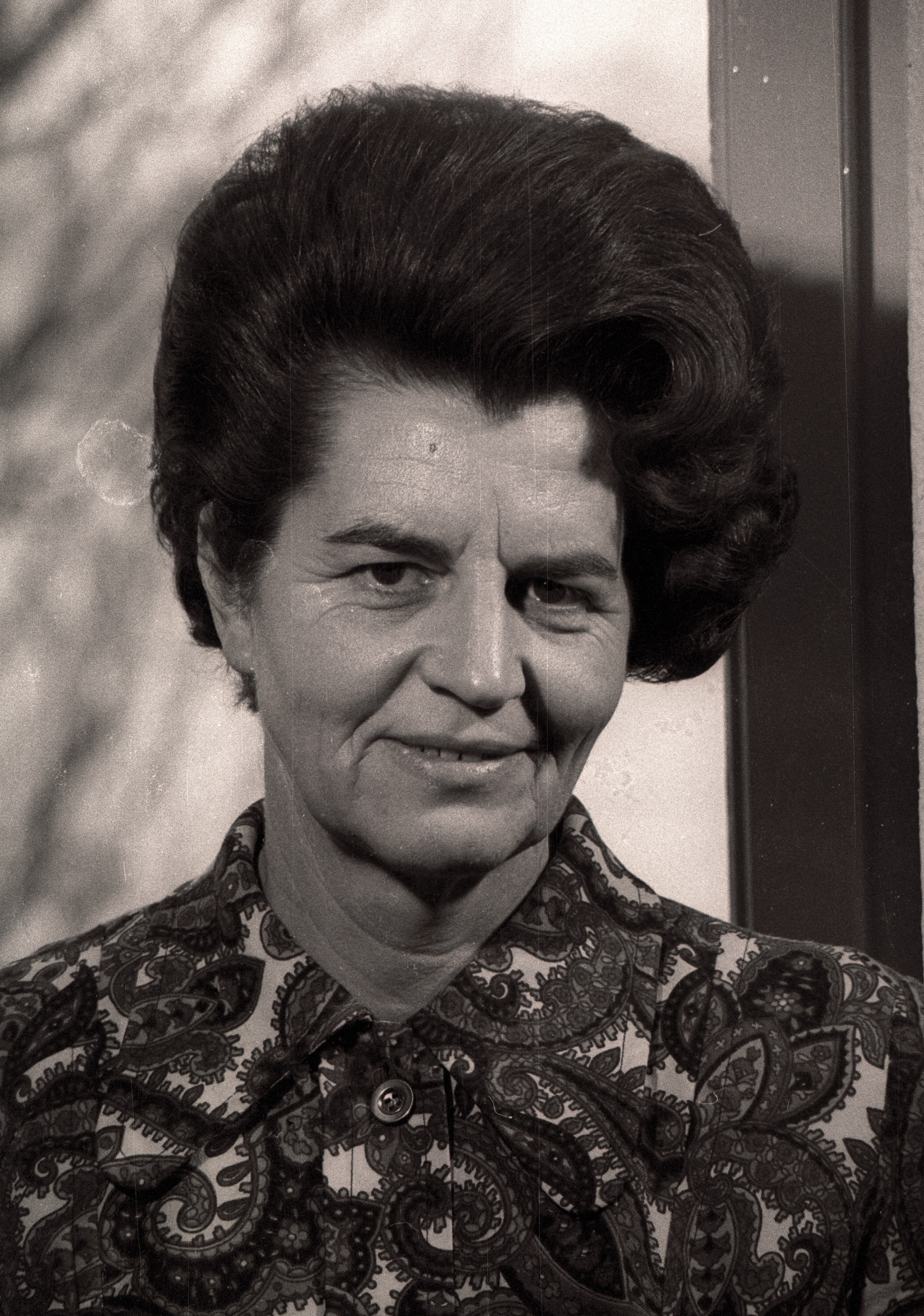
Liselotte Funcke 1969–1979
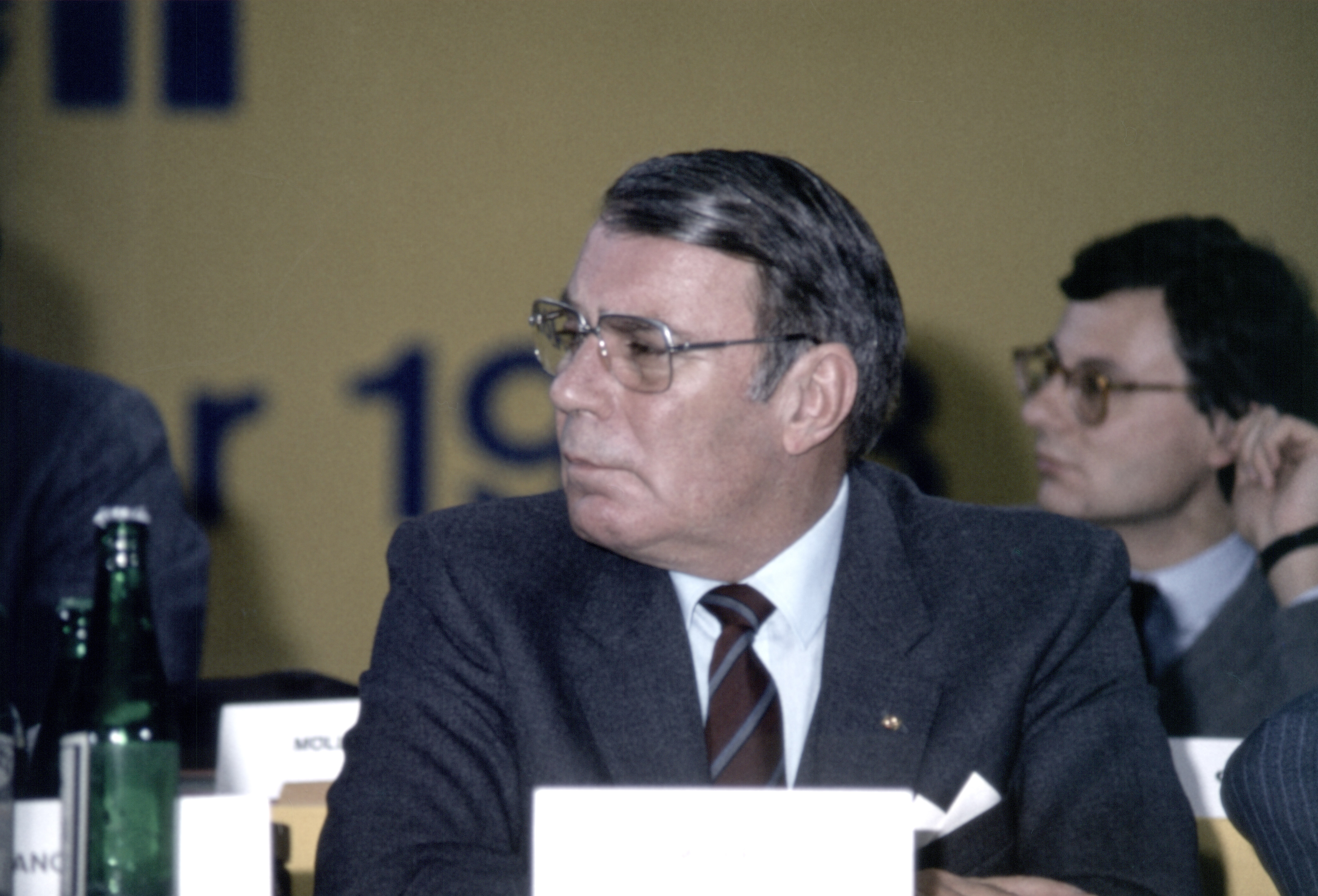
Richard Wurbs 1979–1984
Dieter-Julius Cronenberg 1984–1994
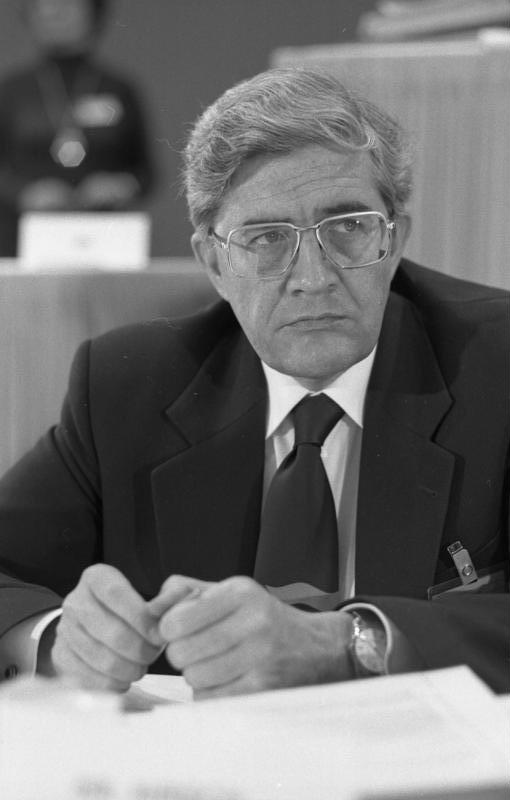
Burkhard Hirsch 1994–1998
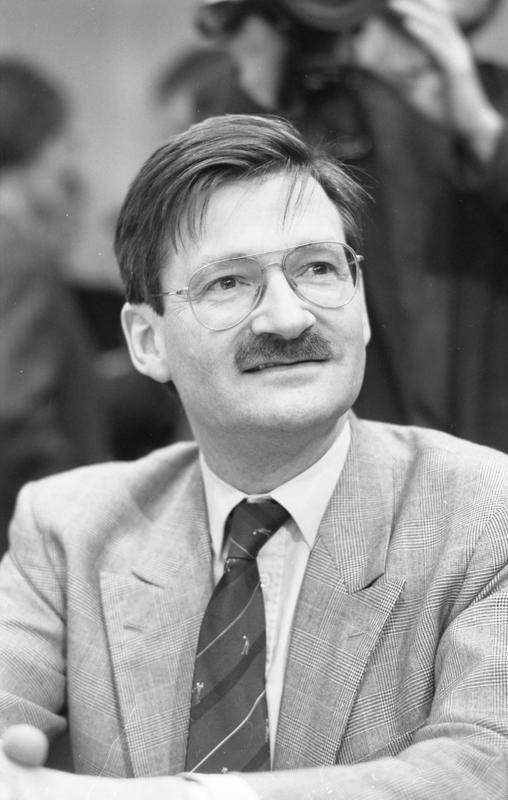
Hermann Otto Solms 1998–2013
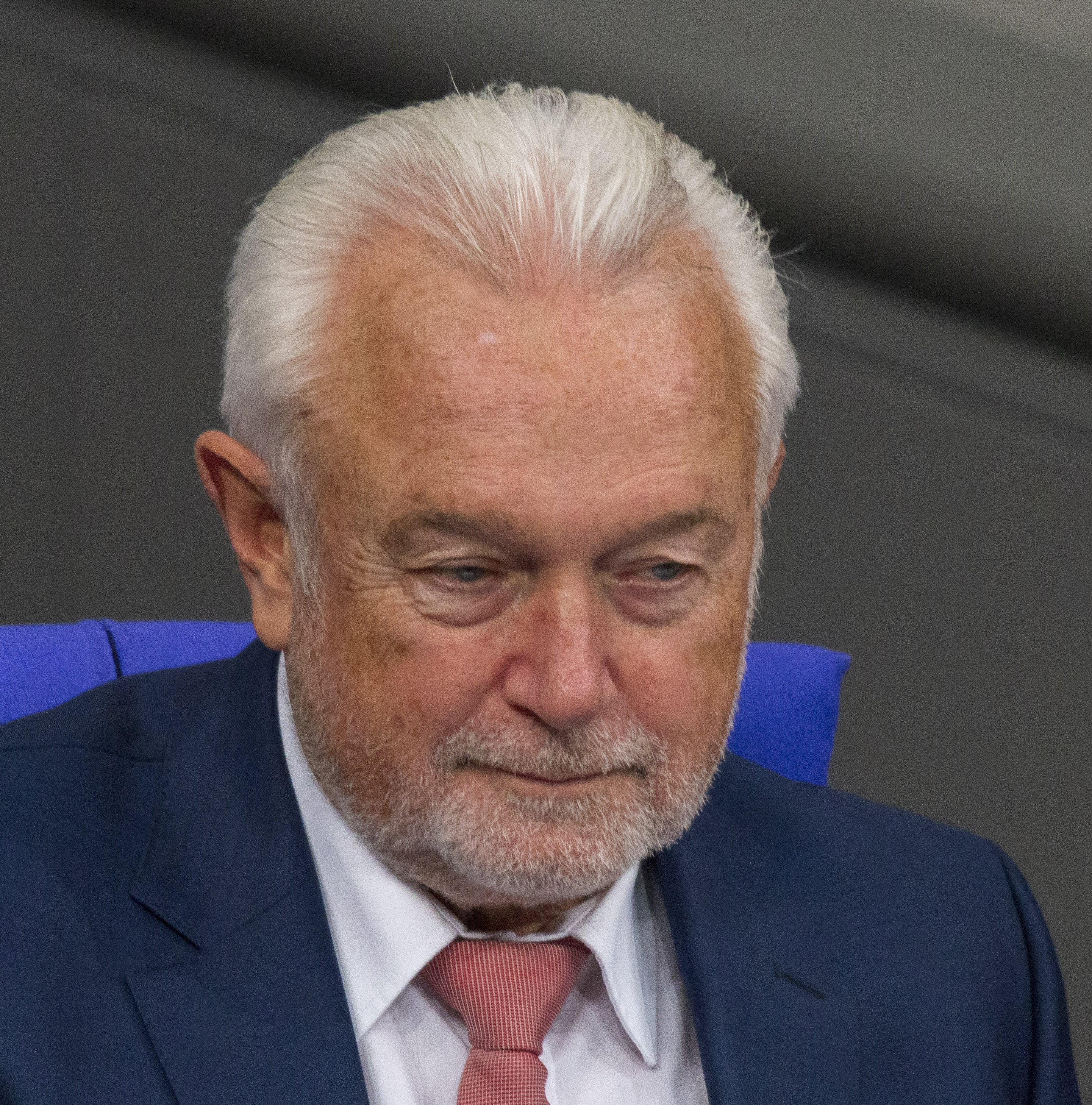
Wolfgang Kubicki 2017–2025

### Bundespräsidenten
Theodor Heuss hatte von 12. September 1949 bis 12. September 1959 das Präsidentenamt inne und war gleichzeitig der erste Bundespräsident. Walter Scheel war vom 1. Juli 1974 bis 30. Juni 1979 Bundespräsident. Während der Präsidentschaft ruhte seine Mitgliedschaft in der FDP.

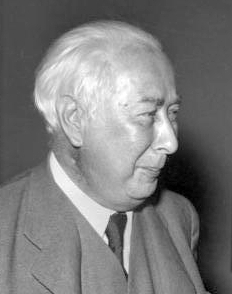
Theodor Heuss
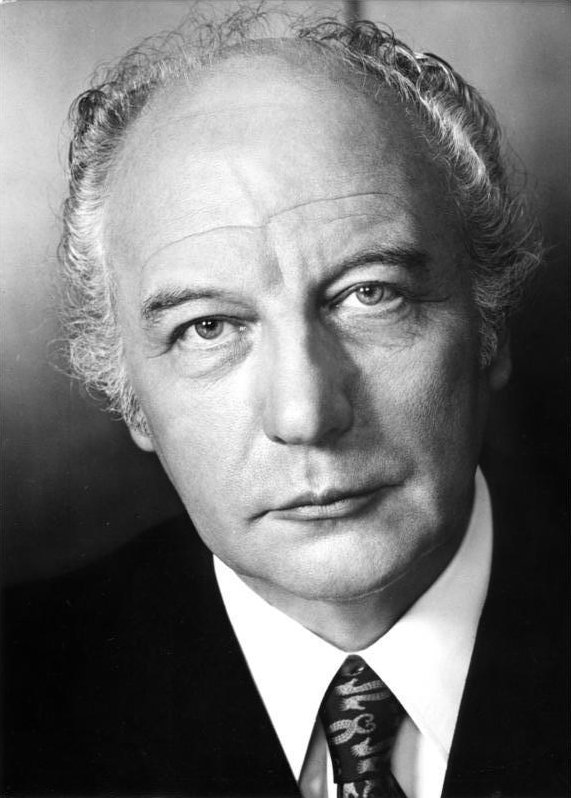
Walter Scheel

### Stellvertreter des Bundeskanzlers
Die nachfolgenden FDP-Mitglieder waren Stellvertreter des Bundeskanzlers.

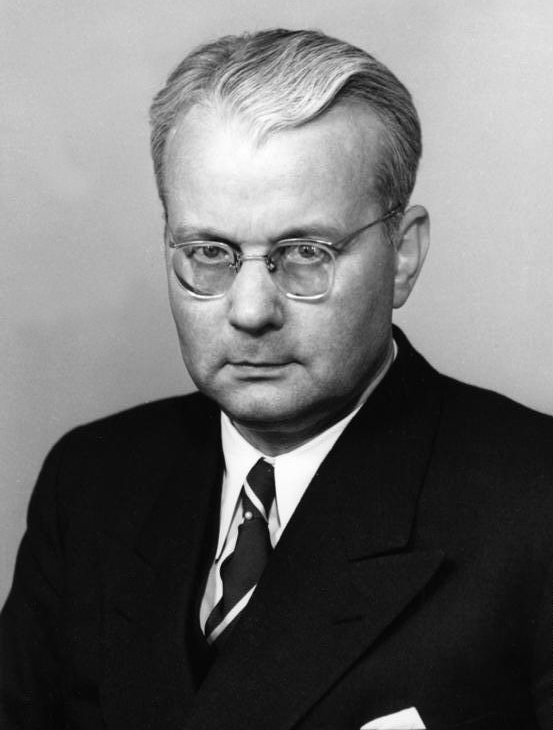
Franz Blücher 20. September 1949 bis 29. Oktober 1957 1
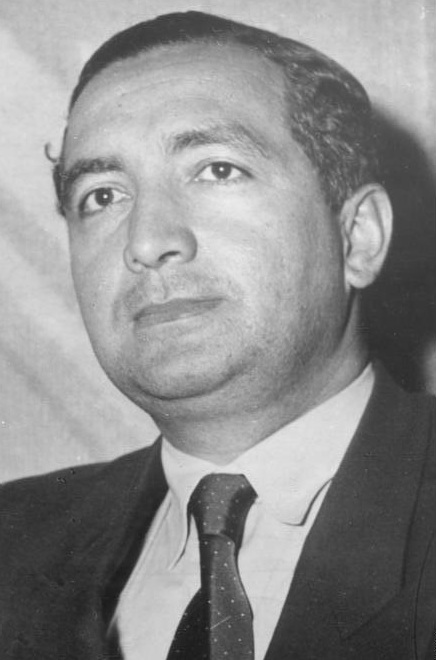
Erich Mende 17. Oktober 1963 bis 28. Oktober 1966
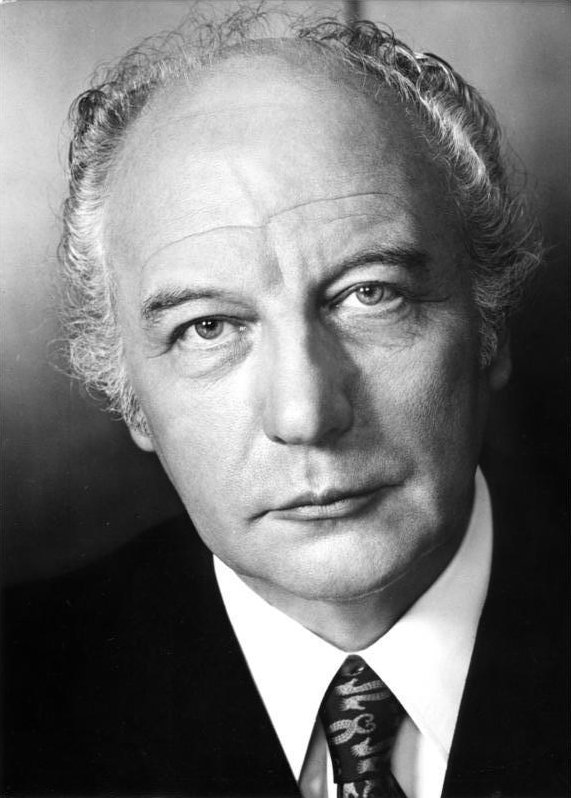
Walter Scheel 22. Oktober 1969 bis 16. Mai 1974 2
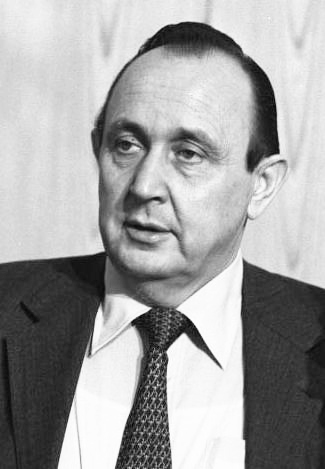
Hans-Dietrich Genscher 16. Mai 1974 bis 17. September 1982 und 4. Oktober 1982 bis 18. Mai 1992
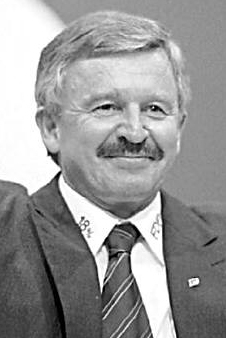
Jürgen Möllemann 18. Mai 1992 bis 21. Januar 1993
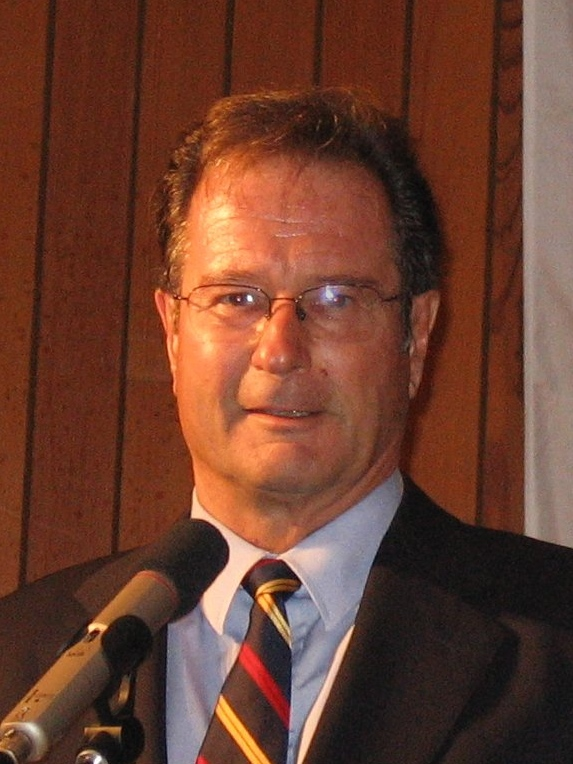
Klaus Kinkel 21. Januar 1993 bis 27. Oktober 1998
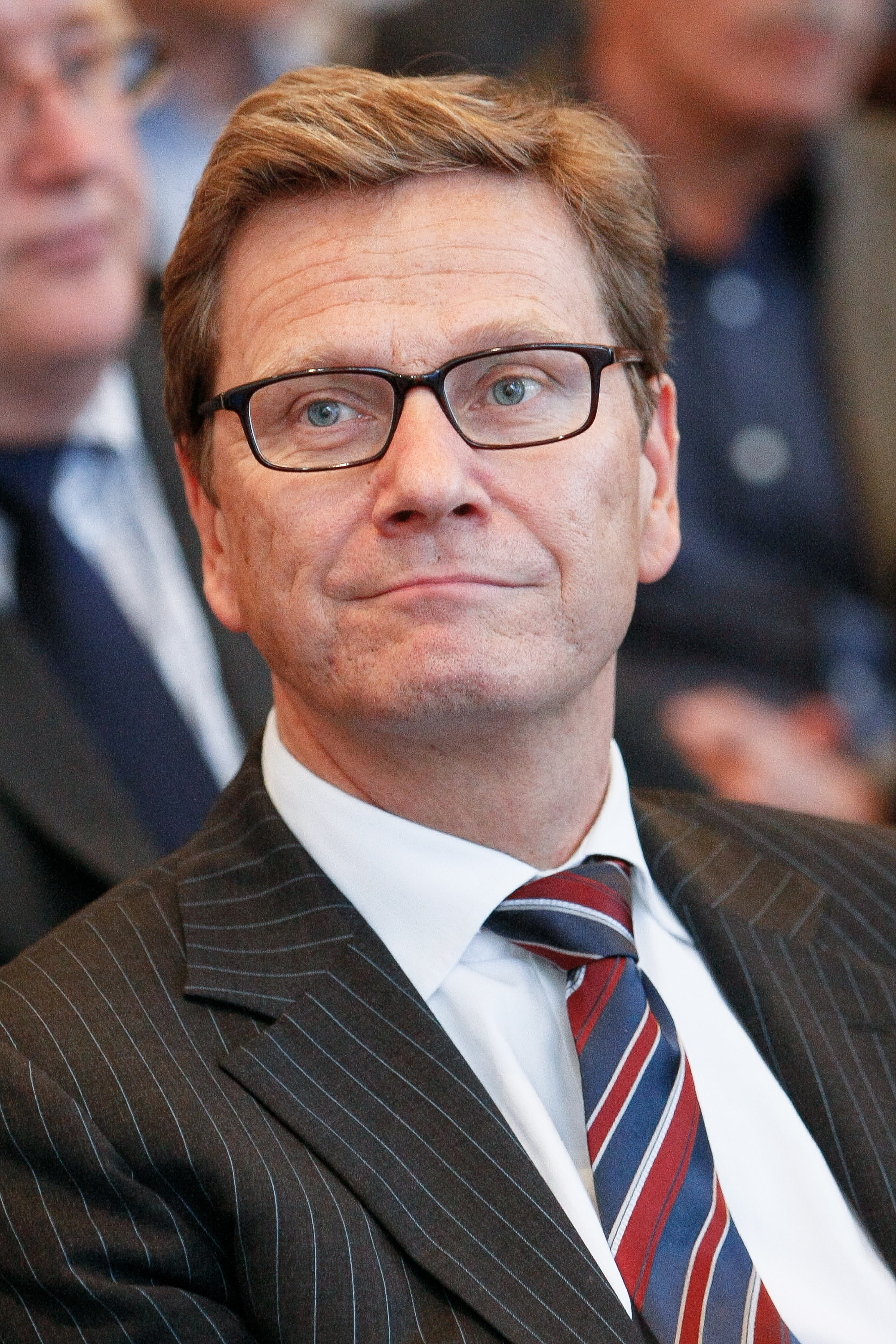
Guido Westerwelle 28. Oktober 2009 bis 16. Mai 2011
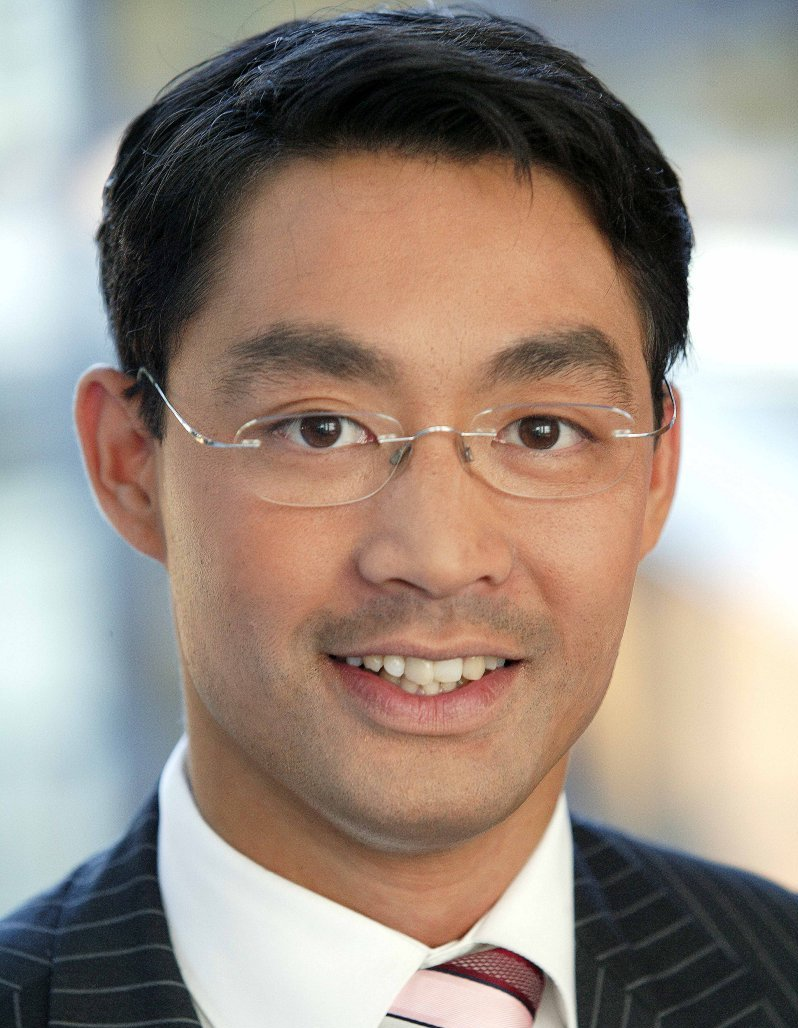
Philipp Rösler 16. Mai 2011 bis 17. Dezember 2013
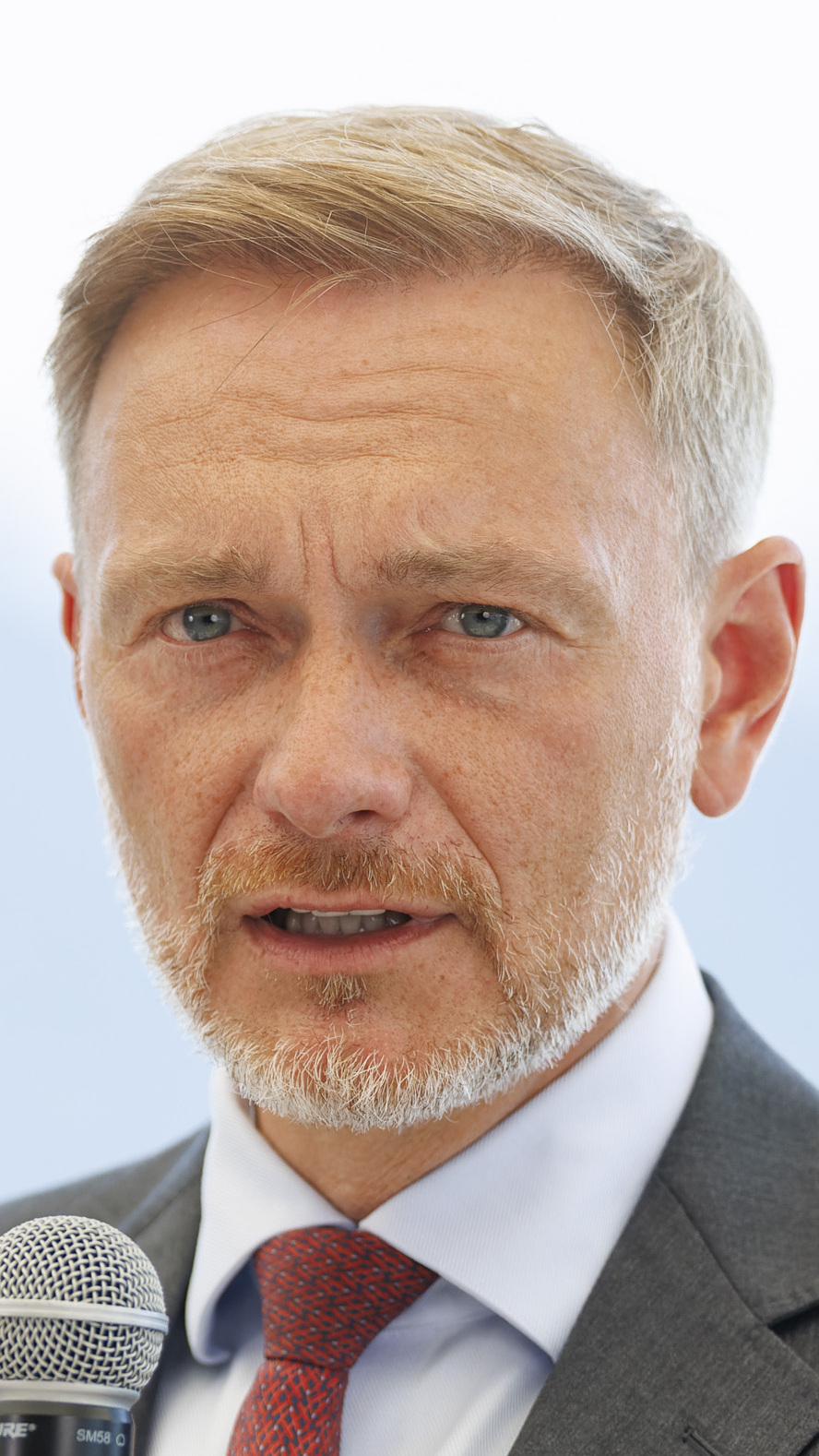
Christian Lindner 8. Dezember 2021 bis 7. November 2024

- Hans-Dietrich Genscher
16. Mai 1974 bis
17. September 1982 und
4. Oktober 1982 bis
18. Mai 1992
- Jürgen Möllemann
18. Mai 1992 bis
21. Januar 1993
- Klaus Kinkel
21. Januar 1993 bis
 27. Oktober 1998
- Guido Westerwelle
 28. Oktober 2009 bis
 16. Mai 2011
- Philipp Rösler
16. Mai 2011 bis
17. Dezember 2013
- Christian Lindner
8. Dezember 2021 bis
7. November 2024 3

### Ministerpräsidenten

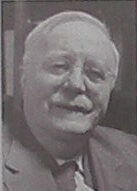
Reinhold Maier 24. September 1945 bis 17. Oktober 1953 1
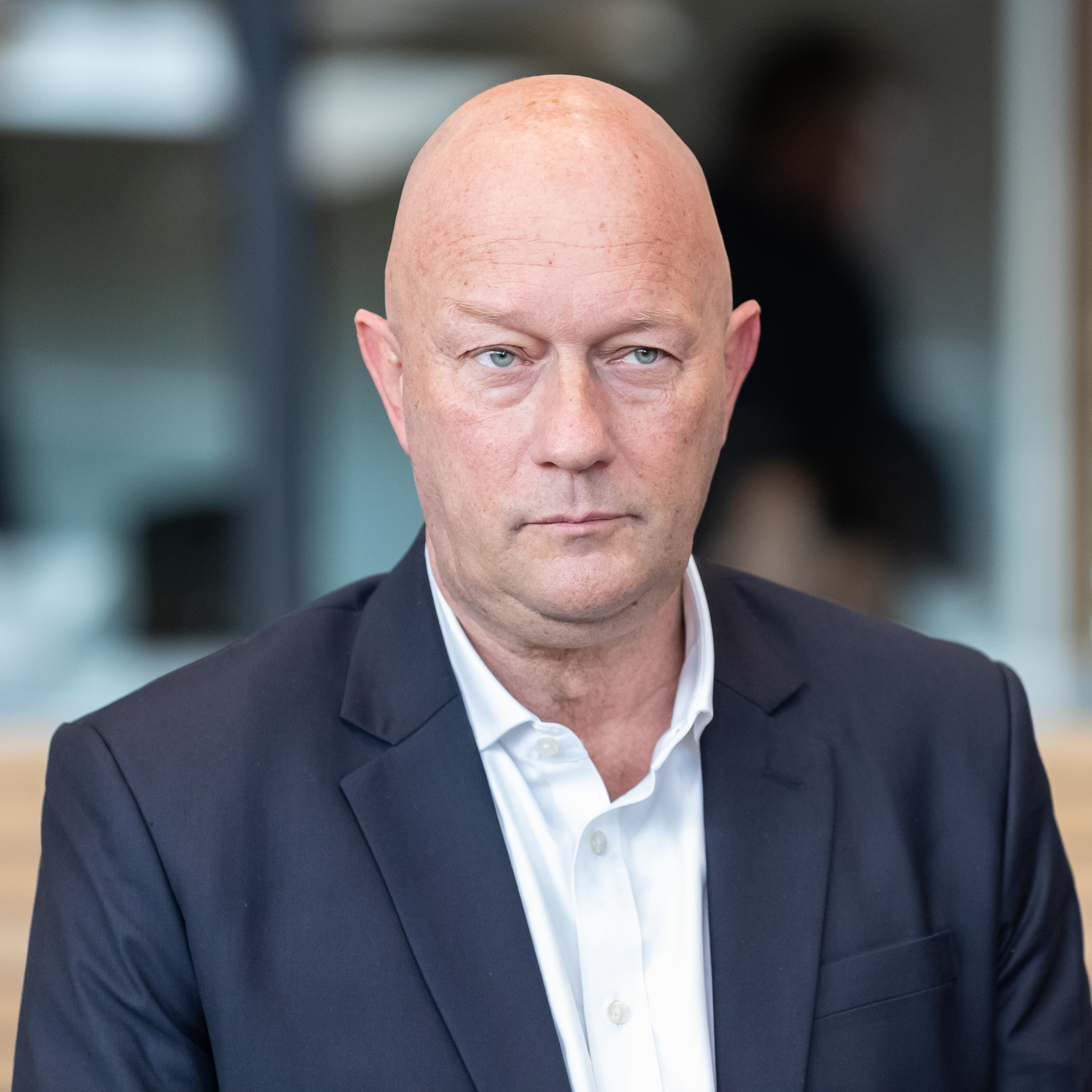
Thomas Kemmerich 5. Februar 2020 bis 4. März 2020 2

### Präsidenten von EU-Organen und Mitglieder der Europäischen Kommission

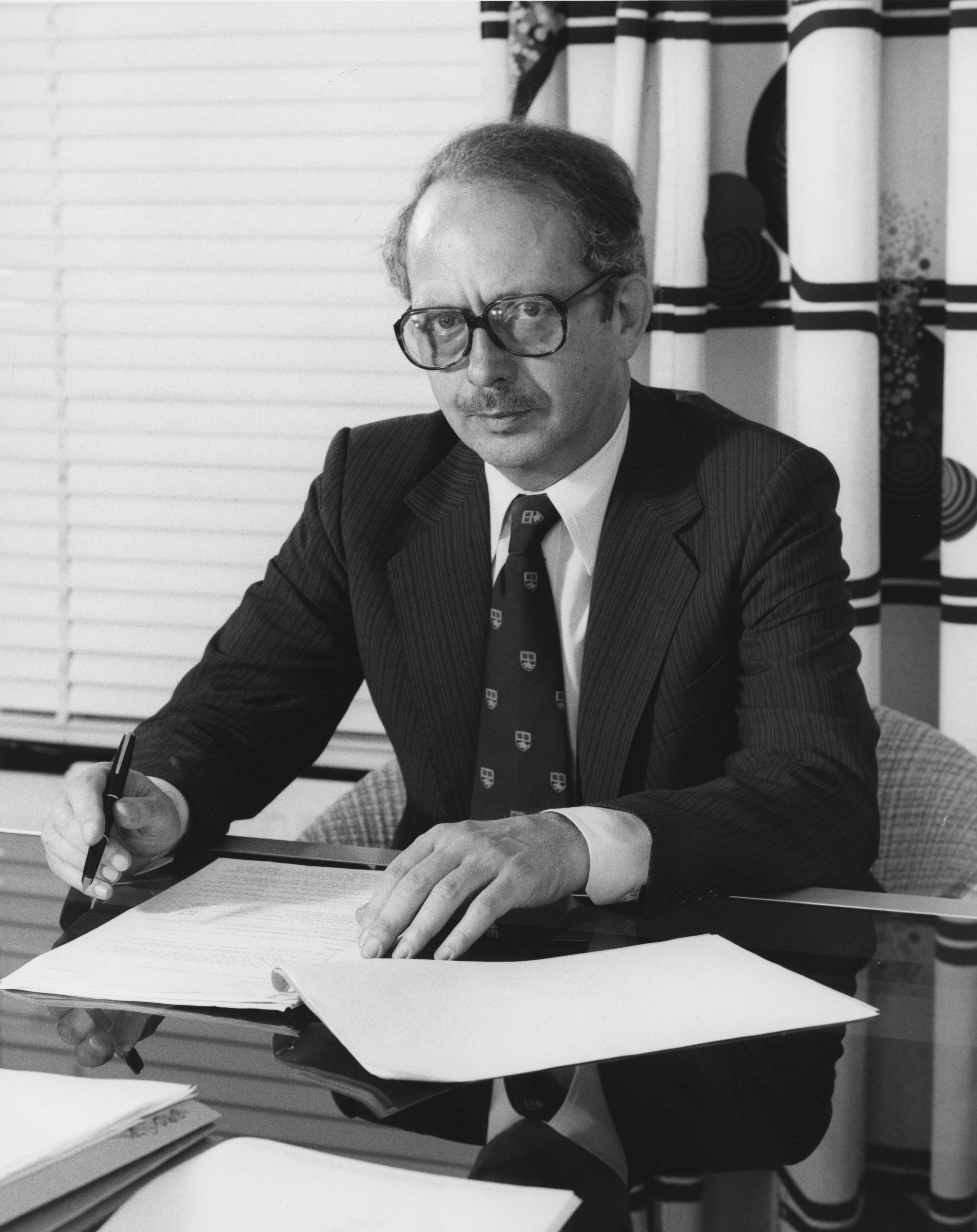
Ralf Dahrendorf 1970–1974 Kommissar für Handel
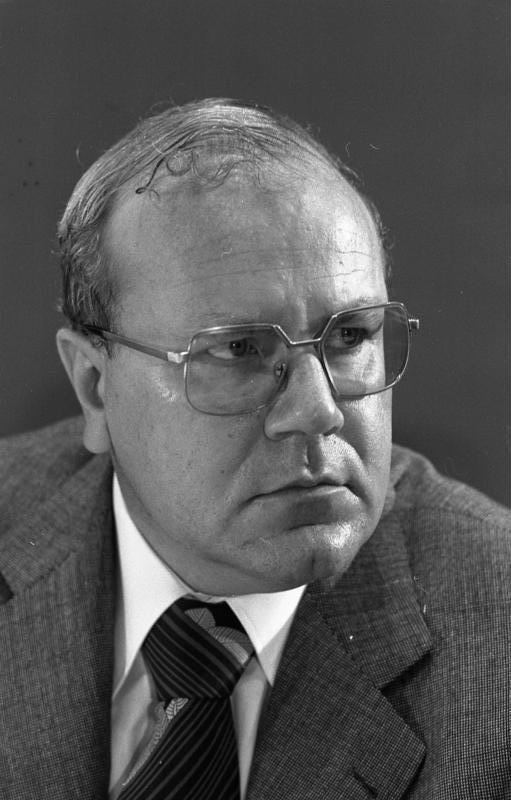
Martin Bangemann 1989–1999 Kommissar für Binnenmarkt, ab 1993 für Industriepolitik
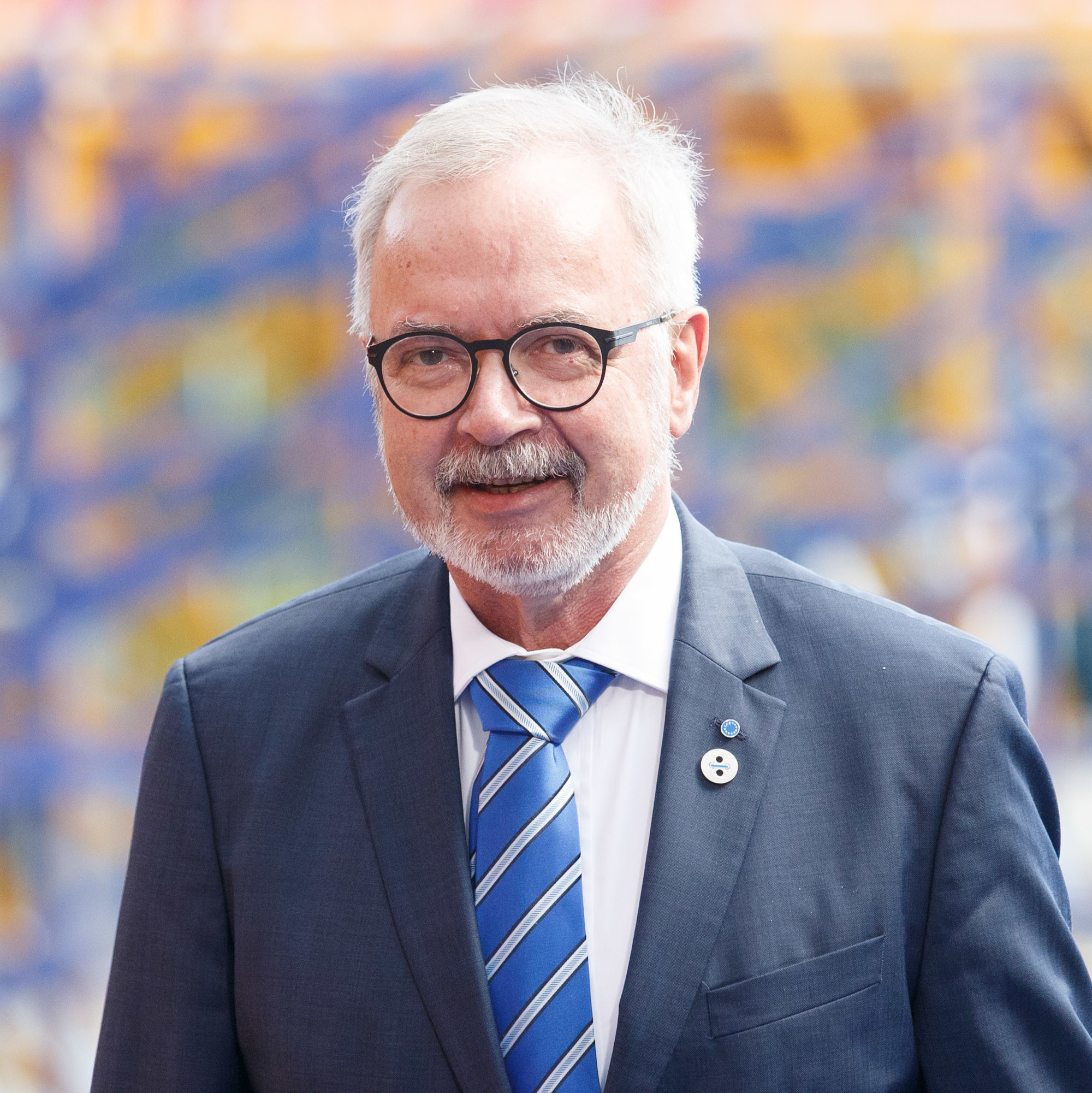
Werner Hoyer 2012–2023 Präsident der Europäischen Investitionsbank